# Miguel Grau
Miguel María Grau Seminario (Piura, 27 de julio de 1834-Punta Angamos, Mejillones; 8 de octubre de 1879) fue un marino militar y político peruano y póstumo gran almirante de la Marina de Guerra del Perú. Durante la guerra del Pacífico, comandó el monitor Huáscar y mantuvo a raya a la escuadra chilena durante seis meses, sucumbiendo finalmente de manera heroica en el combate naval de Angamos, enfrentado a fuerzas muy superiores. Es considerado el «héroe máximo del Perú». Su generosidad para con el enemigo en el campo de batalla le valió el apelativo de «Caballero de los mares» y su posterior declaración como precursor del derecho internacional humanitario por el Congreso de la República del Perú. Tras un concurso fue ganador del título de «El peruano del milenio». Fue parte de la familia Seminario de gran importancia histórica en el departamento de Piura durante el siglo XIX.
Fue hijo del coronel grancolombiano (nacionalizado peruano) Juan Manuel Grau y Berrío y de la dama peruana Luisa Seminario del Castillo. Nació en Piura, pero fue en el puerto de Paita donde vivió gran parte de su infancia y donde forjó su vocación marinera. A los nueve años de edad se embarcó como aprendiz de grumete en el buque mercante Tescua. Durante diez años navegó en distintas naves y recorrió diferentes puertos de Asia, Estados Unidos y Europa.
En 1854, ingresó a la Marina de Guerra del Perú como guardiamarina. En 1856, con el grado de alférez de fragata, pasó a servir a bordo de la fragata Apurímac, integrándose plenamente al cuerpo de oficiales de la marina. Se sumó a la revolución conservadora de Manuel Ignacio de Vivanco y participó en el ataque al Callao de 1857.
Derrotada la revolución vivanquista en 1858, Grau fue expulsado de la Armada, por lo que debió volver a la marina mercante. En 1863 se proclamó la Ley de Amnistía para los oficiales y miembros del ejército y de la marina, que participaron en la revolución vivanquista de 1858. Grau presentó su solicitud de readmisión, y
fue readmitido al servicio naval como teniente segundo. Poco después, ya como teniente primero, fue enviado a Inglaterra, comisionado para negociar la compra de unidades navales y supervisar la construcción de las mismas. Ya de regreso al Perú, se sumó a la revolución restauradora de Mariano Ignacio Prado, y fue ascendido a capitán de fragata (1865). Durante la guerra contra España, actuó en el combate de Abtao, al mando de la corbeta Unión (1866).
Se hallaba en Valparaíso, con la escuadra peruana, cuando, junto con otros marinos, protestó contra la decisión del gobierno peruano de contratar al comodoro estadounidense John R. Tucker como comandante de la armada peruana en una proyectada expedición naval para liberar a Filipinas de la dominación española. Acusado de insubordinación, fue confinado en la isla San Lorenzo, donde fue sometido a juicio, para finalmente ser declarado inocente. Por tercera vez, regresó a la marina mercante, laborando para una compañía inglesa (1867). Ese mismo año se casó con la limeña Dolores Cabero y Núñez, de cuya unión nacieron diez hijos.
A principios de 1868, fue reincorporado al servicio naval como comandante del monitor Huáscar, siendo ascendido poco después al grado de capitán de navío. Suscribió, junto con otros marinos, una proclama contra el golpe revolucionario de los hermanos Gutiérrez (1872).
En 1873, al mando del Huáscar, realizó un crucero por el sur peruano y el litoral boliviano, al ocurrir la amenaza de un conflicto armado entre Chile y Bolivia por cuestiones territoriales. En 1874 fue comandante de la Escuadra de Evoluciones, recorriendo el litoral peruano entre el Callao e Iquique, y colaborando en la debelación de la intentona golpista del caudillo Nicolás de Piérola.
En 1875, fue elegido diputado por la provincia de Paita, por el Partido Civil, labor parlamentaria que interrumpió temporalmente para ejercer la Comandancia General de Marina, entre 1877 y 1878. En tal calidad, elevó al Congreso Nacional un pormenorizado informe sobre el estado deficiente de los buques de guerra y las carencias de la Marina, formulando juicios que fueron una verdadera advertencia, un año antes del estallido de la guerra con Chile.
Al estallar la Guerra del Pacífico, el 5 de abril de 1879, Grau retomó el mando del Huáscar, en detrimento de la fragata blindada "Independencia", que era por entonces el buque insignia de la Armada Nacional peruana, por considerársele como un buque de guerra con mayor poder de fuego del Perú. Miguel Grau fue nombrado jefe de la primera división naval, iniciando su campaña en el mes de mayo. Durante los cinco meses siguientes, desarrolló una intensa actividad, manteniendo en jaque a la flota chilena. Ganó el combate naval de Iquique del 21 de mayo de 1879, hundiendo a la corbeta Esmeralda y se ganó el respeto unánime por su acción humanitaria de rescatar a los náufragos chilenos.
En los meses siguientes, Grau realizó varias incursiones en aguas controladas por Chile, atacando por sorpresa y hostilizando las líneas de comunicación chilenas, bombardeando las instalaciones militares de sus puertos firmes. Fue ascendido a la alta clase de contralmirante, reclinado este alto honor, porque dicho cargo le alejaría del combate y de la defensa de su patria, al tener que dirigir las acciones navales desde los despachos, Miguel Grau continuó con su grado de Capitán de Navío hasta su inmolación en el Combate de Angamos. Así el 8 de octubre de 1879, estando frente a Punta Angamos, el Huáscar fue cercado por dos divisiones enemigas, trabándose un desigual combate. Grau murió en los primeros minutos de la lucha, por efectos de una granada disparada por el acorazado Cochrane, que destrozó su cuerpo. Sus oficiales y marineros continuaron la lucha, hasta que resultaron muertos o puestos fuera de combate. Solo con la eliminación de Grau y el Huáscar, que había actuado como una verdadera muralla móvil del Perú, los chilenos pudieron iniciar la campaña terrestre.
Sus restos, inicialmente enterrados en Santiago de Chile, fueron repatriados en 1890 y trasladados a la Cripta de los Héroes en 1908. En 1946 fue ascendido póstumamente al grado de almirante. En su calidad de exdiputado, conserva una curul permanente en el Congreso de la República del Perú.

## Primeros años

### Nacimiento
Miguel María Grau Seminario nació en la ciudad de San Miguel de Piura, en una casona de la calle Mercaderes, hoy Tacna N.º 662. Fue bautizado el 3 de septiembre de 1834, en la parroquia de San Miguel, por el presbítero Santiago Angeldonis, siendo sus padrinos Manuel Ansoátegui y Rafaela Angeldonis. Su partida fue asentada con el número 953, en el libro respectivo. Consta en dicho documento que al momento de su bautizo era de «un mes y siete días de nacido», por lo que se ha determinado que su nacimiento fue el 27 de julio de 1834.
Sin embargo, en la ciudad portuaria de Paita está muy arraigada la creencia de que el nacimiento de Miguel Grau se produjo en dicho puerto, aunque solo se ha dado como sustento una serie de indicios dispersos y especulativos, mas nunca un documento probatorio. También se ha postulado a Sullana como otro presunto lugar de su nacimiento.  Los defensores de Paita como la cuna del héroe, dicen, por ejemplo, que la partida de bautismo solo corrobora el lugar donde fue bautizado, mas no el de su nacimiento; que Grau fue elegido diputado por la provincia de Paita, y no por la de Piura; y que, cuando Grau, en su foja de servicios o en su partida de matrimonio, anota haber nacido en Piura, suponen que solo está aludiendo al departamento, mas no a la ciudad; entre otras especulaciones de ese talante. En respuesta, el historiador Miguel Seminario Ojeda señala que, de haber nacido en Paita o en Sullana, en su partida de bautismo debió figurar la cláusula ex licencia parroquia (es decir bautizado con licencia de su parroquia, sea la de Paita o la de Sullana, según el caso).  Además, este mismo historiador, investigando en los archivos, ubicó el censo realizado en Piura en 1840, donde aparece registrada la familia Grau (el padre y sus cuatro hijos), donde Miguel figura con el número 228, y como nacido en la ciudad de Piura. En cuanto a la diputación por la provincia de Paita (que Grau ganó en 1876), se debe señalar que, de acuerdo a la Constitución vigente entonces (la de 1860, artículo 47), no era requisito obligatorio que el candidato hubiera nacido en la provincia a la que postulaba, sino que bastaba con ser del departamento en general (en este caso, el de Piura, erigido en 1861). Se entiende, ciertamente, el afecto que Grau tenía por Paita, ya que fue en ese puerto donde forjó su vocación de marino, lo que marcaría toda su existencia.
Fueron sus padres el teniente coronel grancolombiano (más tarde nacionalizado peruano) Juan Manuel Grau y Berrío, natural de Cartagena de Indias, que llegó al Perú formando parte del ejército del Libertador Bolívar; y María Luisa Seminario y del Castillo, piurana de nacimiento, hija del alcalde provincial ordinario de Piura. Fue el tercero de cuatro hermanos; los mayores se llamaban Enrique Federico y María Dolores Ruperta; y la menor, Ana Joaquina Jerónima del Rosario. La unión de sus padres era extramarital, pues María Luisa estaba casada con el capitán colombiano Pío Díaz (que por entonces se hallaba en su país de origen), con el que tuvo tres hijos legítimos: Roberto, Emilio y Balbina. Hay que señalar que, en la partida de bautismo del héroe no figura el nombre de María Luisa Seminario como el de su madre, sino el de Josefa Castillo, lo que ha motivado algunas especulaciones sobre su verdadera filiación; al respecto, se ha sugerido que Luisa Seminario debió usar el nombre de Josefa Castillo para ocultar el suyo, pues deseaba mantener encubierta su relación con Juan Manuel Grau. Siguiendo la costumbre de la época, Miguel Grau nunca usó ni mencionó su segundo apellido (Seminario), y solo aparece en su partida de matrimonio, cuando menciona a Luisa Seminario como su madre (1867).
Por entonces, el Perú vivía una época de inestabilidad e intrigas políticas que ocasionaban sublevaciones e intentos de golpe de Estado. El país acababa de salir de la primera guerra civil de su historia republicana (enero-abril de 1834). En 1836 se desató la guerra por el establecimiento de la Confederación Perú-Boliviana, que encumbró al mariscal Andrés de Santa Cruz como protector de dicha entidad geopolítica; y tras un breve periodo de calma, surgió las guerra entre restauradores y confederados, que culminó con el triunfo de los primeros en la batalla de Yungay (1839). Se produjo entonces la Restauración en el Perú, asumiendo el poder el mariscal Agustín Gamarra.

### Infancia

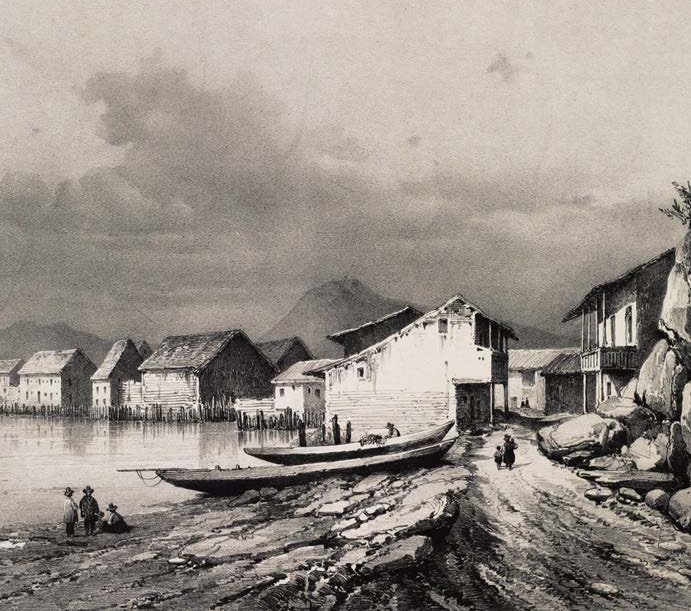
El puerto de Paita, a principios de la época republicana.

Al producirse la guerra entre Perú y Bolivia de 1841, el teniente coronel Juan Manuel Grau Berrío (padre de Miguel Grau), entonces retirado del servicio y dedicado al comercio, juzgó que debía retornar al ejército peruano para defender a su segunda patria. Escribió a Lima a su viejo jefe y amigo, el general Antonio Gutiérrez de la Fuente, ex vicepresidente del Perú. La respuesta fue favorable y en julio de 1842, el padre de Grau se incorporó a la secretaría de dicho general, quien lo destinó a Ayacucho.
En junio de 1842 se celebró la paz con Bolivia, pero una vez más, en el Perú se desató la guerra civil y la anarquía. En noviembre de 1842, el nuevo presidente del Perú, general Francisco de Vidal, nombró a Juan Manuel Grau, vista de aduana en Paita, puerto estrechamente ligado con la ciudad de Piura. Fue pues, en 1842, cuando Miguel Grau empezó a vivir en Paita, junto con su padre y sus tres hermanos, pero sin su madre, que permaneció en Piura:

No es sencilla la vida de Juan Manuel Grau con sus hijos en el puerto de Paita, sobre todo por la ausencia de la madre y la falta de un hogar con un ambiente propicio para la formación de los niños. No tenemos mayor información sobre cómo transcurre la vida cotidiana de esta familia incompleta en el puerto de Paita; en todo caso, puede pensarse que el vínculo entre el padre y los hijos se fortalece, y específicamente la relación afectiva entre el padre y Miguel... Desde otro ángulo, este tiempo sirve para estimular en el niño Miguel las aptitudes para la vida marinera. Paita es un anuncio de los asuntos del mar. La entrega de Grau a la marina, que abarca toda su existencia, tiene en Paita su ambiente central y propicio.

La casa de los Grau estaba ubicada en la parte baja de la ciudad, que en ese entonces contaba con poco más de 5000 habitantes, pero que ya había visto nacer a grandes héroes peruanos como los hermanos Manuel y Raymundo Cárcamo, que pelearon en el combate del Dos de Mayo. También es de mencionar la familia de La Haza, de la que salieron muchos marinos destacados (entre ellos, los hermanos José, Diego, Ciríaco, Manuel, Pedro y Antonio de la Haza Rodríguez).

### Primeros contactos con el mar

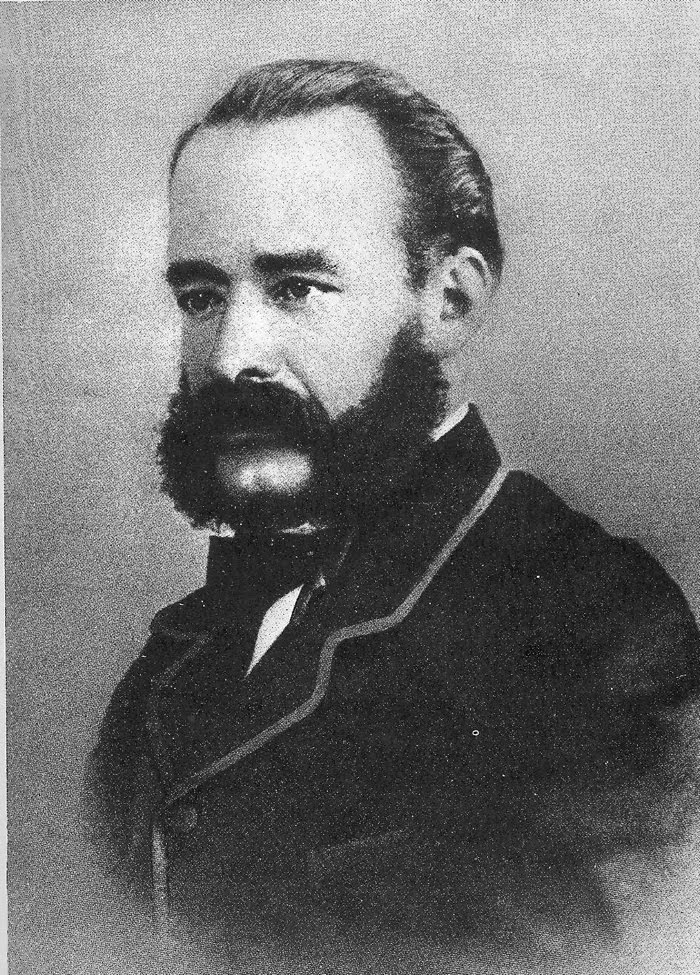
Retrato de Miguel Grau.

En Paita la actividad marítima civil era grande. Todos los navíos que hacían el tráfico entre Panamá y el Callao tocaban en su rada. Funcionaba en el puerto la escuela náutica fundada por el presidente Agustín Gamarra en 1843, destinada a formar a pilotos civiles. Al pequeño Miguel, que sólo tenía ocho años, le fascinó la inmensidad del océano. Su vocación naval comenzó a despertar a partir de ese momento.
Miguel Grau siguió en Paita los primeros cursos de su formación escolar. El muchacho, listo y resuelto, había sido educado con dureza por el padre para conseguir con ello templar su carácter y acerar su voluntad.
Atraído por la vida marítima, Miguel, que solo tenía nueve años, obtuvo en marzo de 1843 el permiso paterno para embarcarse en el Tescua, un bergantín de la marina civil dedicado al cabotaje entre Paita y otros puertos del litoral peruano y de los países del norte hasta Panamá. El capitán del buque era Manuel Francisco Herrera, compatriota y gran amigo de Juan Manuel Grau. Fue el punto de partida de la carrera náutica de Miguel, pero se truncó inesperadamente. El buque naufragó frente a la isla Gorgona y el aspirante a grumete se salvó milagrosamente, debiendo retornar a la vida hogareña y escolar en Paita.
En 1844, Grau consiguió nuevamente la autorización de su padre para embarcarse. Esta vez quedó definitivamente enrumbada su carrera marina, navegando en diferentes buques, a veces con transitorios retornos a la patria.  En esos viajes recorrió todos los mares y los puertos más importantes del mundo, viajando por el Extremo Oriente, Europa y Norteamérica, así como las costas de Sudamérica en varias oportunidades. El mismo Grau ha dejado una relación concisa de estos viajes, que se sucedieron entre marzo de 1843 y agosto de 1853.
Durante los viajes que realizó en la marina mercante, Grau se adiestró en la ciencia y el arte de la navegación y se inició en el conocimiento del idioma inglés. Embarcado en Paita como aspirante a grumete en 1843, regresó al Perú en 1853, convertido en piloto de primera. Tenía 19 años; había recorrido durante diez años, en doce distintos buques, por varios y distantes rumbos, aunque con breves intervalos de estadía en tierra.

## Sus años en la Marina de Guerra del Perú

### Guardiamarina
Se instaló en Lima, con miras a ingresar a la Marina de Guerra del Perú. Su hermano Enrique Grau Seminario, que también había servido en la marina mercante, tenía la misma vocación. El padre pidió la incorporación de sus dos hijos a la Marina, mediante solicitud firmada en Lima, el 18 de agosto de 1853, dado que aquellos eran todavía menores de edad. Mientras tanto, Miguel se inscribió como estudiante libre en el colegio del poeta Fernando Velarde, donde estuvo hasta que se verificó su ingreso a la Marina, el mismo que se produjo el 14 de marzo de 1854, en calidad de guardiamarina. Gobernaba entonces en el Perú el general José Rufino Echenique.
Por entonces, la Marina de Guerra del Perú se había incrementado y profesionalizado, bajo el incentivo del presidente Ramón Castilla (primer gobierno, 1845-1851), gobernante muy preocupado porque su país tuviera la hegemonía marina en Sudamérica. La armada peruana contaba con su primer buque a vapor, el Rímac, construido en Nueva York, de 1300 toneladas y armado con cuatro cañones; la fragata Mercedes, los bergantines Guise y Gamarra y las goletas Peruana y Héctor. Castilla adquirió también la fragata Amazonas, de 1300 toneladas y 33 cañones, que llegó en el gobierno de su sucesor, José Rufino Echenique (1851-1856). Este continuó la política de fortalecimiento del poderío naval con la adquisición en Inglaterra de la fragata mixta Apurímac y las goletas Loa y Tumbes.

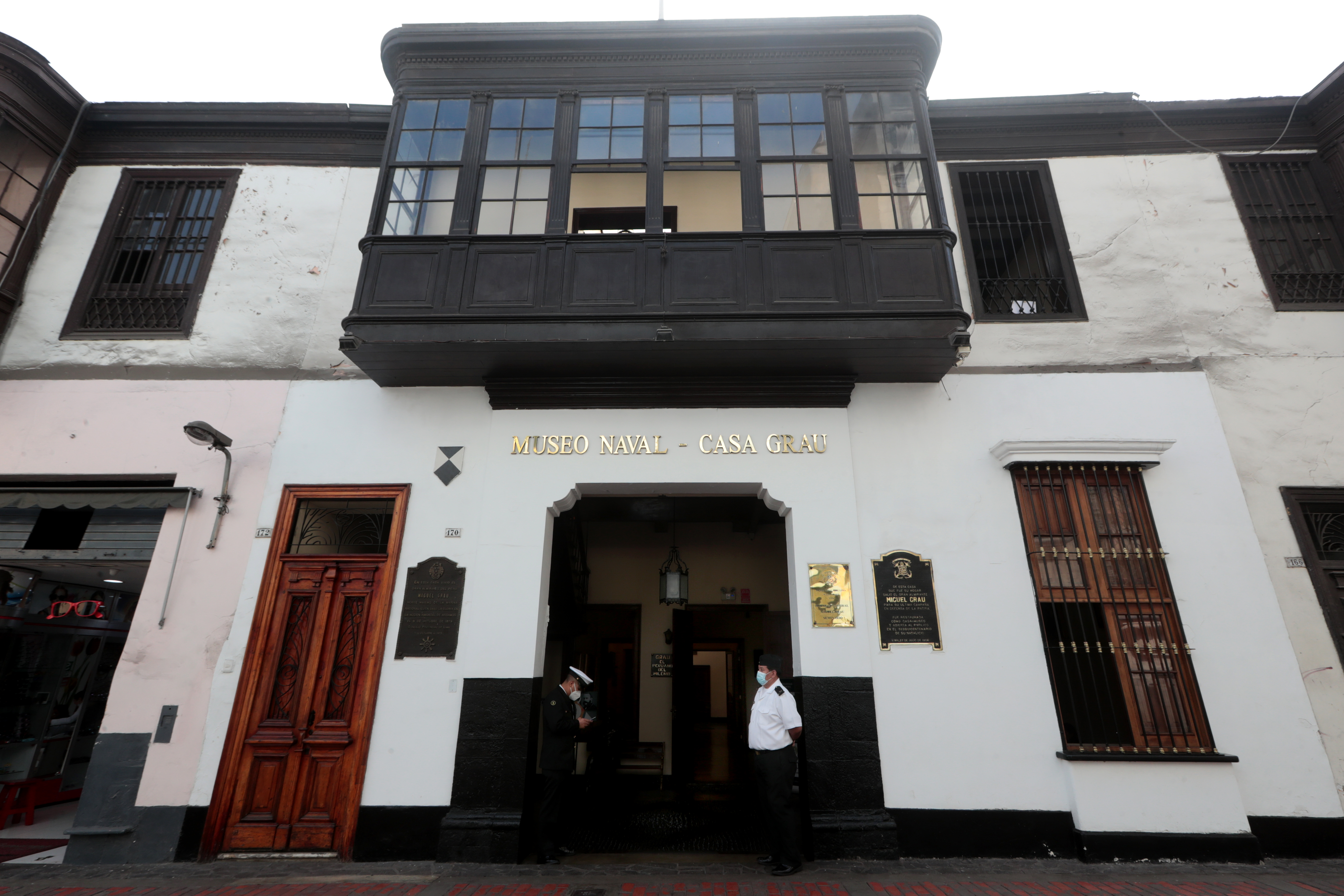
Casa de Grau en Lima.

El guardiamarina Grau sirvió sucesivamente en el vapor Rímac (6 meses y 18 días, de abril a septiembre de 1854); el pailebot Vigilante (10 meses y 21 días, de octubre de 1854 a noviembre de 1855); y el vapor de ruedas Ucayali (4 meses y 12 días, de diciembre de 1855 a febrero de 1856).

El Guardiamarina Miguel Grau desempeña eficientemente sus obligaciones. Destaca entre sus compañeros como excelente práctico y verdadero conocedor de todo lo relacionado con la navegación. Posee además los mejores atributos del marino experto. Es un hombre franco, sincero, de reposado temperamento, con la tranquilidad de la propia suficiencia, competente y hábil, valeroso, decidido y enérgico. Se distingue asimismo por su carácter reflexivo, moral austera y acendrados principios religiosos.
Geraldo Arosemena Garland

Estando de servicio en el Vigilante, Grau tuvo su primera experiencia especialmente dura. Ocurrió el 10 de junio de 1855, cuando navegaba rumbo a Paita, entre Máncora y Punta Sal, con un mar algo inquieto y el cielo nublado: el aspirante de marina Manuel Bonilla cayó al agua desde lo alto de la torre de mando, y Grau, que era el oficial de guardia, dispuso que el buque se detuviera de inmediato y se buscara al náufrago. Luego de tres horas de esfuerzo infructuoso, suspendió la búsqueda. En el parte que pasó ese mismo día al comandante del buque, el capitán de fragata Emilio Díaz Seminario (que era su medio hermano), dio cuenta del suceso, expresando que «todos sus esfuerzos resultaron inútiles, pues el mencionado pilotín no sabía nadar».
Por aquella época, Ramón Castilla volvió al poder, luego de derrotar en la batalla de La Palma, el 5 de enero de 1855, al general José Rufino Echenique.

### Alférez de fragata
El 4 de marzo de 1856 Grau recibió su primer ascenso, como alférez de fragata, y se integró de modo formal al cuerpo de oficiales de la Marina de Guerra. Fue destinado al Apurímac, el mejor buque de la escuadra, que estaba bajo el comando del capitán de navío José María Salcedo (natural de Chile), y cuyo segundo comandante era el teniente Emilio Díaz Seminario (hermano materno de Grau).
Se hallaba Grau en el sur, a bordo del Apurímac, cuando estalló en Arequipa, el 10 de noviembre de 1856, la revolución a favor del general Manuel Ignacio de Vivanco, exmandatario y enconado rival del presidente Castilla. La insurrección era de tendencia conservadora, opuesta a la Constitución liberal (promulgada el mes anterior) y a toda reforma liberal, en especial a las de carácter anticlerical.
El movimiento de Vivanco se extendió por Moquegua. Pronto, la Marina de Guerra se sumó a los rebeldes. El levantamiento a bordo del Apurímac ocurrió en la rada de Arica el 16 de noviembre de 1856, siendo atizada por el teniente segundo Lizardo Montero Flores, marino muy inclinado a la política. Es probable que Grau se sumara a la rebelión bajo influjo de Montero, que era su amigo y paisano. Al Apurímac se unieron poco después el Tumbes, el Loa, el Guise y el Izcuchaca.
En oficio fechado en Arica, el 20 de noviembre de 1856, el comandante del Apurímac, José María Salcedo, dio parte a la Comandancia General de Marina, relatando los pormenores de la rebelión y mencionando al alférez de fragata Miguel Grau como uno de los que la secundaron.  Las primeras acciones de los rebeldes fueron liberar a los presos políticos que se hallaban en los pontones Caupolicán y Highlander, y proclamar al general Vivanco supremo regenerador de la República.
La revolución adquirió los caracteres de una guerra civil, una de las más largas y cruentas de la historia republicana peruana. La escuadra vivanquista llegó frente al Callao en enero de 1857. La Apurímac se quedó allí, en una especie de bloqueo al puerto, mientras que el resto de la escuadra siguió hacia el norte, para alentar a la ciudadanía a levantarse. Los vivanquistas tomaron Trujillo y luego Chiclayo, pero, perseguidos por Castilla, continuaron más al norte, para embarcarse en Paita y caer en el Callao el 22 de abril, donde libraron enconada lucha en las calles del puerto. Derrotado Vivanco, se retiró al sur y se atrincheró en Arequipa, ciudad que resistió un largo asedio, para finalmente ser tomada sangrientamente, entre el 5 y 6 de marzo de 1858. Así finalizó la guerra civil, con el triunfo de las fuerzas gobiernistas.
Uno tras otro, los buques rebeldes se fueron rindiendo. La última en rendirse fue la fragata Apurímac, que fondeó en el Callao el 25 de marzo de 1858 y se puso a disposición del Gobierno. Los marinos amotinados fueron separados del servicio activo y borrados del escalafón oficial.

## De retorno a la vida civil

### Separación del servicio. Otra vez en la marina mercante

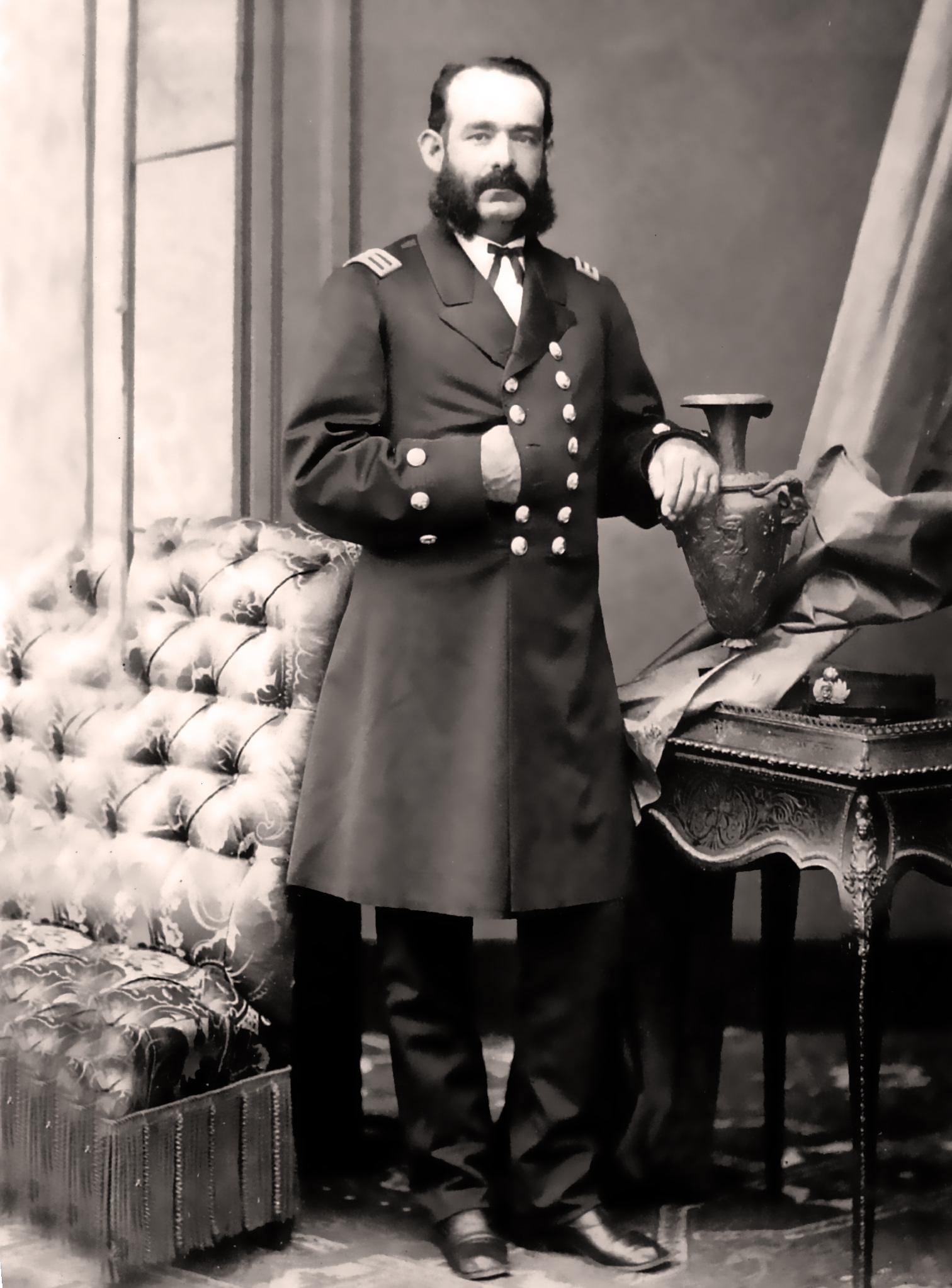
Retrato de Grau.

Separado de la marina de guerra, Miguel Grau regresó a la marina mercante. De abril de 1859 a marzo de 1862 sirvió en el bergantín goleta María Cristina, de propiedad de José Antonio García y García, con el que navegó entre los puertos peruanos, hasta Guayaquil, por el norte. En marzo de 1862, asumió el comando del bergantín Apurímac, con el que hizo viajes desde el Callao, hasta Lambayeque, Paita y Guayaquil, siendo el último realizado en esa ruta en septiembre de 1862, antes de enrumbar a la Polinesia.
El viaje a la Polinesia tenía como fin traer bajo contrato mano de obra barata al Perú, la que escaseaba tras la abolición de la esclavitud dada por Castilla en 1854. Miguel Grau no participó de este negocio, sino solamente era el capitán del buque contratado para tal labor. Partió del Callao a fines de septiembre de 1862, haciendo una travesía normal, hasta que, al llegar a la isla Humphrey, sufrió un fuerte temporal que hizo encallar a la nave (12 de noviembre de 1862). Grau y su tripulación se salvaron con grandes esfuerzos, refugiándose en la isla, siendo acogidos hospitalariamente por sus habitantes. Pocos días después fueron recogidos por el bergantín Trujillo, a bordo del cual retornaron al Perú. Es de remarcar que Grau no logró traer a ningún canaca o polinesio, debido al siniestro de su nave. Otros colegas suyos si lograron tal objetivo, no dudando en usar el engaño y el secuestro para cubrir sus cuotas. A los isleños, hombres y mujeres, se les hacía firmar documentos de trabajo para luego embarcarlos y traerlos al Perú donde dicho contrato no era respetado y en la práctica se convertían en esclavos. Para contextualizar este episodio, es de saber que este proyecto de inmigración polinesia auspiciado por el gobierno peruano, duró solo siete meses; en todo ese tiempo participaron 33 buques, entre ellos 27 peruanos, 4 chilenos, un español y uno de Tasmania. Realizaron 38 viajes y trasladaron a 3634 personas. El proyecto concluyó el 28 de abril de 1863, por decisión del mismo gobierno peruano, que suspendió las licencias otorgadas y aprobó la repatriación de los sobrevivientes a su lugar de origen.
Mientras Grau navegaba en buques mercantes, el Perú y Ecuador enfrentaban un conflicto (1858-1860), que culminó cuando el presidente Castilla ocupó Guayaquil y celebró con el gobierno local el Tratado de Mapasingue. En el plano interior, Castilla convocó un Congreso Constituyente que dictó, en noviembre de 1860, la moderada Constitución de 1860, que suprimió algunas de las reformas liberales de la anterior Carta de 1856. Esta Constitución rigió en el Perú, salvo breves interrupciones, hasta 1920.

## Reincorporación a la Marina de Guerra
El 11 de abril de 1861 el Congreso de la República expidió la «ley de reparación de los separados o indefinidos del servicio militar», que ordenaba reinscribir en el escalafón a los borrados tras el triunfo de la revolución de 1854-1855. Por otra ley dada el 25 de mayo de 1861, quedaron comprendidos en los efectos de esa ley los «Generales, Jefes y Oficiales, que hallándose o no en servicio, tomaron parte de la revolución que terminó el año 1858». Entre los beneficiados por esta última ley estaba Miguel Grau, que por recurso fechado el 6 de diciembre de 1861, pidió que se declaren los goces que le correspondían como indefinido. El 24 de abril de 1862 se resolvió favorablemente su solicitud, ordenándose inscribir al «alférez de fragata Miguel Grau» en el «Escalafón General de la Armada» con «7 años y 27 días de servicios» y, a la vez, se le expidió «cédula de licencia indefinida».
De esa manera, Grau solucionó su situación en la Marina de Guerra, quedando en calidad de oficial con licencia indefinida. Mientras tanto, a la espera de su readmisión en el servicio activo, continuó en la marina mercante. Por entonces, concluyó el segundo gobierno de Castilla, que el 24 de octubre de 1862 dio pase al gobierno del mariscal Miguel de San Román. En noviembre de ese año, Grau se hallaba en el ya mencionado viaje a la Polinesia. Tras el naufragio de su nave, retornó al Perú, arribando al Callao a principios de 1863. Presentó al capitán de puerto un detallado informe de su frustrado viaje, según consta en el diario El Comercio de Lima, con fecha del 7 de enero de 1863.
Poco después, ocurrieron cambios en el gobierno. El presidente San Román falleció el 4 de abril de 1863, siendo reemplazado interinamente por el segundo vicepresidente, general Pedro Díez-Canseco, hasta el 5 de agosto de ese año, cuando regresó de Europa el primer vicepresidente, general Juan Antonio Pezet. Al mes siguiente, Grau retornó al servicio activo en la Marina de Guerra y fue ascendido a teniente segundo (13 de septiembre de 1863), siendo destinado a la dotación del vapor Lerzundi. Poco tiempo después fue ascendido a teniente primero graduado (4 de diciembre de 1863).

### En comisión a Europa

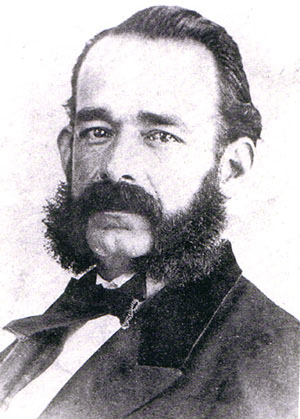
Fotografía de Miguel Grau.

Grau permaneció a bordo del Lerzundi cuatro meses y dos días, tiempo en el que estrechó una amistad perdurable con el comandante del buque, el capitán de corbeta Aurelio García y García. Ambos jefes debieron suspender repentinamente sus servicios a bordo y viajar a Europa, comisionados por el gobierno para negociar la adquisición de modernas unidades navales. Ello, debido a que urgía reforzar la escuadra nacional, ante la alarma desatada por la presencia de la escuadra española del Pacífico, que camuflada bajo el nombre de Expedición Científica, surcaba amenazante las costas peruanas desde julio del año anterior. El incidente de Talambo, ocurrido en agosto, en el que murió un trabajador español, fue la excusa para que los españoles, amparados por los cañones de su escuadra, insistieran en entablar negociaciones con el gobierno peruano para recibir satisfacciones por supuestos agravios.
Grau y García partieron del Callao el 12 de enero de 1864. Días antes, el 8 de enero, se concedió a Grau la efectividad del grado de teniente primero. En febrero, ambos marinos se hallaban ya en Londres, punto central de las negociaciones que debían llevar a cabo. De inmediato, tomaron contacto con autoridades y empresas constructoras navales. Las negociaciones tuvieron resultados positivos.  El 30 de marzo de 1864, se firmó en Londres, con la casa J. A. Samuda & Brothers, la construcción de la fragata Independencia, cuyo costo se estipuló en 108 000 libras esterlinas. Los firmantes por Perú fueron el cónsul, Enrique Kendall, y el capitán de fragata Aurelio García y García.
El 12 de agosto de 1864, admitió el Perú la propuesta de la casa Laird de Birkenhead, frente a Liverpool, para construir un buque sólido con aparejo de bergantín. Ese otro blindado era el monitor Huáscar, cuya construcción fue vigilada por el capitán de navío José María Salcedo y el capitán de corbeta Aurelio García y García.
Mientras tanto, en el Perú se agrava el conflicto con España. El gobierno peruano se negó a recibir a Eusebio Salazar y Mazarredo como comisario extraordinario enviado por la corte española, pues el Perú ya no era colonia de España. En respuesta, el 14 de abril de 1864, la Escuadra Española del Pacífico ocupó las islas Chincha (productoras del guano peruano), desatando un grave incidente internacional. El presidente Pezet apeló a la diplomacia para solucionar el conflicto, lo que no era sino una forma de ganar tiempo para armar adecuadamente al Perú. Por lo que se hacía necesario agilizar las adquisiciones bélicas en Europa.
En efecto, el gobierno peruano nombró ministro especial y extraordinario a Federico L. Barreda (ante París y Londres), quien actuando con gran celeridad y eficiencia, logró cerrar el contrato de compra sobre dos corbetas francesas que habían sido construidas por encargo del gobierno de los Estados Unidos durante la guerra de Secesión, pero, al no ser canceladas, fueron embargadas y puestas en remate. Se trataba de las corbetas Shangay (surta en Saint Nazaire) y San Francisco (surta en Nantes). Una vez formalizada la compra se les rebautizó, llamándolas Unión y América, respectivamente. Las corbetas pasaron a poder del Perú entre noviembre y diciembre de 1864 e inmediatamente se aprestaron para partir hacia su nuevo destino. Al respecto, en la correspondencia de Barreda se menciona a Miguel Grau y a Aurelio García y García como los oficiales encargados de inspeccionar las naves, y cuyos informes decidieron la compra de las mismas.
Grau, nombrado comandante de la Unión, se dirigió inmediatamente a Saint-Nazaire y se hizo cargo del buque el 15 de diciembre de 1864. Por su parte, el capitán de corbeta Juan Pardo de Zela Urizar se hizo cargo del mando de la América.

### Arresto en Inglaterra

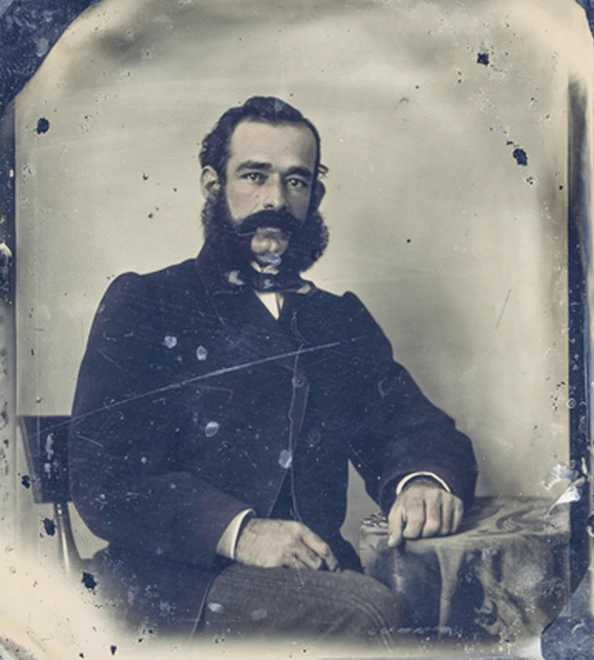
Fotorretrato de Grau en la década de 1860, posiblemente realizada por el francés Eugenio Courret.

La corbeta Unión, bajo el mando de Grau, salió de Saint-Nazaire enarbolando pabellón peruano el 18 de diciembre de 1864, y fondeó en el Támesis el 22 de ese mes. Continuando su viaje, tocó Greenhithe y el 17 de enero de 1865 estaba ya en Plymouth. Es aquí donde Grau sufrió arresto por orden de las autoridades británicas, bajo sospecha de haber violado la ley que regulaba el enrolamiento de personal para el servicio de las naves. El que expidió la orden de arresto fue el juzgado de Dartford, en el condado de Kent, hacia donde fue trasladado el detenido. El segundo comandante de la Unión, teniente Felipe Pardo, dirigió una nota al ministro Barreda dando cuenta del incidente, ocurrido cuando Grau se retiraba de la casa del almirante jefe del apostadero de Plymouth, a quien acababa de saludar.
Informado del suceso, Barreda, que se encontraba en París, se trasladó a Londres encargando la defensa de Grau al abogado británico Tilfourd Slater, a quien pidió que se presentara ante el juzgado de Dartford para exigir que Grau fuera puesto en libertad sin condiciones. Por su parte, Barreda dirigió al canciller británico John Russell, una nota de protesta por la arbitraria prisión de Grau, reclamando su inmediata libertad.
El 20 de enero, el abogado Slater llegó a Dartford, donde encontró a Grau preso, enterándose de que todo se había originado cuando dos operarios, contratados para trabajar como carboneros a bordo de la Unión, se habían quejado de malos tratos. Durante la audiencia, se puso al descubierto que Grau había despedido a esos dos operarios por insubordinación. Ventilado el juicio y sentada la protesta del Gobierno del Perú por el atropello cometido, el juez expresó que «encontraba el testimonio insuficiente para la formación de causa» y declaró «que no había lugar para la detención», por lo que ordenó la inmediata libertad de Grau. La prisión del comandante peruano solo había durado 48 horas.
Ahora se sabe que tras este incidente estuvo el manejo oculto de la diplomacia española, que trataba a toda costa impedir la llegada a su destino de los buques de guerra adquiridos por el Perú, en momentos en que se agravaba el conflicto peruano-español en aguas peruanas. Lo atestigua una comunicación de la legación de España en Londres dirigida al primer secretario de Estado español, fechada el 19 de enero de 1865 con carácter de reservado. Allí dice claramente el diplomático español a su superior, que el arresto del comandante peruano en Plymouth fue el «resultado de las gestiones indirectas y reservadas que tenía entabladas con autorización de V. E.»
Grau, en carta fechada el 23 de enero de 1865 y dirigida a Barreda, explicó todas las incidencias acaecidas en torno a su detención. Solucionado el incidente, Grau continuó el viaje al Perú.

### La revolución restauradora
Mientras que en Europa los representantes del gobierno peruano gestionaban y agilizaban las compras de buques y armamentos, en Lima se negociaba diplomáticamente el impasse surgido por la ocupación española de las islas de Chincha. Al fin, el 27 de enero de 1865, el general Manuel Ignacio de Vivanco, como representante del presidente Pezet, concluyó con el almirante español José Manuel Pareja el llamado Tratado Vivanco-Pareja, por el cual, el Perú, si bien recuperaba las islas Chincha, se comprometía a pagar tres millones de pesos como indemnización por los gastos de la escuadra española. El acuerdo fue rechazado por un mayoritario sector de la ciudadanía peruana que lo consideraba humillante y contrario a los intereses del país. Tampoco fue aprobado por el Congreso. El 28 de febrero de 1865 estalló revolución restauradora encabezada por el coronel Mariano Ignacio Prado, en Arequipa. Otro de los jefes revolucionarios era el general Pedro Díez-Canseco, en su calidad de segundo vicepresidente del Perú. Pronto fueron apoyados desde el norte por el coronel José Balta. Parte de la armada, al mando del capitán de fragata Lizardo Montero se unió también a la revolución.
Mientras  tanto, Grau, al mando de la Unión dejaba el Reino Unido, el 5 de febrero de 1865. Le acompañaba la América, comandada por el capitán de corbeta Juan Pardo de Zela Urizar. De los 147 hombres que conformaban la tripulación de la Unión, solo cuatro eran peruanos: el comandante Grau; el teniente Felipe Pardo y Lavalle (hermano de Manuel Pardo y Lavalle), que era el segundo comandante; y los guardiamarinas Ricardo Vera y José Correa. El resto eran británicos.
El 15 de febrero, las corbetas peruanas tocaron Funchal  (isla de Madeira) y el 20 de febrero Cabo Verde. El 6 de marzo arribaron a Río de Janeiro, donde Grau se dedicó a reparar la máquina de la Unión que había sufrido desperfectos en la travesía. El 26 de marzo partieron en convoy la Unión y la América pero, al siguiente día, tras navegar más de 100 millas, fueron sorprendidos por un furioso temporal. La Unión sufrió graves daños en su arboladura, por lo que tuvo que ser remolcada por la América, de regreso a Río de Janeiro. Allí, debido a las dificultades ocasionadas por las lluvias, las reparaciones de la  Unión se prolongaron por dos meses, por lo que la América optó por continuar sola el viaje.
Por fin, el 6 de junio, Grau y la Unión se hicieron a la mar; un mes después, el 6 de julio, fondeaba en Valparaíso. Dos meses atrás, el 31 de marzo, el presidente Pezet había ascendido a Grau al grado de capitán de corbeta. Enterado de la guerra civil que se había desatado en el Perú, Grau anunció su propósito de sumarse a las fuerzas revolucionarias de Prado. Su anciano padre, Juan Manuel Grau, viajó a Chile con el exclusivo propósito de entregarle un mensaje personal del presidente Pezet, en el que le pedía que se mantuviera leal al régimen constitucional. Pero Grau, fiel a sus convicciones políticas, rehusó amablemente el pedido, y al mando de la Unión se unió a la escuadra rebelde, que estaba comandada por su amigo y paisano Lizardo Montero.  Juan Manuel Grau, que se encontraba enfermo, falleció pocos meses después, estando todavía en Valparaíso, el 30 de noviembre de 1865.
Grau, como comandante de la Unión, apoyó desde el mar a las fuerzas revolucionarias que combatían en tierra. Patrulló las costas, trasladó tropas, vigiló puertos, transmitió informes, entre otras diversas comisiones. En plena revolución, el 22 de julio de 1865, fue ascendido a la clase de capitán de fragata por el segundo vicepresidente de la República, el general Pedro Díez-Canseco, que se encontraba en ese entonces en la sierra central, junto con el coronel Mariano Ignacio Prado, después de dominar todo el sur.  En el parte escrito por el mismo Miguel Grau y elevado a la Comandancia General de Marina el 5 de octubre de 1865, estando al ancla en el puerto chinchano de Tambo de Mora, se consigna una declaración de dicho ascenso.
El gobierno de Lima, por su parte, dio de baja a Grau, junto con otros jefes y oficiales que se habían sumado a la revolución (16 de agosto).
El desarrollo de la guerra civil se inclinó a favor de los revolucionarios. El coronel Balta ganó el norte del país, de donde partieron gran cantidad de tropas para unirse con los revolucionarios del sur en Chincha y emprender en conjunto el avance sobre la capital. Los ejércitos revolucionarios entraron en Lima el 6 de noviembre y obligaron a capitular a las fuerzas de Pezet. Tras un corto gobierno en Lima del general Pedro Díez-Canseco, se instaló la dictadura presidida por coronel Mariano Ignacio Prado, el jefe de la revolución triunfante (26 de noviembre). El país se encaminó firme y seguro hacia la guerra con España. El 5 de diciembre el Perú firmó con Chile (que se hallaba en guerra con España desde el 6 de octubre), un tratado de alianza ofensiva y defensiva, al que después se adhirieron Bolivia y Ecuador. El 14 de enero de 1866 el Perú declaró la guerra a España.

### Guerra hispano-sudamericana
En vísperas de la declaratoria de guerra a España, el gobierno del Perú apresuró la formación de una división naval, bajo el mando del capitán de navío Manuel Villar Olivera e integrada por las fragatas Amazonas y Apurímac y las corbetas Unión y América, recién llegadas de Europa. Grau seguía como comandante de la Unión, mientras que el capitán de fragata Manuel Ferreyros lo era del América.

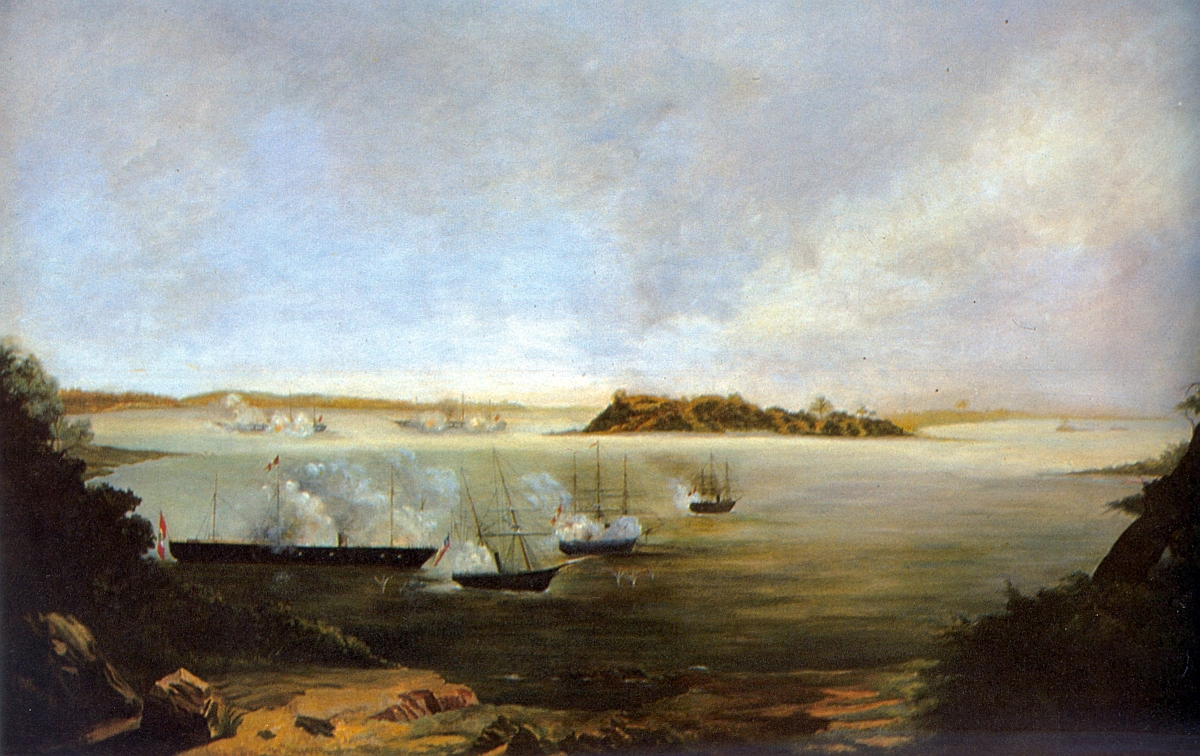
El combate naval de Abtao.

A fines de diciembre de 1865 la flota peruana salió hacia el sur para unirse a la escuadra chilena, compuesta por la Esmeralda y la Covadonga, esta última capturada recientemente a los españoles. La misión de la escuadra peruana era dirigirse al Estrecho de Magallanes, donde debía montar guardia en espera de la llegada de los recién construidos blindados peruanos Independencia y Huáscar, que venían de Europa, al mando de los comandantes Aurelio García y García y José María Salcedo, respectivamente.
El 15 de enero de 1866, en el apostadero de Chayahué, al abrigo de la isla de Abtao en Chiloé, se unieron las flotas peruana y chilena. La división naval del Perú sufrió una sensible pérdida cuando la fragata Amazonas varó en un bajío arenoso de Abtao.
El 7 de febrero, los dos barcos más poderosos de la escuadra española, la Villa de Madrid y Blanca, avanzaron resueltamente hacia Abtao, formando línea de combate, seguros de derrotar a la flota aliada, de menor poderío. La fragata Apurímac, comandada por Manuel Villar, abrió fuego, retando así a la temible potencia de los cañones españoles. Los barcos peruanos, gracias a su menor calado pudieron maniobrar con mayor soltura entre los peligrosos canales de Abtao y mantuvieron a raya a los buques españoles, tan es así que estos se vieron obligados a retirarse con algunas averías, tras dos horas de combate. Claudio Alvargonzález, comandante de la Villa de Madrid, en el parte del combate reconoció la capacidad de los marinos peruanos, diciendo textualmente: «Los tiros más certeros, de más alcance y de más efecto fueron los de las dos corbetas peruanas América y Unión». Por su parte, Juan Williams Rebolledo, el jefe de la escuadra chilena (y a la vez de toda la flota aliada), felicitó a Manuel Villar por el triunfo de Abtao.
Después del combate de Abtao, la flota aliada pasó a Huito, que tenía mejores defensas. Las corbetas Unión y América salieron con rumbo al Estrecho de Magallanes, en búsqueda de los blindados peruanos que venían de Europa. Pero al no encontrarlos, enrumbaron a Valparaíso, que días antes había sido bombardeada por la flota española. La Unión regresó a Huito, donde permaneció dos meses, hasta que el 15 de mayo partió nuevamente a Valparaíso. Luego se reunió con el resto de la flota aliada en Ancud, a la espera de la llegada de la Independencia y el Huáscar.
Mientras tanto, la guerra continuaba. La flota española se dirigió a las costas del Perú, dispuesta a escarmentar al Callao, como lo hiciera con Valparaíso. Pero el puerto peruano se hallaba preparado para responder el ataque. El 2 de mayo de 1866 se libró el combate del Callao, que en el Perú se conoce como combate del Dos de Mayo. Después de más de cuatro horas de intenso bombardeo, la escuadra española se retiró definitivamente, sin haber cumplido sus objetivos. En dicho combate murió el ministro de Guerra y Marina del Perú, José Gálvez.
Finalmente, la Independencia y el Huáscar arribaron el 7 de junio de 1866 a Ancud. Reunida pues, toda la flota peruana, el 11 de junio salieron todos con rumbo a Valparaíso, puerto en el que permanecieron anclados cerca de dos meses, a órdenes del capitán de navío Lizardo Montero.

### Arresto en la isla de San Lorenzo

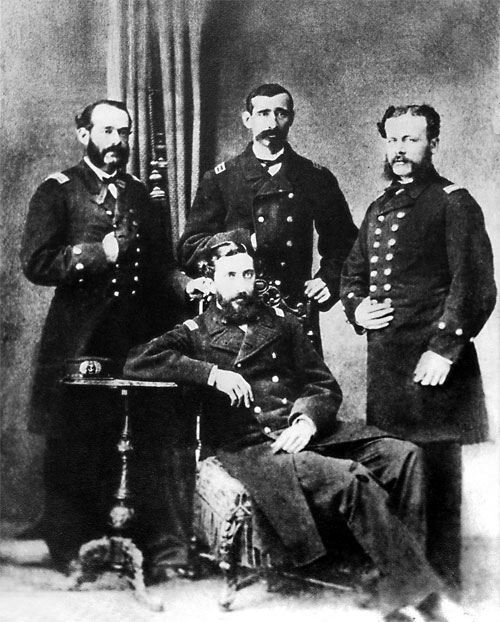
Los «Cuatro Ases de la Marina Peruana». Parados, de izquierda a derecha, Miguel Grau, Lizardo Montero y Aurelio García y García. Sentado: Manuel Ferreyros.

El gobierno de Mariano Ignacio Prado, entusiasmado por la victoria sobre España, y habiendo sido reforzada la escuadra aliada con dos acorazados, proyectó una expedición naval a Filipinas para liberarla del dominio español. Pero tomó una decisión inesperada: con la idea de dar mayor solidez a la comandancia naval, contrató al contralmirante retirado de la marina estadounidense, John R. Tucker, quien arribó a Valparaíso a principios de julio de 1866 y asumió el mando de la escuadra, en reemplazo de Montero.
Los jefes y oficiales peruanos, enterados con anticipación de que se le daría el mando de la escuadra a un extranjero, escribieron al gobierno de Lima protestando por esa decisión, pues dejaba de lado a muchos jefes peruanos capaces y de reconocidos méritos. Solicitaron que el nombramiento de Tucker fuera revocado o, en su defecto, que se aceptaran sus renuncias al servicio. Entre esos marinos estaban Lizardo Montero, Miguel Grau, Aurelio García y García y Manuel Ferreyros. En respuesta, el gobierno de Lima envió a Valparaíso al Secretario de Hacienda y Comercio, Manuel Pardo y Lavalle (futuro presidente del Perú), investido de amplias facultades para solucionar el incidente.
Pardo partió a bordo del transporte de guerra Callao, donde también se embarcaron los jefes y oficiales de la Marina designados para reemplazar a los renunciantes, en caso de que estos persistieran en su actitud. Como estos, efectivamente, se mantuvieron firmes en renunciar a sus puestos si no se revocaba a Tucker, Pardo les remitió la siguiente orden circular, fechada el 5 de agosto de 1866:

Que los jefes, oficiales y guardiamarinas se presenten en 24 horas a bordo de los buques a donde harán renuncia, por el conducto regular, los que no quisieran continuar en el servicio. Los que no cumpliesen con venir quedarán declarados desertores de la armada al frente del enemigo.

Luego, ordenó a los marinos renunciantes que se embarcaran en el transporte Callao, que les debía trasladar al puerto chalaco. Todos ellos obedecieron y entregaron los buques a los marinos venidos a bordo del mismo transporte. Grau dejó la Unión al capitán de corbeta Camilo N. Carrillo.
Los marinos renunciantes arribaron al Callao el 15 de agosto, siendo trasladados a la isla San Lorenzo, frente al Callao, en condición de arrestados. Eran más de treinta. Fueron sometidos a juicio, acusados de insubordinación, deserción y traición. Cabe señalar que la reclusión en San Lorenzo no fue severa y que a varios de los marinos se les podía ver en las calles del Callao, comprometidos bajo palabra a no salir de los límites del puerto.
El juicio duró seis meses. El 24 de enero de 1867 los jefes y oficiales detenidos fueron llevados de la isla San Lorenzo al puerto del Callao. Al día siguiente, entró en funciones el Consejo de Guerra, presidido por el mariscal Antonio Gutiérrez de la Fuente e integrado por los generales de división, Manuel Martínez de Aparicio, y José Rufino Echenique y por los generales de brigada, Pedro Cisneros, Baltasar Caravedo, Luis La Puerta y Nicolás Freire.
Grau tuvo como defensor a Luciano Benjamín Cisneros (hermano del poeta Luis Benjamín Cisneros), conspicuo representante del foro limeño. La defensa de Cisneros fue muy brillante y se basó en que no hubo insubordinación, por cuanto Grau había acatado las órdenes del gobierno al embarcarse en el transporte Callao; que no hubo rebelión, por cuanto no había desobedecido órdenes sino sólo había planteado su renuncia; y finalmente, que no podía ser desertor, por cuanto el Gobierno era quien lo había separado de su cargo. Además, el hecho de indisciplina quedaba descartado, al haber presentado su petición de renuncia antes de que Tucker se hiciera cargo del mando de la escuadra.
La defensa de Cisneros, toda una joya de la oratoria forense, contenía las siguientes conmovedoras palabras:

Los marinos no han cometido ni la más ligera falta. Si alguna hay, será efecto de un noble patriotismo, pero ¡las exageraciones del patriotismo se disimulan, no se penan... ¡No hay delito señores, no hay delincuentes; solo hay mártires de la convicción y del deber que vienen a reclamar con perfecto derecho, el derecho de ser solemnemente absueltos!

El 9 de febrero de 1867 culminaron las defensas y el Consejo pasó a sesión secreta. El 11 se dictó sentencia y, por unanimidad de votos, fueron declarados inocentes todos los procesados.
En cuanto a la proyectada expedición libertadora a Filipinas, esta no llegó a concretarse, debido sobre todo a la renuencia de Chile a comprometerse en el plan. El contralmirante John Tucker cesó en el mando de la escuadra, recibiendo a cambio una comisión para explorar los ríos de la selva amazónica peruana.

### Otra vez en la marina mercante. Matrimonio

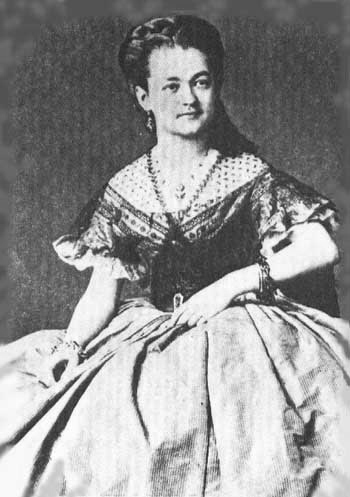
Dolores Cabero Núñez, esposa de Grau.

Repuesto en sus prerrogativas e incólume su honor de marino, Grau pidió licencia a la Comandancia General de Marina, en oficio de 30 de marzo de 1867, para dedicarse a la marina mercante «en ejercicio de su profesión naval». El 2 de abril la licencia le fue concedida y, cuatro días después, Grau solicitó permiso para contraer matrimonio con la limeña Dolores Cabero y Núñez, hija de Pedro Cabero Valdivieso (vocal del Tribunal Mayor de Cuentas) y Luisa Núñez Navarro. Otorgada la autorización, el enlace se realizó en la parroquia del Sagrario en Lima el 12 de abril. Apadrinaron la boda el general Miguel Medina y la señora Luisa Núñez de Cabero. Los testigos eran tres íntimos amigos de Grau, marinos también: Manuel Ferreyros, Aurelio García y García y Lizardo Montero. A todo ese grupo de amigos ya se les conocía como los Cuatro Ases de la Marina, pues era común verlos departiendo juntos.
Entre 1867 y 1868, Grau se dedicó a la marina mercante, comandando buques de la Compañía Inglesa de Vapores, que surcaban el Pacífico sudamericano: primero, el vapor Callao (cuyo mando asumió el 13 de mayo de 1867, es decir, al día siguiente de su matrimonio), y luego, el vapor Quito, terminando su actividad mercante el 22 de febrero de 1868. No era común que un marino no británico asumiera el mando de un buque de una compañía inglesa. Los capitanes ingleses se tenían por los mejores del mundo y su sociedad era muy cerrada; el hecho que aceptaran a Grau era un indicativo de que tenían en muy alta consideración las dotes náuticas del marino peruano. De otro lado, esa labor mercante le permitió a Grau conocer minuciosamente la costa entre Chile y Perú.

### Comandante del monitorHuáscar
Mientras Grau se hallaba en la marina mercante, se produjeron cambios políticos en el Perú. Mariano Ignacio Prado, cuya dictadura debía ser solo temporal, quiso mantenerse en el poder y se hizo presidente constitucional, proclamando la Constitución de 1867. Ese mismo año estalló una revolución, acaudillada en el sur por el general Pedro Díez-Canseco y en el norte por el coronel José Balta, en defensa de la Constitución de 1860. Tras sangrientos combates, triunfó la causa revolucionaria y Prado se vio obligado a renunciar al poder. El 22 de enero de 1868, el general Pedro Díez-Canseco asumió por tercera vez la Presidencia interina de la República, y fue bajo su mandato que Miguel Grau fue llamado a reincorporarse a la Marina.

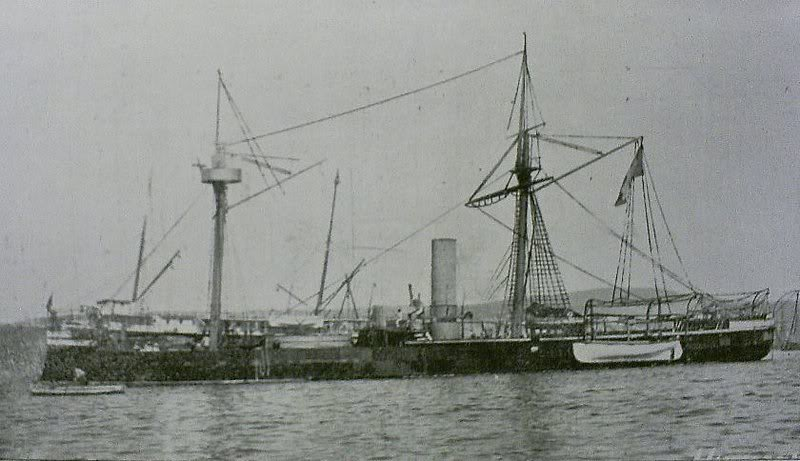
El monitor Huáscar.

El 27 de febrero de 1868, Grau fue nombrado comandante del monitor Huáscar, con el grado de capitán de fragata, cargo en el que se mantuvo durante más de ocho años consecutivos y que sólo dejaría en 1876 cuando se incorporó al Congreso como diputado por Paita, para reasumirlo después en 1879, al empezar la Guerra del Pacífico. Fue precisamente estando al mando del Huáscar, cuando Grau recibió el 25 de julio de 1868 su ascenso a capitán de navío graduado, por decisión del mismo presidente Diez Canseco. Tenía tan solo 34 años de edad. Una semana después, José Balta asumió la Presidencia Constitucional de la República, y confirmó a Grau en el mando del Huáscar. Grau y Balta eran amigos de tiempo atrás, desde los días de la revolución restauradora de 1865.
Grau ya gozaba de prestigio internacional, como experto marino y hombre de solvente criterio, a tal punto que fue designado árbitro para pronunciarse sobre las responsabilidades derivadas de una colisión entre dos buques de guerra extranjeros, el británico Glaid Maiden y el estadounidense Kit Carson. El diario El Comercio de Perú dio cobertura a este suceso en sus ediciones de 5 y 12 de noviembre de 1868 y publicó el fallo de Grau, que a la letra dice:

Que los capitanes de ambos buques han tenido omisiones y descuidos en procedimientos y maniobras y no han obrado con el acierto que debían; que aunque los daños que se derivan de la colisión son recíprocos y mayores los de un buque respecto del otro, dichos daños no son sin embargo imputables al uno más que al otro capitán; y que cada uno reporte sus propias averías por haber sido, recíprocamente, causantes de los daños. Y por esta sentencia, en justicia, así lo resuelvo, pronuncio y firmo, en el Callao a 10 de noviembre de 1868. Miguel Grau, Comandante del Huáscar.

El 26 de enero de 1869, Balta promulgó la ley de gratitud nacional a los vencedores del Dos de Mayo y Abtao. Grau, que participó en este último combate como comandante de la Unión, recibió el título de benemérito a la patria en grado heroico. La condecoración era de oro, esmaltada, con la siguiente inscripción en el anverso: «Fue uno de mis defensores»; y, en el reverso: «7 de febrero de 1866» (fecha del combate de Abtao). El 22 de octubre de ese mismo año, Balta expidió una resolución en donde se reconoció a Grau como abono a su tiempo de servicios, el tiempo que estuvo navegando en buques mercantes, adicionando tres años y cinco meses más a su favor.
Durante el gobierno de Balta, a Grau se le encomendó diversas comisiones, entre ellas, el estudio de las condiciones hidrográficas de la caleta Garita de Moche, donde se pensaba habilitar un nuevo puerto, en reemplazo del puerto de Huanchaco. Formó también parte de la comisión encargada de la instalación de faros en quince puntos de la costa y presentó, a la Junta Consultiva de Marina, un proyecto de Reglamento interior de los buques de la escuadra.
Grau se preocupó también por la formación militar de la tripulación del buque a su mando, el monitor Huáscar, haciendo diariamente ejercicios.
En junio de 1870, Grau recibió la comisión de viajar a Chile con su buque. Recorrió los puertos del sur del litoral peruano y la costa boliviana, arribando a Valparaíso. La misión consistía en escoltar al bergantín francés Lucie, que traía cargamento de armas para Perú, adquiridas por el gobierno de Balta. Retornó al Callao el 27 de julio. Estando en Chile, observó el ambiente belicista que existía en esa república y ya de retorno al Perú dio sus personales informes al presidente Balta.
Balta fue un presidente muy preocupado por la Marina de Guerra. Durante su mandato se repararon varios buques de la escuadra, y se retubaron las calderas de los monitores Manco Cápac y Atahualpa, adquiridos por el gobierno de Mariano Ignacio Prado. Estos monitores, recién llegados al Perú en 1870, en remolque desde los Estados Unidos, estaban diseñados para la navegación fluvial, por lo que fueron una mala adquisición y solo se usaron como pontones o baterías flotantes.
Al enterarse de que Chile había contratado en Inglaterra la construcción de dos poderosos buques blindados, Balta se reunió con su consejo de ministros el 14 de febrero de 1872 y acordó contratar en Europa la construcción de dos buques blindados, de mayor poder que los chilenos, así como dos cañoneras guardacostas. El comandante Manuel Ferreyros fue comisionado a Inglaterra para negociar la contratación de los blindados peruanos. Sin embargo, esta operación se frustró, al negarse la Casa Dreyfus a proporcionar los fondos necesarios, si antes no se solucionaban las cuentas pendientes que con ella tenía el Estado peruano (que había contraído una serie de empréstitos con dicha Casa a cuenta de la ganancia del guano, por el llamado contrato Dreyfus). No obstante, Balta, consciente del peligro que entrañaba la superioridad naval de Chile, insistió en las negociaciones, hasta poco antes de su trágica muerte. Si bien estas continuaron, ya no tuvieron el impulso que Balta les había dado, siendo finalmente suspendidas por el gobierno de su sucesor Manuel Pardo y Lavalle. De las negociaciones de Balta solo se concretaron la adquisición de las dos cañoneras, que fueron la Chanchamayo (naufragada en 1876 en Punta Aguja) y la Pilcomayo (que tuvo importante actuación en la guerra del Pacífico).

### La revolución de los Gutiérrez
En las elecciones generales de 1872, resultó elegido Manuel Pardo y Lavalle, el primer presidente civil de la historia republicana del Perú. Pero antes de que se realizara el cambio de mando, el coronel Tomás Gutiérrez, a la sazón ministro de Guerra y Marina, dio un golpe de Estado, apoyado por sus tres hermanos, los coroneles Silvestre, Marceliano y Marcelino Gutiérrez. El presidente Balta fue apresado y confinado en un cuartel de Lima. El Congreso fue disuelto. Tomás Gutiérrez se autoproclamó jefe supremo (22 de julio de 1872).
Para someter a la Escuadra, Tomás Gutiérrez envió una orden al comandante general de Marina, capitán de navío Diego de la Haza, que decía así:

Señor Comandante General de Marina. Ordene Ud., que la Escuadra secunde el movimiento que se ha hecho en Lima. Se ha botado al Congreso y don José Balta está preso. Su afecto amigo Tomás Gutiérrez. Lima, julio 22 de 1872.

El mensaje fue rechazado por los jefes de la Armada, y lo mismo ocurrió con otro enviado por un insistente Tomás Gutiérrez. Miguel Grau, que había ordenado encender las calderas de su buque, indignado por la trasgresión a la Constitución perpetrada por los Gutiérrez, sugirió que los comandantes de los buques se juntasen a bordo del vapor Marañón, para deliberar sobre la acción a tomar. En dicha reunión se acordó movilizar la Escuadra y zarpar rumbo al cabezo de la isla San Lorenzo, para tomar, con amplia libertad, la decisión definitiva.
El día 23 de julio, los jefes y oficiales de la Escuadra, entre ellos Grau, suscribieron una proclama contra el golpe revolucionario y reafirmaron su decisión de luchar por el restablecimiento del orden y la ley.
Firmada la proclama, se la hizo circular por el Callao y Lima. La Escuadra se retiró del Callao y fondeó el 24 de julio en las islas Chincha. Continuando el viaje al sur, el 26 llegó a Islay. Ese día, el presidente Balta fue asesinado vilmente en el cuartel San Francisco, en donde estaba detenido. Enterado el pueblo de este crimen, su reacción fue tremenda. Los coroneles Gutiérrez cayeron muertos uno tras otro, a manos de la furia popular, a excepción de uno de ellos, que se puso a resguardo.
Mientras en Lima ocurrían esos sucesos, Miguel Grau, desde el Huáscar, fondeado en Islay, dirigía una extensa circular a los prefectos de Arequipa, Cuzco, Puno, Moquegua y Tacna, a los subprefectos de Arica e Islay, a los Presidentes de las Cortes Supremas de Arequipa, Puno y Moquegua y a los alcaldes municipales de Tacna y Tarapacá. La circular daba cuenta de los hechos ocurridos en Lima y la posición de rechazo a la dictadura asumida por la Escuadra.
El 1 de agosto, ya restablecido el orden y la normalidad en el país, el comandante Grau envió al ministro de Guerra y Marina, el informe detallado de los sucesos acaecidos en la Armada Peruana, desde el 22 de julio en que estalló la revolución. En ese informe Grau dio cuenta de que el día 29 de julio, a las siete de la tarde, en el puerto de Pisco, se enteró del asesinato del presidente Balta y del restablecimiento del orden en la capital, por lo que zarpó inmediatamente con destino al Callao.
El 5 de agosto, restablecido el orden constitucional y estando ya en funciones el presidente Manuel Pardo, Grau envió al Mayor de Órdenes del Departamento, capitán de navío Ezequiel Otoya, la nómina de todos los jefes, oficiales y tripulantes de los buques de la Escuadra, que se embarcaron en el Huáscar, la noche del 22 de julio, dispuestos a luchar contra los golpistas.
El papel desempeñado por Grau en la debelación de la revolución de los Gutiérrez, fue muy importante, pues influyó para que la rebelión no se propagara en la Marina y en el resto del país. Su figura ya empezaba a ser reconocida incluso en el extranjero; un periodista argentino, Héctor F. Varela, publicó en El Americano de París un artículo donde alababa el comportamiento de la Marina peruana, y en especial, hacía el retrato de Grau, con encomiásticas expresiones:

Noble, franco, leal, inteligente, bondadoso y bravo como todos los hombres de convicciones, el comandante Grau que manda el magnífico acorazado “Huáscar”, es un oficial que hace honor a su patria

Dicho artículo fue reproducido íntegramente en la edición de El Comercio de Lima del 17 de agosto de 1872.

### Miembro de la Comisión Consultiva de la Marina
El presidente de la República, Manuel Pardo, a pocos días de asumir el mando, decidió asesorarse por expertos consejeros en todo lo relacionado con las necesidades del Ejército y la Marina. Con ese fin, el 14 de agosto de 1872 expidió un decreto supremo, por la que creaba las Comisiones Consultivas de Guerra y de Marina. La Comisión de Marina quedó integrada por ocho marinos, uno de ellos fue el capitán de navío Miguel Grau. Esta Comisión se instaló el 26 de agosto y la conformaban los siguientes oficiales: contralmirante Domingo Valle Riestra, capitanes de navío Manuel J. Ferreyros, Aurelio García y García, Miguel Grau, José R. Carreño, Camilo N. Carrillo, Juan Pardo de Zela y José Elcorrobarrutia. También concurrió como invitado especial el capitán de navío Lizardo Montero, senador por Piura.

## Grau y el Monitor Huáscar

### ElHuáscar, rumbo al sur

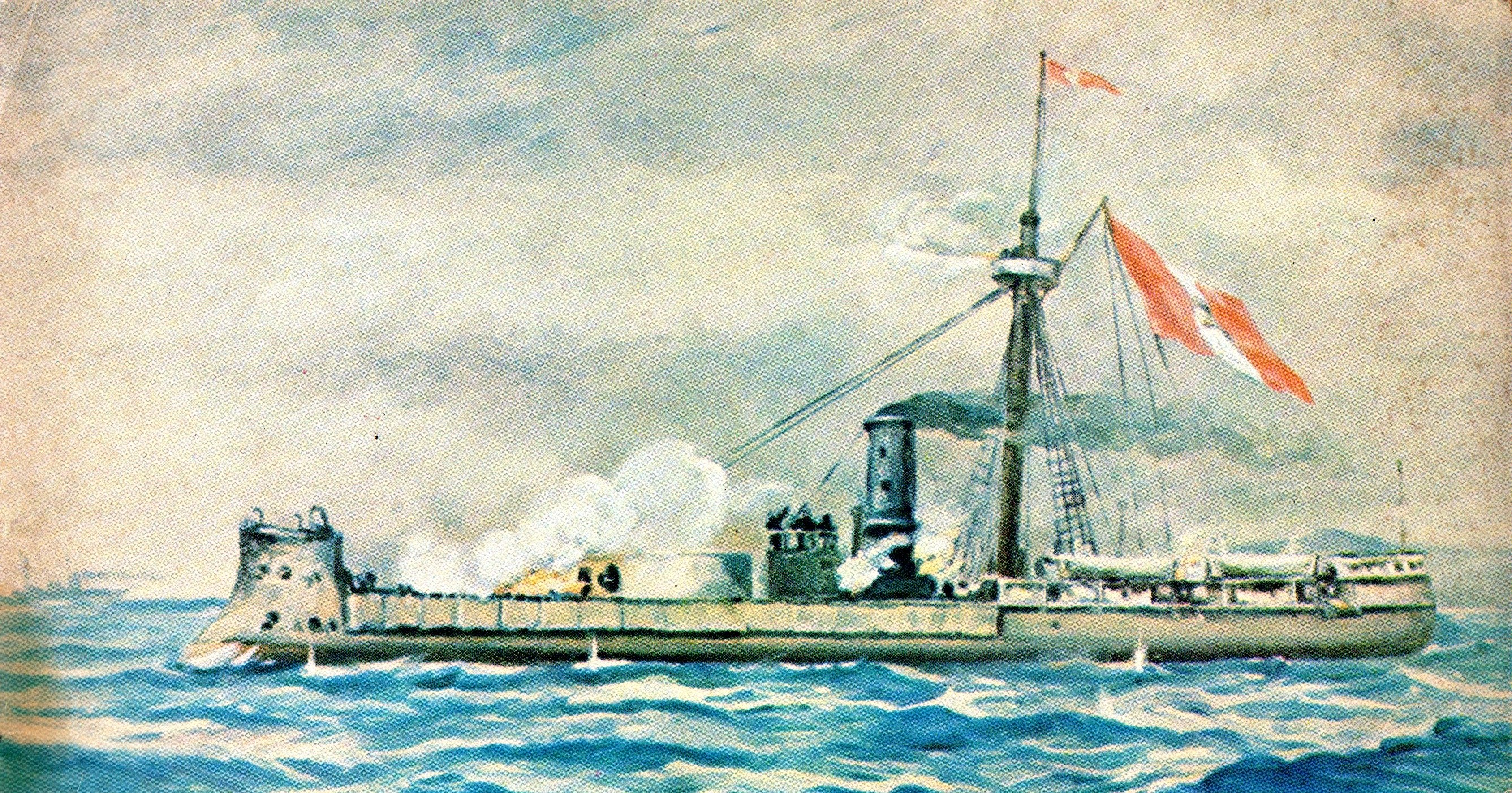
El blindado peruano Huáscar pintado de plomo y navegando en alta mar.

El 1 de septiembre de 1872, el Huáscar, al mando de Miguel Grau, salió del Callao con rumbo sur, acompañado del transporte Chalaco y llegó a Iquique el día 5. Grau llevaba instrucciones del gobierno, en el sentido de buscar fidedignas informaciones sobre los sucesos que, por cuestiones limítrofes, ocurrían por entonces entre las repúblicas de Bolivia y Chile.
Las dificultades limítrofes entre Bolivia y Chile provenían de la explotación del guano y el salitre por compañías chilenas, en los desiertos bolivianos de Atacama. En 1866, tras el fin de la guerra hispano-sudamericana, ambos países firmaron un tratado de límites, que fijó el paralelo 24.ºS como línea divisoria entre ambos países y establecieron que entre los paralelos 23°S y 25°S los Estados signatarios se repartirían las ganancias del guano y los minerales explotados en partes iguales (zona de beneficios mutuos). Gobernaba entonces en Bolivia el dictador Mariano Melgarejo, muy amigo de Chile. A la caída de Melgarejo, en enero de 1871, el gobierno de su sucesor, general Morales, anuló los actos de la administración depuesta y resolvió modificar el tratado de límites de 1866, muy impopular entre los bolivianos porque confería derecho a Chile para intervenir en el territorio de Bolivia y explotar sus riquezas. A fin de resolver diplomáticamente la tensa situación creada entre ambos países, el gobierno boliviano envió como Ministro Plenipotenciario y Enviado Extraordinario en Santiago a Rafael Bustillo, quien se mostró intransigente en defender los derechos bolivianos sobre el territorio en disputa, lo que condujo a un entrampamiento en las negociaciones. Chile, deseoso de llegar a un arreglo con Bolivia que no alterase las bases sustanciales del tratado de 1866, y viendo que no lo lograría con Bustillo, envió a La Paz, como su ministro, a Santiago Lindsay, para que reanudara las conversaciones. Estando Bustillo por regresar a Bolivia, en julio de 1872, el general boliviano Quintín Quevedo, partidario de Melgarejo, armó en Valparaíso una expedición y desembarcó en Antofagasta avanzando hasta Tocopilla, donde las fuerzas bolivianas lo rechazaron. Quevedo y sus hombres se refugiaron en la corbeta chilena Esmeralda, anclada en el puerto. Todo indicaba que el gobierno de Chile apoyaba las intentonas revolucionarias de Quevedo, aunque lo negara oficialmente.
Desde Iquique, Grau escribió una nota el 6 de septiembre de 1872 al ministro de Guerra y Marina, informándole sobre los sucesos en torno a la expedición de Quevedo y dejando en ella constancia que la mayoría de los expedicionarios eran chilenos y que la Escuadra de Chile se encontraba en Mejillones.
Sin tener más noticias importantes de qué informar, Grau emprendió el regreso al Callao, arribando el 30 de septiembre de 1872.
Mientras tanto, en La Paz continuaron las gestiones entre el ministro chileno Lindsay y el canciller boliviano Casimiro Corral, para determinar las nuevas bases de arreglo sobre las cuestiones pendientes del tratado de 1866. El 5 de diciembre de 1872, ambos diplomáticos suscribieron el protocolo conocido con el nombre Lindsay-Corral, por el cual se confirmó el paralelo 24 como límite de Chile y Bolivia y se determinó que la partición por mitad de los derechos de exportación se referían, aparte de los metales, a las sustancias inorgánicas como el salitre, bóraxy sulfatos. El acuerdo suscitó igualmente el rechazo de la opinión pública boliviana, que consideraba excesivas las ventajas obtenidas por Chile. La Asamblea de Bolivia rechazó aprobar el protocolo, lo que mantuvo pendiente el problema.

### Crucero por el litoral boliviano
Al temerse un conflicto armado entre Chile y Bolivia, el gobierno peruano ordenó a Grau que zarpara nuevamente al sur con el Huáscar, con la finalidad de conocer de cerca la situación, así como para prevenir otras perturbaciones de índole política que amenazaran a la República peruana. El 4 de marzo de 1873 el monitor zarpó del Callao, rumbo a aguas bolivianas.
El 13 de marzo, desde Iquique, Grau envió un informe al Ministro de Guerra y Marina, haciéndole saber de la tranquilidad en el litoral, al no hallar «nada que pueda amenazar una perturbación en el orden político»y  agregando que «no descuidaré medida alguna conducente al mejor desempeño de mi comisión».
El 24 de marzo, el Huáscar llegó al puerto de Cobija, donde permaneció tres días. El 28, ya en Iquique, Grau escribió nuevamente al Ministro de Guerra, informándole de la afectuosa acogida que tuvo de parte las autoridades bolivianas: 

Conforme indiqué a V. S., en mi oficio del 24 del presente he permanecido tres días en el puerto de Cobija, habiendo regresado a éste en la tarde de ayer. Durante mi permanencia en esas aguas me ha sido muy satisfactorio el recibimiento hecho por las autoridades bolivianas, las que me han dispensado toda clase de atenciones, no omitiendo circunstancia alguna para manifestar sus sentimientos de adhesión al Gobierno y pueblo del Perú.

El 4 de abril, desde Iquique, Grau envió otro informe al ministro de Guerra, donde aseguraba «que el sur continúa sin novedad». El gobierno peruano le autorizó entonces a efectuar los reconocimientos al sur del litoral de la República cuando lo juzgara conveniente y expidió la resolución legislativa del 23 de abril de 1873, por la que ascendió a Grau a capitán de navío efectivo.
El 28 de mayo el Huáscar llegó nuevamente a Cobija. Al día siguiente Grau escribió a la Comandancia General de Marina, dando cuenta de su llegada a ese puerto e informando que toda la costa se encontraba en orden. El 2 de junio le escribió al ministro de Guerra, poniéndole al tanto sobre la desfavorable acogida dispensada al protocolo Corral-Lindsay por parte del pueblo boliviano; además, le informó del cordial recibimiento que tuvo:

Por lo demás, la recepción hecha tanto por ese funcionario, como por las autoridades de este puerto, y las diversas circunstancias que he tenido la ocasión de hacerles atenciones cariñosas y agasajos, en cuanto me ha sido posible, no han hecho más que estrechar los vínculos y afecciones que dichas autoridades y pueblo boliviano manifiestan sinceramente por el Gobierno y pueblo del Perú, no omitiendo la ocasión de probarlo prácticamente, una vez que han tenido la oportunidad de hacerlo.

Cabe señalar al respecto, que el 6 de febrero de 1873 se había suscrito en Lima, con carácter de secreto, el Tratado de Alianza Defensiva entre Perú y Bolivia, por lo que es de suponer que el cordial recibimiento que disfrutó Grau en Cobija de parte de las autoridades bolivinas obedecía en parte a instrucciones del gobierno de La Paz.
De regreso en Iquique, Grau fue encomendado a hacer un estudio de la rada del puerto, a fin de facilitar el desarrollo de las actividades portuarias. En julio de 1873, el Huáscar arribó al Callao, terminando así su segundo crucero a lo largo del litoral boliviano, que había durado en total cuatro meses. Para entonces ya se había apaciguado la disputa boliviana-chilena, tranquilizándose el ambiente internacional. Sin embargo, el Huáscar no permaneció mucho tiempo en el Callao, ya que a fines del mes siguiente fue comisionado nuevamente hacia la costa sur peruana, regresando en septiembre del mismo año.

### Jefe de la escuadra de evoluciones
El 10 de junio de 1874, Grau fue nombrado Jefe de la Escuadra de Evoluciones. Esta figura consistía en que los buques de la escuadra pusieran en práctica los movimientos de la táctica naval, consignados en el manual respectivo de la Escuela Naval. A decir del historiador Melitón Carvajal Pareja, esta forma de trabajo con la escuadra tendría su origen en las inquietudes del mismo Grau. Integraron dicha escuadra: el monitor Huáscar, la fragata Independencia, los monitores Atahualpa y Manco Cápac, la corbeta Unión y el transporte Chalaco. Para asumir el mando de la Escuadra, Grau debió dejar momentáneamente el comando del Huáscar al capitán de corbeta Leopoldo Sánchez.
La escuadra de evoluciones desarrolló sus actividades de 12 de junio de 1874 a 22 de enero de 1875. Salió del Callao el 18 de junio y recorrió el litoral peruano, tocando las islas Chincha, San Juan, Islay, Arica, Ilo, Pisco, Mollendo, entre otros puntos. En ejercicio de su alto cargo, Grau ordenó la ejecución de toda clase de maniobras para adiestrar a las tripulaciones en conocimientos de táctica naval y manejo de la artillería. Ya por entonces, Grau intuía la amenaza que entrañaba el armamentismo que desarrollaba Chile, que había mandado a construir dos poderosos blindados en el Reino Unido;  consideraba por ello necesario hacer ese tipo de ejercicios para mantener siempre preparado al personal de la Marina.
De otro lado, Bolivia y Chile parecieron zanjar sus diferencias al firmar un nuevo tratado de límites, el 6 de agosto de 1874. La frontera se mantuvo en el paralelo 24°S y continuó el sistema de explotación y venta de común acuerdo entre los paralelos 23°S y 24°S. Asimismo, Bolivia se comprometía a no incrementar los impuestos a las personas, capitales y negocios chilenos durante 25 años. El incumplimiento por parte de Bolivia de esta última cláusula sería el detonante de la posterior Guerra del Pacífico.
La firma del tratado de 1874 hizo que se disiparan momentáneamente los peligros de guerra entre Bolivia y Chile. En octubre de ese año, el gobierno peruano se enteró de la presencia en aguas peruanas del Talismán, pequeño navío fletado en Inglaterra, y en el cual, según se afirmaba, venía Nicolás de Piérola (el exministro de Hacienda de José Balta), con un grupo de revolucionarios, cuyo plan era el derrocar al presidente Manuel Pardo (episodio conocido como la Expedición del Talismán).
Grau y la Escuadra de Evoluciones recibieron la misión de capturar al Talismán, que de acuerdo con las informaciones del gobierno, había intentado desembarcar en Pacasmayo. Luego de una activa búsqueda, el Talismán fue apresado por el Huáscar en la bahía de Pacocha, cerca de Ilo, la mañana del 2 de noviembre de 1874. La tripulación fue apresada y buena parte del cargamento confiscado, pero Piérola logró escapar hacia Moquegua; posteriormente sería derrotado por las tropas gobiernistas en el combate de Los Ángeles.
Grau envió al Talismán a Mollendo, bajo el mando del capitán de corbeta Leopoldo Sánchez, y elevó un parte al Ministro de Guerra y Marina, fechado en Pacocha, dando cuenta de los hechos.
Cumplida su misión, el Huáscar partió de inmediato al sur para seguir resguardando el orden. En diciembre de 1874, la Escuadra de Evoluciones llegó a Iquique y luego regresó al Callao, poniendo fin a su entrenamiento. El 20 de enero de 1875, Grau cesó en el mando de la escuadra y continuó como comandante del Huáscar.

### Diputado por Paita (primera legislatura)
En 1872, Miguel Grau fue elegido como diputado suplente por la provincia de Paita. La vinculación que había mantenido Miguel Grau con el puerto de Paita, donde transcurriera su niñez, hizo que en 1875 sus pobladores lo eligieran diputado titular o propietario para representar a esa provincia en el Parlamento, como miembro del Partido Civil. Por ese motivo, el 5 de julio de 1876, Grau dejó el comando del Huáscar (que había ejercido durante más de 8 años) y se alistó para tomar posesión de su escaño congresal, por un periodo de seis años, aunque, de hecho, este se reduciría a dos legislaturas, de seis meses cada una (agosto de 1876-febrero de 1877 y julio de 1878-febrero de 1879).
El 2 de agosto de 1876 se instaló el gobierno constitucional del general Mariano Ignacio Prado, sucesor de Manuel Pardo. El día 4 la Cámara de Diputados aprobó el dictamen de la Comisión de Poderes que habilitaba a Grau para incorporarse como diputado propietario por Paita. Al día siguiente, Grau prestó juramento de ley en la Cámara y pasó a integrar la Comisión de Marina,, presidida por su paisano y compañero de armas, Camilo N. Carrillo. Entre sus colegas parlamentarios figuraban además Elías Malpartida, César Canevaro, Manuel María Gálvez, Luciano Benjamín Cisneros, Ramón Ribeyro y Juan Francisco Balta.
Su actividad como legislador fue activa y eficaz. Fue autor de la iniciativa sobre ascensos en la Armada que reconocía los méritos de jefes y oficiales para acceder a rangos superiores. También propuso la reorganización del Ministerio de Guerra y Marina, y solicitó, igualmente, que la Cámara se reuniera dos veces a la semana en sesiones nocturnas.
A pedido del Ejecutivo, en octubre de 1876 se le concedió licencia temporal para formar parte del Consejo de Guerra que debía juzgar la pérdida de la cañonera Chanchamayo.
Concluida la legislatura en febrero de 1877, Grau ejerció durante unos días como agregado al Departamento de Marina, y en ese mismo mes, pidió licencia por dos meses para viajar a Valparaíso, con el fin de traer los restos de su padre, el teniente coronel Juan Manuel Grau y Berrío, fallecido en dicho puerto en 1865. Se embarcó en el vapor británico Eten, llevando consigo a su segundo hijo, Miguel Gregorio, de 8 años de edad, quien fatídicamente falleció en Valparaíso, a consecuencia de un accidente.
Ya de retorno al Perú, Grau cumplió con informar al gobierno de los preparativos bélicos de Chile y la manifiesta superioridad en que se hallaba la escuadra de este país con respecto a la del Perú, lo que él mismo pudo comprobar in situ, al ver fondeados en las aguas de Valparaíso a los poderosos blindados Almirante Blanco Encalada y Almirante Cochrane, muy superiores a cualquiera de los mejores navíos de guerra peruanos.
El 7 de marzo de 1877, Grau fue nombrado vocal de la Junta Revisora de las Ordenanzas Navales, cargo que ejerció hasta el 30 de mayo, cuando fue nombrado comandante general de Marina.

### Comandante general de la Marina de Guerra del Perú
El 1 de junio de 1877, Miguel Grau asumió la más alta función en el servicio naval: la de comandante general de Marina. Tenía entonces 43 años de edad. En tal condición, el 2 de enero de 1878 elevó un pormenorizado informe sobre el estado de los buques de guerra y de las necesidades de la Marina, importante documento conocido como la Memoria, que terminaba con las siguientes reflexiones:

De algún tiempo atrás la Marina no ha hecho adelanto material alguno, a excepción del aumento que ha recibido con el transporte Limeña; lejos de esto su importancia ha desmerecido mucho, pues siendo nuestros principales buques construidos en una época en que el blindaje y gruesa artillería hacían sus primeros ensayos, ya han quedado muy atrás de las poderosas naves de guerra que se construyen en el día.

Esta novedad que se ha hecho una necesidad imperiosa en todas las naciones proporcionalmente a sus exigencias, me hace llamar la preferente atención de vuestra excelencia que tanto conoce cuánto afianza una buena escuadra, los intereses, la tranquilidad y soberanía de la nación. Demasiado conozco la aflictiva situación de nuestro erario, sin embargo, en atención a las consideraciones expuestas, creo mi deber reclamar la prestigiosa influencia de vuestra excelencia para reforzar nuestra escuadra con los buques que según su ilustrada sean necesarios.

Haciendo a V.E. el anterior pedido, justo y conveniente es que opine por la supresión de los buques que por su poca marcha o por su estado de deterioro o inutilidad, solo aumentan los gastos de la Escuadra, sin provecho y con detrimento de la conservación de los demás buques.

Grau hizo en dicha memoria un certero diagnóstico de la situación de la Armada Nacional y formuló juicios que fueron una verdadera advertencia, a un año del estallido de la Guerra del Pacífico;  sin embargo, sus pedidos no fueron debidamente evaluados y la Cámara dispuso acusar recibo y enviar al archivo. La razón del gobierno para descuidar de esa manera a la Marina, era que el país se hallaba en una terrible crisis económica.
Pese a las limitaciones de presupuesto, Grau supo desempeñar con eficiencia su elevado cargo. Ordenó las reparaciones y la limpieza de los fondos de las naves de guerra, trató de proveerlas de pertrechos y de armamentos; pero no pudo conseguir lo que deseaba con más vehemencia: la adquisición de buques blindados, para superar, o al menos equiparar, el poderío alcanzado por la flota chilena.
A principios de 1878, le tocó presidir el Jurado de Exámenes de la Escuela Preparatoria y Escuela Naval, dejando constancia, por oficio del 4 de febrero de 1878, de «…el aprovechamiento que han alcanzado todos los alumnos, en los diversos ramos que han cursado…», importante avance en la formación profesional de los marinos, lo que contrastaba con la falta de modernización de las naves y equipos de la Marina.
El 10 de julio de 1878, Grau puso a disposición del gobierno su cargo de comandante general de la Marina, pues debía reincorporarse al Congreso Ordinario, al estar próxima a iniciarse una nueva legislatura, programada para el 28 de julio de 1878. Su sucesor en la Comandancia de la Marina fue el contralmirante Antonio de la Haza.

### Diputado por Paita (segunda legislatura)
Nuevamente como parlamentario, Grau siguió en la Comisión de Marina, donde libró una verdadera lucha para que no se rebajaran las partidas presupuestales del pliego de Marina, en vista de no haber logrado que se aumentaran. De otro lado, luchó contra las intenciones piuranas de convertir a Paita en un distrito de Piura, esbozando su frase: «No solo como representante de Paita, sino como hijo de ella, lucharé por la permanencia de Paita como provincia» (octubre de 1878), quedando así como el más férreo opositor de las intenciones piuranas e incluso ganándose enemigos políticos piuranos, pero ganando a cambio el corazón de todo Paita.
Cuando, en noviembre de 1878, fue asesinado su amigo y su jefe político, el expresidente Manuel Pardo (a la sazón presidente del Senado), Grau pronunció un emocionado y lacónico discurso, y aprobó la resolución que impuso el estado de sitio y declaró a la patria en peligro.
En febrero de 1879, concluida la legislatura, Grau pasó nuevamente a servir en el Ministerio de Guerra y Marina en condición de agregado, pero el cargo lo desempeñó solo 50 días, pues corrían vientos de guerra en el sur. El 28 de marzo, Grau volvió a ser comandante del monitor Huáscar. El 5 de abril de 1879, Chile declaró la guerra al Perú.
El 2 de agosto de 1879, en plena campaña naval en el sur, Grau pidió ser relevado del ejercicio de su función parlamentaria y que en su reemplazo asumiera el suplente Manuel E. Raygada, para que su provincia no se perjudicara.

## Campaña naval de la guerra del Pacífico
La Guerra del Pacífico (1879-1883) fue un conflicto armado que enfrentó a la República de Chile contra la República Peruana y la República de Bolivia. También se le ha denominado Guerra del Guano y del Salitre.

### La escuadra peruana y la chilena
Debido a las características del litoral boliviano y del extremo sur peruano, en el que se extiende el desierto de Atacama, y teniendo en cuenta las experiencias de la Guerra de la Independencia y contra la Confederación, Chile conocía que era necesario sortear por mar este territorio para poder trasladar a sus tropas e invadir el territorio peruano. Para ello tendría que lograr el dominio del mar. El Perú, por su parte, también comprendió que esta era la maniobra lógica que adoptaría Chile. De ese modo, ambas naciones dieron inicio a la campaña naval como la primera parte de la guerra.
La escuadra peruana, al mando del capitán de navío Miguel Grau, estaba conformada por el blindado tipo monitor Huáscar, la fragata acorazada Independencia, la corbeta Unión, la cañonera Pilcomayo y los transportes Chalaco, Oroya, Limeña y Talismán. Estos últimos habrían de cumplir una función muy importante durante el conflicto, manteniendo abierta la ruta de abastecimiento peruana con continuos viajes entre el Callao y Panamá, así como a otros puntos del litoral, transportando tropas, pertrechos y municiones, burlando a la poderosa escuadra enemiga. A ellos se sumaban los vetustos monitores costeros Manco Cápac y Atahualpa de casi nulo desplazamiento, lo que los reducía a ser solo baterías flotantes.
La escuadra chilena, al mando del contralmirante Juan Williams Rebolledo, estaba compuesta por los blindados Almirante Blanco Encalada y Almirante Cochrane, las corbetas Chacabuco, O'Higgins, Abtao y Esmeralda y las cañoneras Magallanes y Covadonga, además de varios transportes armados como el Loa y Amazonas. Completaban su flota veloces transportes que aseguraban la logística de sus tropas acantonadas en Antofagasta y de su escuadra, como el Itata, Lamar, Rímac, Copiapó y el carbonero Matías Cousiño. El equilibrio de poder era favorable a la marina chilena, dado que sus naves, sobre todo los dos blindados, tenían mejor artillería, mayor velocidad nominal y coraza, en comparación a las naves peruanas.
El planteamiento fue muy claro en ambos lados. La escuadra chilena era superior materialmente a la peruana, no sólo en número sino también en la calidad de sus buques. Debía entonces buscarla y destruirla lo más pronto posible. La escuadra peruana, por su parte, dada su inferioridad en medios, debía prolongar lo más posible su presencia como una amenaza efectiva en el mar, no tanto para la escuadra chilena sino para el tráfico marítimo de ese país, entablando combate únicamente cuando estuviera en superioridad de condiciones o cuando este fuese inevitable. El tiempo que se ganara en ello sería en provecho de la preparación de las defensas en el sur peruano y la adquisición de nuevas naves y armamento.

### Preparativos de la campaña naval
La escuadra peruana, cogida de sorpresa por la declaratoria de guerra, no estaba preparada para ponerse en campaña de inmediato. El pueblo peruano, que ignoraba la verdadera situación de la armada, se sentía optimista con respecto al enfrentamiento con Chile y exigía que los buques peruanos salieran de inmediato.
Grau hizo ver que era necesario hacer antes algunos ejercicios de maniobras y de artillería, pues la marinería extranjera recién reclutada apenas conocía sus obligaciones. Como algunos dijeron que el Huáscar era lo suficientemente fuerte para enfrentar con éxito a la escuadra chilena, Grau respondió diciendo que el monitor era sin duda un buque muy fuerte, pero que nunca podría contrarrestar a uno solo de los blindados chilenos, muy superiores en cuanto a blindaje, movilidad y poder de fuego; pero que aun así, llegado el caso, cumpliría con su deber, aun cuando tuviera la seguridad de su sacrificio. Estas palabras fueron proféticas.
Finalmente, la presión de la opinión pública pesó más y se acordó la salida de la escuadra. Esta fue dividida en dos divisiones:
- La primera, conformada por el monitor Huáscar, la fragata Independencia, los monitores Manco Cápac y Atahualpa; y los transportes Chalaco, Oroya y Limeña.
- La segunda, conformada por la corbeta Unión y la cañonera Pilcomayo.

Grau fue nombrado comandante de la Primera División Naval. La insignia de la Armada correspondía estar en la Independencia por ser el buque de mayor poderío, pero Grau prefirió izarla en el Huáscar, nave a la que conocía muy bien por haberla comandado durante ocho años. Llegó incluso más tarde a quitarle el mástil de proa, dejándole solo el de popa, para hacerle más maniobrable en el uso de los cañones de la torre giratoria.
El presidente Mariano Ignacio Prado fue nombrado Supremo Director de Guerra. La Segunda División Naval del Perú, comandada por el capitán de navío Aurelio García y García, fue la primera en partir hacia el sur. La primera acción tuvo lugar apenas siete días después de declarada la guerra, el 12 de abril de 1879, cuando la corbeta Unión y la cañonera Pilcomayo atacaron y persiguieron a la corbeta chilena Magallanes frente a Punta Chipana.
Por su parte, la escuadra chilena bombardeó los puertos peruanos de Pisagua, Mollendo e Iquique, antes de dirigirse al Callao con el propósito de atacar por sorpresa a la escuadra peruana y destruirla. Quedaron bloqueando el puerto de Iquique la corbeta Esmeralda y la cañonera Covadonga, que eran los buques más débiles de la Escuadra.  Pero el mismo día (16 de mayo) en que la escuadra chilena partía de Iquique hacia el Callao, los buques peruanos de la Primera División Naval zarpaban del Callao, rumbo a Arica (entonces puerto peruano), llevando a bordo al presidente Prado. Ambas flotas se cruzaron sin divisarse, debido a que los peruanos navegaban cerca de la costa y los chilenos mar adentro. El viaje de la flota chilena al Callao resultó así infructuoso, al no hallar a la escuadra peruana en la bahía, mientras que en Iquique se libraba un combate naval.

### Combate naval de Iquique

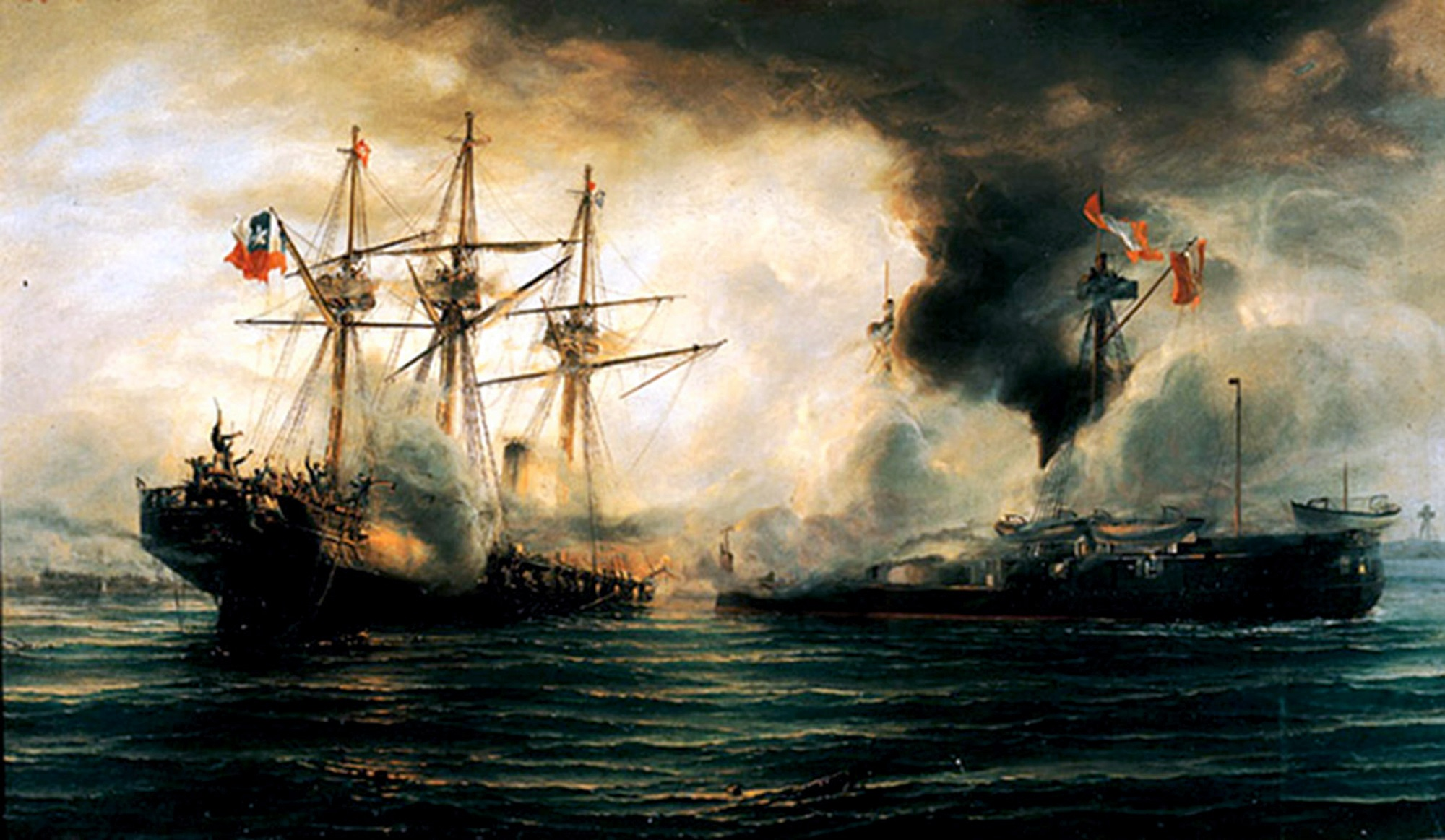
Combate Naval de Iquique, de Thomas Somerscales (1842-1927).
Representación del enfrentamiento entre el monitor peruano Huáscar, al mando del capitán de navío Miguel Grau, y la corbeta chilena Esmeralda, al mando del capitán de fragata Arturo Prat.

El 20 de mayo de 1879, la flota peruana arribó a Arica, donde desembarcó el presidente Prado, director de Guerra, pues se consideró necesario que el cuartel general estuviera cerca del teatro de operaciones. Casi de inmediato fueron despachados a Iquique el monitor Huáscar y la fragata Independencia, con instrucciones de levantar el bloqueo de ese puerto, sostenido en ese momento por la corbeta Esmeralda, la cañonera Covadonga y el transporte Lamar.
El 21 de mayo de 1879, el monitor Huáscar, al mando del capitán de navío Miguel Grau, y la Independencia al mando del capitán de navío Juan Guillermo More Ruiz, ingresaron a la bahía de Iquique y se enfrentaron a los ya mencionados buques de madera chilenos, comandados, respectivamente, por Arturo Prat Chacón (Esmeralda) y por Carlos Condell de la Haza (Covadonga). El transporte Lamar izó bandera estadounidense y puso rumbo al sur.

El Huáscar rompió sus fuegos sobre la Covadonga; por su parte, la Independencia atacó a la Esmeralda; esta última maniobró para colocarse delante de la población de Iquique, con el propósito de ponerla en riesgo de los proyectiles peruanos. Aprovechando un alto realizado por el Huáscar para atender a un bote que traía información, la Covadonga se puso en fuga hacia el S.E.; Grau ordenó entonces a la Independencia ir en su persecución, debido a que esta tenía más velocidad. Mientras tanto, el Huáscar se quedó en Iquique cañoneando a la Esmeralda, y barriendo su cubierta con su ametralladora Gatling, causándole muchas bajas. Pero debido a la impericia de sus artilleros, los tiros del Huáscar no daban en el blanco justo como para hundir al buque adversario, y el combate se prolongaba demasiado, por lo que el comandante Grau decidió utilizar el espolón.  El primer espolonazo del Huáscar hizo poco daño en la amura de babor de la Esmeralda; fue en ese instante cuando el comandante chileno Arturo Prat realizó un abordaje frustrado, muriendo en la cubierta del monitor. El segundo espolonazo causó a la corbeta chilena una gran avería en la amura de estribor.  

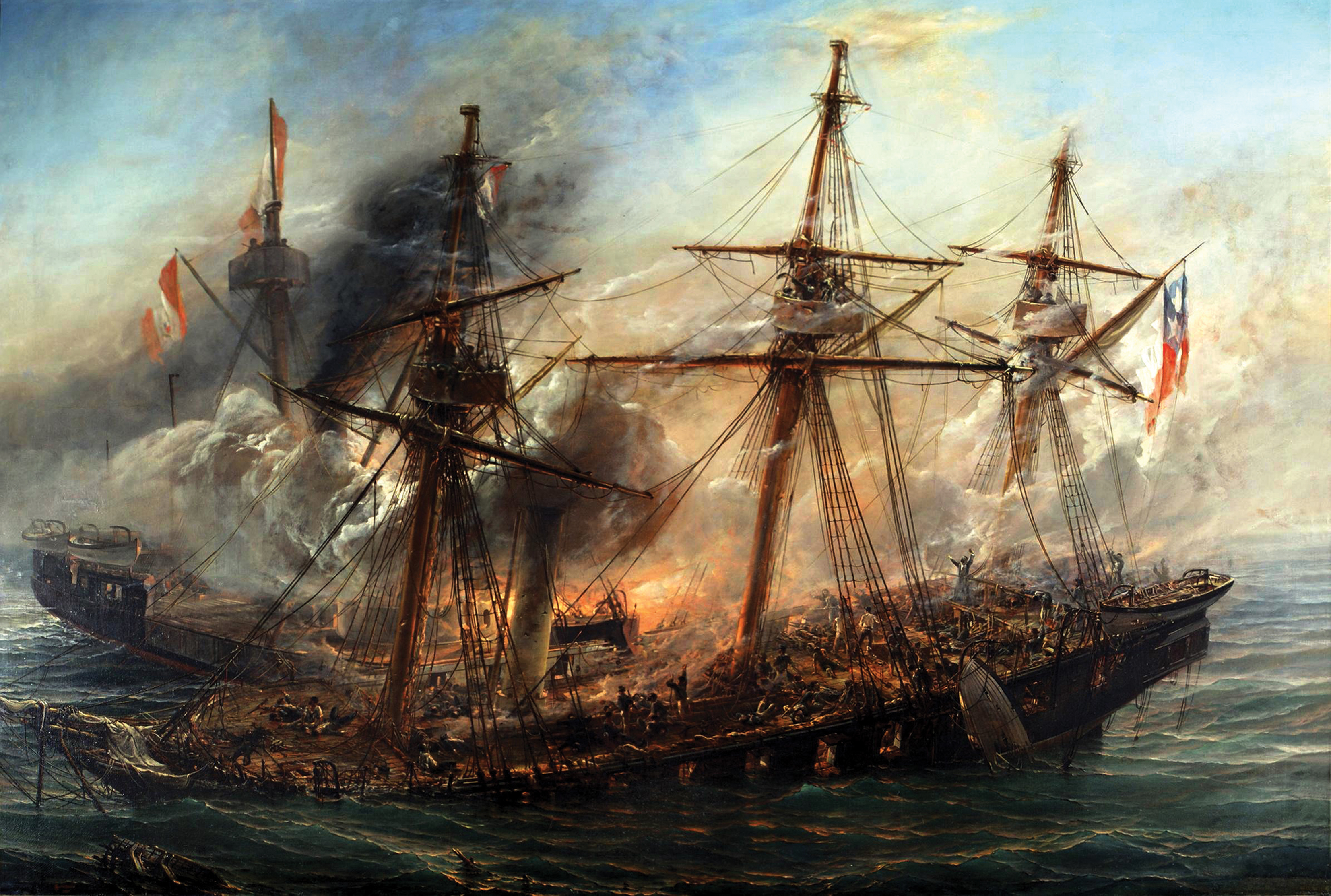
Hundimiento de la Esmeralda.

 Finalmente, con un tercer espolonazo, logró Grau hundir a la nave chilena, cuyos sobrevivientes se arrojaron al agua. El combate había durado cuatro horas. El comandante peruano, en un gesto humanitario al que no estaba obligado, rescató a los náufragos chilenos, perdiendo así un tiempo precioso que le hubiera servido para ayudar a la Independencia en su persecución de la Covadonga. En el combate murió el teniente primero Jorge Velarde, primer héroe naval peruano de la contienda.
Mientras tanto, la Independencia, conducida por More, perseguía a la Covadonga, que iba muy cerca de la costa. La fragata peruana, en su afán de espolonear al buque chileno, chocó con una roca, cerca de Punta Gruesa, abriéndose su casco en la línea de flotación, por lo que empezó a hundirse. Tan pronto se percató de esto, el comandante Condell de la Covadonga, volvió sobre sus aguas y disparó su artillería sobre la fragata varada, ametrallando incluso a los náufragos peruanos que empezaban a arriar los botes para abandonar el buque encallado. La Independencia, semihundida, no se rindió y respondió el ataque con todo el poder de fuego que le quedaba. El combate finalizó cuando la Covadonga, al ver acercarse al Huáscar, se retiró del lugar.  Los historiadores peruanos suelen contrastar la actitud de Grau, salvando a los náufragos chilenos de la Esmeralda, y la de Condell ametrallando a los náufragos peruanos de la Independencia. En todo caso, esa es la versión peruana del combate; en cambio, Condell dice en su parte que solo disparó dos cañonazos sobre la Independencia, dado que aún mantenía su bandera al tope, indicación que seguía en combate, y que enseguida More izó la bandera de parlamento y le pidió un bote; y que estando en esa tratativa apareció la silueta del Huáscar en el horizonte, optando entonces por retirarse. Grau procedió a recoger a los sobrevivientes de la Independencia y ordenó quemar los restos del buque.
Posteriormente Grau, en un gesto de caballerosidad, escribió a Carmela Carvajal, viuda del héroe naval chileno Arturo Prat Chacón, comandante de la Esmeralda, muerto en la cubierta del Huáscar, una carta en la que elogiaba la actuación de su esposo y le enviaba algunas de sus prendas personales, entre ellas su espada. A su vez, en la respuesta a esta carta, la viuda de Prat agradeció tal gesto, asegurando que dada la hidalguía mostrada por Grau al asociarse a su dolor, ella comprendía que la muerte de su esposo fue consecuencia de la guerra y que de haber estado en manos del capitán del Huáscar, jamás habría tenido lugar.
- Wikisource contiene obras originales de o sobre Miguel Grau.

### Combate naval de Angamos

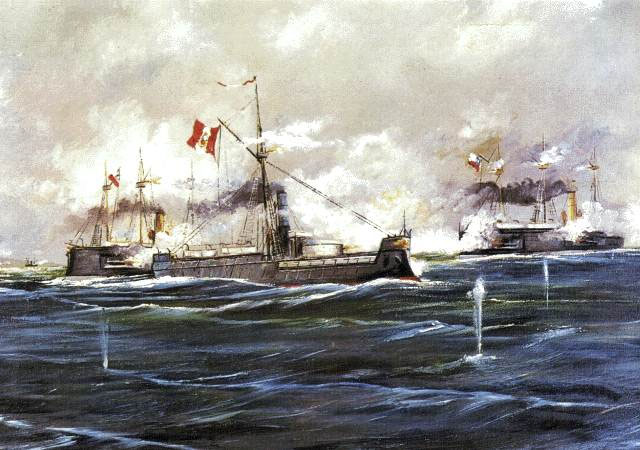
Combate de Angamos, óleo de Salaverry. Colección particular. Lima

La incapacidad de los mandos navales chilenos frente a las continuas incursiones del Huáscar causó gran desazón en Chile. Todo ello se agudizó con la captura del transporte Rímac, luego de lo cual se produjeron protestas populares, interpelaciones en el congreso, renuncias de ministros y cambios en las jefaturas del ejército y la escuadra.
Los mandos chilenos, ante la imposibilidad de iniciar la campaña terrestre para invadir el sur peruano, determinaron que la captura del Huáscar era prioritaria e indispensable para llevar a cabo sus planes. Una de las primeras medidas fue el relevo del contralmirante Juan Williams Rebolledo en el mando de la Escuadra chilena, siendo reemplazado por el capitán de navío Galvarino Riveros, quien dispuso que los buques fueran sometidos a reparaciones de calderas y carenado para limpiar sus fondos y prepararse a dar caza al Huáscar.  Para dicho propósito, elaboraron un plan para capturarlo, organizando a su escuadra en dos divisiones, la primera, integrada por el Almirante Blanco Encalada, la Covadonga y el Matías Cousiño, y la segunda, compuesta por el Almirante Cochrane, el Loa y la O'Higgins. La idea era tenderle un cerco al Huáscar, en el área comprendida entre Arica y Antofagasta.
Sin conocer toda esa concentración del enemigo para darle caza, Grau recibió órdenes de zarpar desde Arica con el Unión y el Rímac rumbo al sur, con la finalidad de hostigar los puertos chilenos entre Tocopilla y Coquimbo (1 de octubre). Mientras tanto, las dos divisiones chilenas partieron desde Mejillones hacia el norte, en búsqueda del Huáscar, llegando a Arica en la mañana del 5 de octubre, no hallando allí a su objetivo.
El Huáscar, mientras tanto, luego de dejar al Rímac en Iquique, arribó en compañía del Unión a la caleta de Sarco, el 4 de octubre. Allí capturaron a la goleta Coquimbo, para posteriormente llegar al puerto del mismo nombre y proseguir más el sur, llegando hasta la caleta de Tongoy. Se hallaban a pocas horas de Valparaíso, pero Grau y sus naves prefirieron no arriesgar, y dando por cumplida su misión, iniciaron el retorno a aguas peruanas.
Mientras los barcos peruanos navegaban hacia el norte de regreso, ignoraban los movimientos de los buques chilenos. Las dos divisiones enemigas avanzaban desde diferentes direcciones, en posición abierta, dispuestas a cercar a su objetivo.
Al amanecer del 8 de octubre de 1879, el Huáscar a la altura del istmo de Angamos fue avistado por la primera división chilena, lo que obligó a Grau a virar hacia el suroeste para luego volver al norte, a la máxima velocidad posible tratando de dejar atrás a sus enemigos. Poco después, el Huáscar y la Unión se encontraron con la segunda división chilena frente a Punta Angamos, la cual navegaba en abanico. Al percatarse de que el Huáscar no podría evadir el combate por su escaso andar, la Unión, de mayor andar, por orden del almirante, se abrió paso hacia el norte. Al proceder de esa manera, Grau cumplía las instrucciones dadas por el director de Guerra, presidente Prado, que le obligaba a no comprometer a los buques de su mando, y que, en caso de verse rodeado por fuerzas superiores sin posibilidad de retirarse, debía cumplir con su deber.
Luego, a las 9:40 de la mañana, siendo inevitable el encuentro, el monitor peruano afianzó su pabellón de combate y disparó los cañones de la torre sobre el Cochrane, a mil metros de distancia. Grau se determinó pues a presentar combate, a sabiendas de que las probabilidades de salir airoso de la emboscada eran nulas. La Covadonga y el Blanco Encalada en esos momentos se hallaban a una distancia de seis millas con dirección al Huáscar, mientras que la O'Higgins y el Loa iban tras la Unión, persecución que resultaría infructuosa. El Cochrane no contestó inicialmente los disparos, sino que acortó distancias gracias a su mayor velocidad; estando a 500 metros, una andanada del monitor golpeó la banda del acorazado chileno haciéndolo bandearse por unos instantes, pero sin mayor daño. Cuando estuvo a 200 m por babor del Huáscar, el Cochrane hizo sus primeros disparos, perforando el blindaje del casco y dañando seriamente el sistema de gobierno del monitor, que debió ser restablecido con aparejos que eran jalados manualmente por varios hombres.

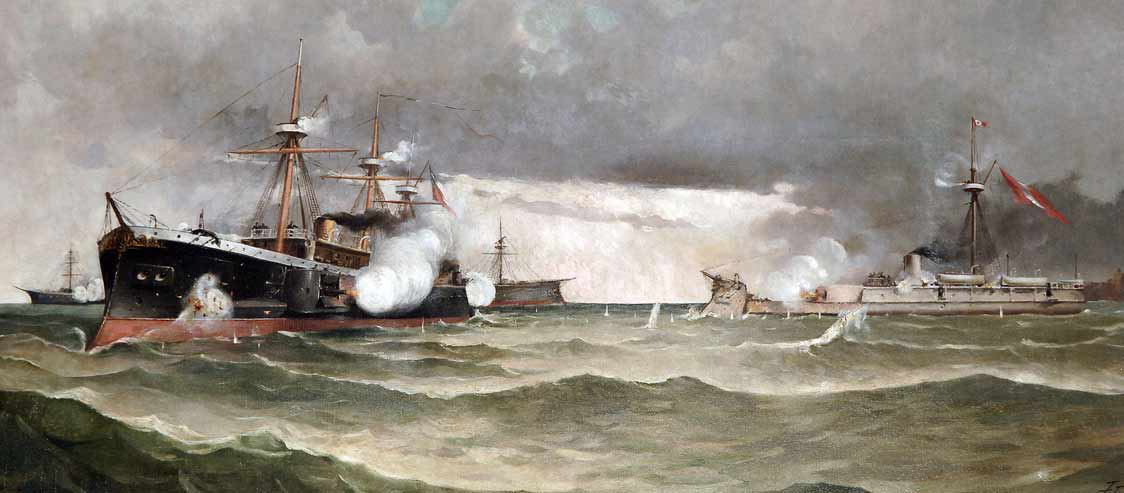
Combate de Angamos, óleo de Teófilo Castillo. Representa el enfrentamiento entre el monitor Huáscar y los blindados Cochrane y Blanco Encalada.

Grau en su torre, presintiendo lo inevitable y agachándose hacia la rejilla del piso, se despidió de Diego Ferré en un fraternal saludo de manos. Mientras tanto, las alzas de los cañones chilenos apuntaban hacia las partes vitales del monitor. Hacia las 10:00 a. m., un proyectil proveniente del Almirante Cochrane impactó en la torre de mando y al estallar destrozó al contralmirante Miguel Grau y dejó moribundo a su acompañante teniente primero Diego Ferré.
En tal circunstancia tomó el mando del buque el capitán de corbeta Elías Aguirre, quien continuó el combate con las naves chilenas. En auxilio del Cochrane llegó el Blanco Encalada, que, en su ansia de acabar de una vez con el monitor, se acercó demasiado y por poco se salvó de colisionar con el otro acorazado. Esta circunstancia fue aprovechada por el Huáscar para efectuar una hábil maniobra que le permitió colocarse en medio de los dos acorazados, disparando sus cañones sobre ambos alternativamente. Pero los acorazados cambiaron de posición rápidamente y sus doce cañones sembraron la destrucción y la muerte en el monitor.
Pese a sufrir graves destrozos en sus puntos vitales, el Huáscar no se rindió. Su comandante Aguirre intentó espolonear al Blanco Encalada, sin resultado, y poco después cayó muerto por un disparo del Cochrane, cuando se hallaba en el puente de mando dirigiendo el combate. Su sucesor en el comando fue el teniente primero José Melitón Rodríguez, quien también sucumbió heroicamente, cuando sacaba la cabeza de la tronera de la torre giratoria para apuntar uno de los cañones, momento en que un proyectil enemigo le voló la cabeza, cayendo su cuerpo inerte en el interior. Resultaron heridos el capitán de fragata Melitón Carvajal y el teniente segundo Enrique Palacios. Asimismo, el pabellón peruano cayó dos veces al suelo, al cortarse la driza por efectos de la metralla enemiga, siendo izado otras tantas veces, como demostración del propósito resuelto de sus tripulantes de no rendirse nunca.
Hasta que, habiendo recaído el mando en el teniente primero Pedro Gárezon Thomas de solo 28 años de edad, este oficial, viendo que ya no era posible continuar la lucha por las condiciones en las que se hallaba el buque, con sus cañones inutilizados, roto su timón, y con parte de su tripulación muerta o herida, dio la orden de abrir las válvulas de fondo para inundar al monitor y de esta forma hundirlo para impedir su captura. Esta orden fue transmitida por el alférez de fragata Ricardo Herrera de la Lama, al 1.º maquinista de la nave, Samuel Mac Mahon, quien se puso manos a la obra.
Cuando la bandera peruana cayó por tercera y última vez, nuevamente a consecuencia de los disparos enemigos en la driza, los chilenos esperaron un corto intervalo de tiempo para considerarla como nave rendida, pues ya en dos ocasiones anteriores se habían apresurado a celebrar la supuesta rendición del buque. Viendo que ya no había resistencia, a las 11:10 a. m. los acorazados chilenos suspendieron el cañoneo y enviaron una dotación armada en lanchas para proceder al abordaje. Esta tarea se vio facilitada debido a que el Huáscar tuvo que parar el movimiento de su máquina, lo que era necesario para apresurar la sumersión del buque. Cuando los marinos chilenos ingresaron a bordo, el Huáscar ya tenía 1,20 m de agua y estaba a punto de hundirse por la popa. Revólver en mano, los oficiales chilenos ordenaron a los maquinistas cerrar las válvulas y posteriormente obligaron a los prisioneros a apagar los fuegos que consumían diversos sectores de la nave. La nave, ya incapacitada para la defensa, acabó así por ser abordada por el enemigo.
La lucha había concluido y el Huáscar capturado. De sus 216 tripulantes, 31 murieron y los restantes resultaron heridos en su mayoría. Ninguno de los oficiales prisioneros entregó su espada al vencedor, pues lo arrojaron al mar antes de producirse el abordaje. Si bien los chilenos encontraron la bandera peruana caída, Gárezon explicó al teniente primero Policarpo Toro del Cochrane que el pabellón se encontraba en la cubierta, junto con el pico, por haberse roto la driza de madera que lo sostenía y no por haber sido arriado a propósito.

## Los restos de Grau
Después del combate de Angamos, el teniente primero Pedro Garezon, último comandante del "Huáscar", no quiso abandonar el monitor hasta no haber agotado la búsqueda de los restos del almirante Grau. Al ver su insistencia, el teniente chileno Goñi le permitió hacer dicha búsqueda en la torre de mando, que se hallaba destrozada. Garezón entró por un gran boquete abierto por las bombas y tras una búsqueda exhaustiva, halló finalmente entre los escombros el único resto de Grau: «un trozo de pierna blanca y velluda, solo desde la mitad de la pantorrilla al pie, que estaba calzada con un botín de cuero». Gárezon certificó que se trataba de un auténtico resto del almirante. Colocado en una caja, fue conducido a Mejillones, donde se le honró con una misa oficiada por monseñor Fontecilla. Luego, el 14 de octubre, por orden expresa del gobierno chileno, fue trasladado a Valparaíso, a bordo del Blanco Encalada. El capitán de fragata Óscar Viel, que era concuñado y compadre de Grau, obtuvo de su gobierno el permiso para sepultar los restos de Grau en el mausoleo de su familia en Santiago, donde permaneció por algunos años.

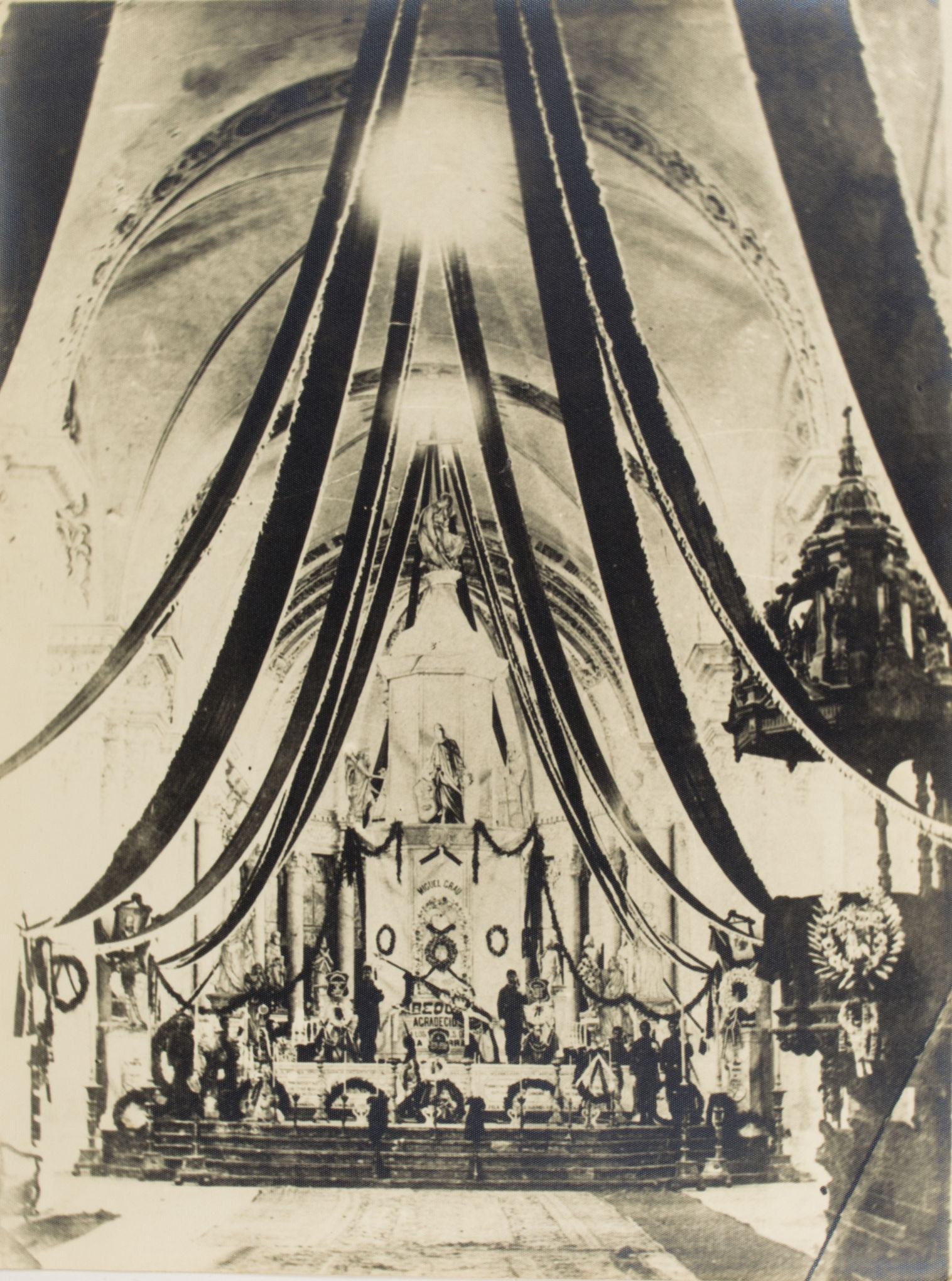
Exequias de Miguel Grau en la Catedral de Lima (1890)

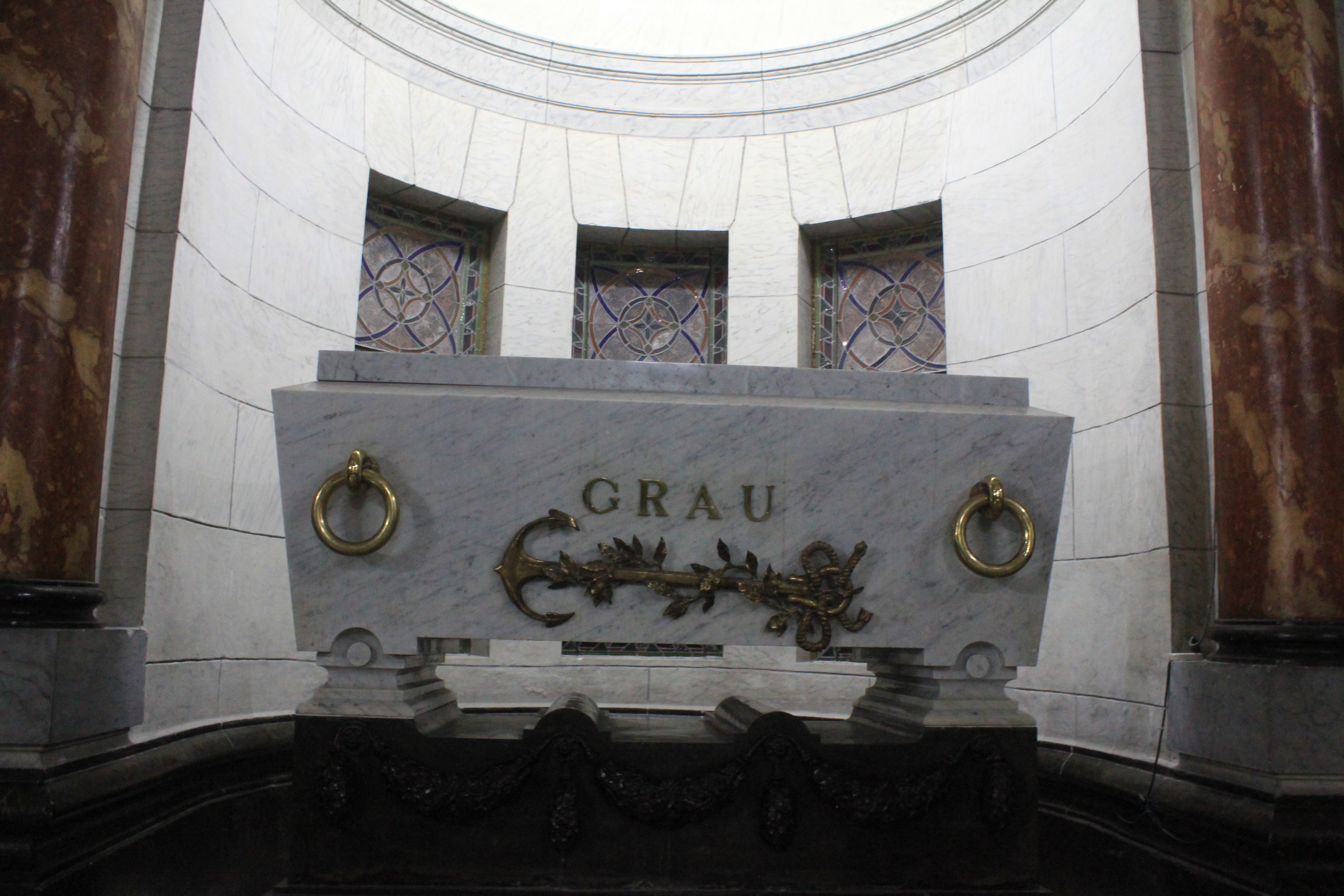
Sarcófago de Grau en la Cripta de los Héroes de la Guerra del Pacífico en el cementerio Presbítero Maestro.

Los restos de Grau, junto con los pertenecientes a otros combatientes peruanos caídos en la guerra, retornaron al Perú durante el primer gobierno de Andrés A. Cáceres. Llegaron al Callao a bordo del crucero Lima, el día 13 de julio de 1890, siendo sepultados en una tumba provisional en el Cementerio Presbítero Maestro de Lima. En 1908 fueron trasladados a la Cripta de los Héroes de la Guerra del Pacífico, inaugurada por el presidente José Pardo y Barreda en dicho cementerio.
En Chile permaneció un fragmento de la tibia de Grau que era exhibido en un museo de Santiago, junto con una gorra y otros enseres personales del héroe. Este resto fue devuelto al Perú el 20 de marzo de 1958, en solemne ceremonia realizada en Santiago con la presencia del presidente de Chile, Carlos Ibáñez del Campo. Al día siguiente, llegaron vía aérea a Lima, donde fueron recibidos por el presidente Manuel Prado Ugarteche, quien, en parte de su discurso ceremonial expresó lo siguiente:

La figura de nuestro ínclito Almirante, personifica una de las glorias legítimas que enaltecen no solo nuestros anales y los de América, sino del mundo entero. Su vida y sacrificio son paradigmas de caballerosidad y abnegación.

Luego, los restos fueron conducidos al edificio de la antigua Escuela Naval en La Punta, donde fueron depositados en un salón.
Finalmente, el 7 de octubre de 1976, los restos óseos de Grau fueron trasladados en solemne ceremonia al Cenotafio construido en la Cripta de la Escuela Naval, donde permanecen con guardia de honor permanente. El 25 de julio del 2003 fueron depositadas allí la espada y las condecoraciones del héroe.

## Familia

### Ancestros
| \| \| \| \| \| \| \| \| \| \| \| \| \| \| \| \| \| \| \| \| 16. Joseph Grau \| \| \| \| \| \| \| \| \| \| \| \| \| \| \| \| \| \| \| \| \| \| \| \| \| \| \| \| \| \| \| \| \| \| \| \| \| \| \| \| \| \| \| \| \| \| \| \| \| \| \| \| \| \| 8. Juan Grau Revertos \| \| \| \| \| \| \| \| \| \| \| \| \| \| \| \| \| \| \| \| \| \| \| \| \| \| \| \| \| \| \| \| \| \| \| \| \| \| \| \| \| \| \| \| \| \| \| \| \| \| \| \| \| \| 17. María Ana Reberto \| \| \| \| \| \| \| \| \| \| \| \| \| \| \| \| \| \| \| \| \| \| \| \| \| \| \| \| \| \| \| \| \| \| \| \| \| \| \| \| \| \| \| \| \| \| \| \| \| \| \| \| \| \| 4. Juan Francisco Grau Gerona \| \| \| \| \| \| \| \| \| \| \| \| \| \| \| \| \| \| \| \| \| \| \| \| \| \| \| \| \| \| \| \| \| \| \| \| \| \| \| \| \| \| \| \| \| \| \| \| \| \| \| \| \| \| 9. María Gerona \| \| \| \| \| \| \| \| \| \| \| \| \| \| \| \| \| \| \| \| \| \| \| \| \| \| \| \| \| \| \| \| \| \| \| \| \| \| \| \| \| \| \| \| \| \| \| \| \| \| \| \| \| \| 2. Juan Manuel Grau Berrío \| \| \| \| \| \| \| \| \| \| \| \| \| \| \| \| \| \| \| \| \| \| \| \| \| \| \| \| \| \| \| \| \| \| \| \| \| \| \| \| \| \| \| \| \| \| \| \| \| \| \| \| \| \| 20. Francisco José Berrío Herrera \| \| \| \| \| \| \| \| \| \| \| \| \| \| \| \| \| \| \| \| \| \| \| \| \| \| \| \| \| \| \| \| \| \| \| \| \| \| \| \| \| \| \| \| \| \| \| \| \| \| \| \| \| \| 10. José Antonio Berrío Guzmán \| \| \| \| \| \| \| \| \| \| \| \| \| \| \| \| \| \| \| \| \| \| \| \| \| \| \| \| \| \| \| \| \| \| \| \| \| \| \| \| \| \| \| \| \| \| \| \| \| \| \| \| \| \| 21. Josefa Guzmán del Corro \| \| \| \| \| \| \| \| \| \| \| \| \| \| \| \| \| \| \| \| \| \| \| \| \| \| \| \| \| \| \| \| \| \| \| \| \| \| \| \| \| \| \| \| \| \| \| \| \| \| \| \| \| \| 5. Josefa Casiana Berrío Pérez \| \| \| \| \| \| \| \| \| \| \| \| \| \| \| \| \| \| \| \| \| \| \| \| \| \| \| \| \| \| \| \| \| \| \| \| \| \| \| \| \| \| \| \| \| \| \| \| \| \| \| \| \| \| 11. Juana de Dios Pérez \| \| \| \| \| \| \| \| \| \| \| \| \| \| \| \| \| \| \| \| \| \| \| \| \| \| \| \| \| \| \| \| \| \| \| \| \| \| \| \| \| \| \| \| \| \| \| \| \| \| \| \| \| \| 1. Miguel María Grau Seminario \| \| \| \| \| \| \| \| \| \| \| \| \| \| \| \| \| \| \| \| \| \| \| \| \| \| \| \| \| \| \| \| \| \| \| \| \| \| \| \| \| \| \| \| \| \| \| \| \| \| \| \| \| \| 24. Cipriano Seminario Calderón \| \| \| \| \| \| \| \| \| \| \| \| \| \| \| \| \| \| \| \| \| \| \| \| \| \| \| \| \| \| \| \| \| \| \| \| \| \| \| \| \| \| \| \| \| \| \| \| \| \| \| \| \| \| 12. Manuel José Seminario Zaldívar \| \| \| \| \| \| \| \| \| \| \| \| \| \| \| \| \| \| \| \| \| \| \| \| \| \| \| \| \| \| \| \| \| \| \| \| \| \| \| \| \| \| \| \| \| \| \| \| \| \| \| \| \| \| 25. Isabel Zaldívar Soto \| \| \| \| \| \| \| \| \| \| \| \| \| \| \| \| \| \| \| \| \| \| \| \| \| \| \| \| \| \| \| \| \| \| \| \| \| \| \| \| \| \| \| \| \| \| \| \| \| \| \| \| \| \| 6. Manuel Torcuato Seminario Jaime \| \| \| \| \| \| \| \| \| \| \| \| \| \| \| \| \| \| \| \| \| \| \| \| \| \| \| \| \| \| \| \| \| \| \| \| \| \| \| \| \| \| \| \| \| \| \| \| \| \| \| \| \| \| 26. Baltazar Jaime de los Ríos \| \| \| \| \| \| \| \| \| \| \| \| \| \| \| \| \| \| \| \| \| \| \| \| \| \| \| \| \| \| \| \| \| \| \| \| \| \| \| \| \| \| \| \| \| \| \| \| \| \| \| \| \| \| 13. Isabel Jaime de los Ríos \| \| \| \| \| \| \| \| \| \| \| \| \| \| \| \| \| \| \| \| \| \| \| \| \| \| \| \| \| \| \| \| \| \| \| \| \| \| \| \| \| \| \| \| \| \| \| \| \| \| \| \| \| \| 27. Mariana Rodríguez de Taboada \| \| \| \| \| \| \| \| \| \| \| \| \| \| \| \| \| \| \| \| \| \| \| \| \| \| \| \| \| \| \| \| \| \| \| \| \| \| \| \| \| \| \| \| \| \| \| \| \| \| \| \| \| \| 3. Luisa Seminario del Castillo \| \| \| \| \| \| \| \| \| \| \| \| \| \| \| \| \| \| \| \| \| \| \| \| \| \| \| \| \| \| \| \| \| \| \| \| \| \| \| \| \| \| \| \| \| \| \| \| \| \| \| \| \| \| 28. Miguel del Castillo de los Ríos \| \| \| \| \| \| \| \| \| \| \| \| \| \| \| \| \| \| \| \| \| \| \| \| \| \| \| \| \| \| \| \| \| \| \| \| \| \| \| \| \| \| \| \| \| \| \| \| \| \| \| \| \| \| 14. Miguel Serafín del Castillo \| \| \| \| \| \| \| \| \| \| \| \| \| \| \| \| \| \| \| \| \| \| \| \| \| \| \| \| \| \| \| \| \| \| \| \| \| \| \| \| \| \| \| \| \| \| \| \| \| \| \| \| \| \| 29. Josefa de Velásquez Tineo y García Saavedra (hermana de #31) \| \| \| \| \| \| \| \| \| \| \| \| \| \| \| \| \| \| \| \| \| \| \| \| \| \| \| \| \| \| \| \| \| \| \| \| \| \| \| \| \| \| \| \| \| \| \| \| \| \| \| \| \| \| 7. María Joaquina del Castillo \| \| \| \| \| \| \| \| \| \| \| \| \| \| \| \| \| \| \| \| \| \| \| \| \| \| \| \| \| \| \| \| \| \| \| \| \| \| \| \| \| \| \| \| \| \| \| \| \| \| \| \| \| \| 30. Antonio Talledo y Rumia \| \| \| \| \| \| \| \| \| \| \| \| \| \| \| \| \| \| \| \| \| \| \| \| \| \| \| \| \| \| \| \| \| \| \| \| \| \| \| \| \| \| \| \| \| \| \| \| \| \| \| \| \| \| 15. Juana Eufemia Talledo y Velásquez \| \| \| \| \| \| \| \| \| \| \| \| \| \| \| \| \| \| \| \| \| \| \| \| \| \| \| \| \| \| \| \| \| \| \| \| \| \| \| \| \| \| \| \| \| \| \| \| \| \| \| \| \| \| 31. María Velásquez Tineo y García Saavedra (hermana de #29) \| \| \| \| \| \| \| \| \| \| \| \| \| \| \| \| \| \| \| \| \| \| \| \| \| \| \| \| \| \| \| \| \| \| \| \| \| \| \| \| \| \| \| \| \| \| \| \| \| \| \| \| |                                                                  |  |  |  |  |  |  |  |  |  |  |  |  |  |  |  |
| |                                                                  |  |  |  |  |  |  |  |  |  |  |  |  |  |  |  |
| | 16. Joseph Grau                                                  |  |  |  |  |  |  |  |  |  |  |  |  |  |  |  |
| |                                                                  |  |  |  |  |  |  |  |  |  |  |  |  |  |  |  |
| |                                                                  |  |  |  |  |  |  |  |  |  |  |  |  |  |  |  |
| | 8. Juan Grau Revertos                                            |  |  |  |  |  |  |  |  |  |  |  |  |  |  |  |
| |                                                                  |  |  |  |  |  |  |  |  |  |  |  |  |  |  |  |
| |                                                                  |  |  |  |  |  |  |  |  |  |  |  |  |  |  |  |
| | 17. María Ana Reberto                                            |  |  |  |  |  |  |  |  |  |  |  |  |  |  |  |
| |                                                                  |  |  |  |  |  |  |  |  |  |  |  |  |  |  |  |
| |                                                                  |  |  |  |  |  |  |  |  |  |  |  |  |  |  |  |
| | 4. Juan Francisco Grau Gerona                                    |  |  |  |  |  |  |  |  |  |  |  |  |  |  |  |
| |                                                                  |  |  |  |  |  |  |  |  |  |  |  |  |  |  |  |
| |                                                                  |  |  |  |  |  |  |  |  |  |  |  |  |  |  |  |
| | 9. María Gerona                                                  |  |  |  |  |  |  |  |  |  |  |  |  |  |  |  |
| |                                                                  |  |  |  |  |  |  |  |  |  |  |  |  |  |  |  |
| |                                                                  |  |  |  |  |  |  |  |  |  |  |  |  |  |  |  |
| | 2. Juan Manuel Grau Berrío                                       |  |  |  |  |  |  |  |  |  |  |  |  |  |  |  |
| |                                                                  |  |  |  |  |  |  |  |  |  |  |  |  |  |  |  |
| |                                                                  |  |  |  |  |  |  |  |  |  |  |  |  |  |  |  |
| | 20. Francisco José Berrío Herrera                                |  |  |  |  |  |  |  |  |  |  |  |  |  |  |  |
| |                                                                  |  |  |  |  |  |  |  |  |  |  |  |  |  |  |  |
| |                                                                  |  |  |  |  |  |  |  |  |  |  |  |  |  |  |  |
| | 10. José Antonio Berrío Guzmán                                   |  |  |  |  |  |  |  |  |  |  |  |  |  |  |  |
| |                                                                  |  |  |  |  |  |  |  |  |  |  |  |  |  |  |  |
| |                                                                  |  |  |  |  |  |  |  |  |  |  |  |  |  |  |  |
| | 21. Josefa Guzmán del Corro                                      |  |  |  |  |  |  |  |  |  |  |  |  |  |  |  |
| |                                                                  |  |  |  |  |  |  |  |  |  |  |  |  |  |  |  |
| |                                                                  |  |  |  |  |  |  |  |  |  |  |  |  |  |  |  |
| | 5. Josefa Casiana Berrío Pérez                                   |  |  |  |  |  |  |  |  |  |  |  |  |  |  |  |
| |                                                                  |  |  |  |  |  |  |  |  |  |  |  |  |  |  |  |
| |                                                                  |  |  |  |  |  |  |  |  |  |  |  |  |  |  |  |
| | 11. Juana de Dios Pérez                                          |  |  |  |  |  |  |  |  |  |  |  |  |  |  |  |
| |                                                                  |  |  |  |  |  |  |  |  |  |  |  |  |  |  |  |
| |                                                                  |  |  |  |  |  |  |  |  |  |  |  |  |  |  |  |
| | 1. Miguel María Grau Seminario                                   |  |  |  |  |  |  |  |  |  |  |  |  |  |  |  |
| |                                                                  |  |  |  |  |  |  |  |  |  |  |  |  |  |  |  |
| |                                                                  |  |  |  |  |  |  |  |  |  |  |  |  |  |  |  |
| | 24. Cipriano Seminario Calderón                                  |  |  |  |  |  |  |  |  |  |  |  |  |  |  |  |
| |                                                                  |  |  |  |  |  |  |  |  |  |  |  |  |  |  |  |
| |                                                                  |  |  |  |  |  |  |  |  |  |  |  |  |  |  |  |
| | 12. Manuel José Seminario Zaldívar                               |  |  |  |  |  |  |  |  |  |  |  |  |  |  |  |
| |                                                                  |  |  |  |  |  |  |  |  |  |  |  |  |  |  |  |
| |                                                                  |  |  |  |  |  |  |  |  |  |  |  |  |  |  |  |
| | 25. Isabel Zaldívar Soto                                         |  |  |  |  |  |  |  |  |  |  |  |  |  |  |  |
| |                                                                  |  |  |  |  |  |  |  |  |  |  |  |  |  |  |  |
| |                                                                  |  |  |  |  |  |  |  |  |  |  |  |  |  |  |  |
| | 6. Manuel Torcuato Seminario Jaime                               |  |  |  |  |  |  |  |  |  |  |  |  |  |  |  |
| |                                                                  |  |  |  |  |  |  |  |  |  |  |  |  |  |  |  |
| |                                                                  |  |  |  |  |  |  |  |  |  |  |  |  |  |  |  |
| | 26. Baltazar Jaime de los Ríos                                   |  |  |  |  |  |  |  |  |  |  |  |  |  |  |  |
| |                                                                  |  |  |  |  |  |  |  |  |  |  |  |  |  |  |  |
| |                                                                  |  |  |  |  |  |  |  |  |  |  |  |  |  |  |  |
| | 13. Isabel Jaime de los Ríos                                     |  |  |  |  |  |  |  |  |  |  |  |  |  |  |  |
| |                                                                  |  |  |  |  |  |  |  |  |  |  |  |  |  |  |  |
| |                                                                  |  |  |  |  |  |  |  |  |  |  |  |  |  |  |  |
| | 27. Mariana Rodríguez de Taboada                                 |  |  |  |  |  |  |  |  |  |  |  |  |  |  |  |
| |                                                                  |  |  |  |  |  |  |  |  |  |  |  |  |  |  |  |
| |                                                                  |  |  |  |  |  |  |  |  |  |  |  |  |  |  |  |
| | 3. Luisa Seminario del Castillo                                  |  |  |  |  |  |  |  |  |  |  |  |  |  |  |  |
| |                                                                  |  |  |  |  |  |  |  |  |  |  |  |  |  |  |  |
| |                                                                  |  |  |  |  |  |  |  |  |  |  |  |  |  |  |  |
| | 28. Miguel del Castillo de los Ríos                              |  |  |  |  |  |  |  |  |  |  |  |  |  |  |  |
| |                                                                  |  |  |  |  |  |  |  |  |  |  |  |  |  |  |  |
| |                                                                  |  |  |  |  |  |  |  |  |  |  |  |  |  |  |  |
| | 14. Miguel Serafín del Castillo                                  |  |  |  |  |  |  |  |  |  |  |  |  |  |  |  |
| |                                                                  |  |  |  |  |  |  |  |  |  |  |  |  |  |  |  |
| |                                                                  |  |  |  |  |  |  |  |  |  |  |  |  |  |  |  |
| | 29. Josefa de Velásquez Tineo y García Saavedra (hermana de #31) |  |  |  |  |  |  |  |  |  |  |  |  |  |  |  |
| |                                                                  |  |  |  |  |  |  |  |  |  |  |  |  |  |  |  |
| |                                                                  |  |  |  |  |  |  |  |  |  |  |  |  |  |  |  |
| | 7. María Joaquina del Castillo                                   |  |  |  |  |  |  |  |  |  |  |  |  |  |  |  |
| |                                                                  |  |  |  |  |  |  |  |  |  |  |  |  |  |  |  |
| |                                                                  |  |  |  |  |  |  |  |  |  |  |  |  |  |  |  |
| | 30. Antonio Talledo y Rumia                                      |  |  |  |  |  |  |  |  |  |  |  |  |  |  |  |
| |                                                                  |  |  |  |  |  |  |  |  |  |  |  |  |  |  |  |
| |                                                                  |  |  |  |  |  |  |  |  |  |  |  |  |  |  |  |
| | 15. Juana Eufemia Talledo y Velásquez                            |  |  |  |  |  |  |  |  |  |  |  |  |  |  |  |
| |                                                                  |  |  |  |  |  |  |  |  |  |  |  |  |  |  |  |
| |                                                                  |  |  |  |  |  |  |  |  |  |  |  |  |  |  |  |
| | 31. María Velásquez Tineo y García Saavedra (hermana de #29)     |  |  |  |  |  |  |  |  |  |  |  |  |  |  |  |
| |                                                                  |  |  |  |  |  |  |  |  |  |  |  |  |  |  |  |
| |                                                                  |  |  |  |  |  |  |  |  |  |  |  |  |  |  |  |

### Matrimonio y descendencia
Miguel Grau se casó con Dolores Cabero y Núñez, el 12 de abril de 1867 en la catedral de Lima. El matrimonio tuvo diez hijos:
- Enrique (Lima, 24 de mayo de 1868-Miraflores, 22 de julio de 1954), cónsul del Perú en San Francisco.[152]
- Miguel Gregorio (Lima, 9 de marzo de 1869-Valparaíso, 15 de julio de 1877), fallecido en un accidente en Chile mientras su padre repatriaba los restos de Juan Manuel Grau.[152]
- Oscar (Lima, 3 de febrero de 1871-Ib., 31 de julio de 1929), fue prefecto por Piura, cargo al que renunció como protesta tras el asesinato de su hermano Rafael.[197]
- Ricardo Florencio (Lima, 12 de febrero de 1872-Chanchamayo, 7 de marzo de 1899), ingeniero de profesión, falleció en un accidente mientras construía un puente y su cuerpo fue arrastrado por el río. Nunca fue encontrado.[198][199]
- María Luisa (Lima, 5 de marzo de 1873-Ib., 8 de diciembre de 1973), permaneció soltera. Tuvo descendencia con el Médico Cirujano lambayecano Francisco Muro Pacheco (primo de Alfredo Solf y Muro y Manuel Antonio Mesones Muro). De dicha unión nace el pintor Ricardo Grau (Ricardo Muro Grau). María Luisa heredó la espada obsequiada a su madre por las damas peruanas radicadas en Europa. Posteriormente la donó al gobierno peruano.[199]
- Carlos Pedro (Lima, 30 de abril de 1874-París, 1940).[199]
- Rafael (Lima, 20 de enero de 1876-Cotabambas, 4 de marzo de 1917), político peruano y uno de los fundadores del partido Unión Cívica, fue vicepresidente de la Cámara de diputados y posteriormente Ministro de instrucción, justicia y culto. Además fue varias veces alcalde de El Callao. Siendo diputado por Cotabambas, Apurímac, y en medio de su campaña reeleccionista fue asesinado por Santiago Montesinos, su contendiente electoral.[200] La provincia de Grau, en Apurímac, recibió este nombre en su honor por pedido de su hermano Miguel.[201]
- Victoria (Lima, 21 de enero de 1877-París, 19 de mayo de 1914), murió soltera.[201]
- Elena (Lima, 21 de enero de 1877-Ib., 24 de diciembre de 1877), melliza de Victoria, murió a los 11 meses de edad.[202]
- Miguel (Lima, 23 de enero de 1879-Ib., 31 de octubre de 1976), fue senador por Amazonas en 1917 y por Callao en 1919 y posteriormente cónsul del Perú en Bruselas.[203] Además, acusó al presidente José Pardo y Barreda como el causante indirecto de la muerte de su hermano al no haberle brindado garantías para su vida a pesar de haberlas pedido. Propuso además que se llame Grau a la provincia de Cotabambas en honor a su hermano. Reconciliado con Pardo, postuló como su segundo vicepresidente en los comicios de 1936, sin embargo las elecciones fueron anuladas y el presidente Óscar R. Benavides extendió su mandato por otros tres años.[204]

Entre sus descendientes también se encuentra el contralmirante de la Marina de Guerra del Perú y expresidente de la Benemérita Sociedad Fundadores de la Independencia Fernando Grau Umlauff, así como el abogado Miguel Grau Malachowski.

## Homenajes

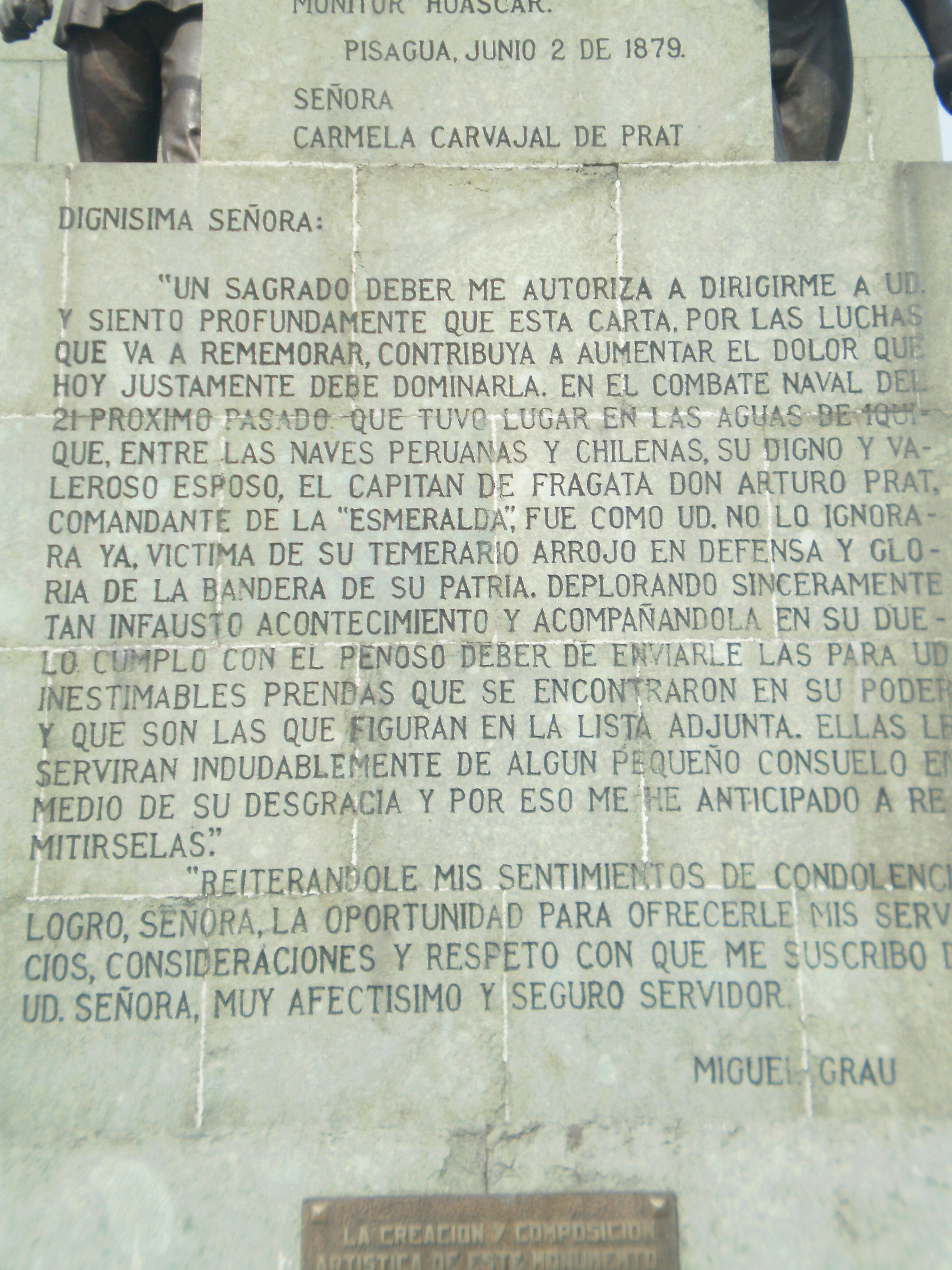
La carta que Grau, caballerosamente, envió a la viuda del capitán Prat, fue tallada en un monumento en un parque del centro de Santiago de Chile.

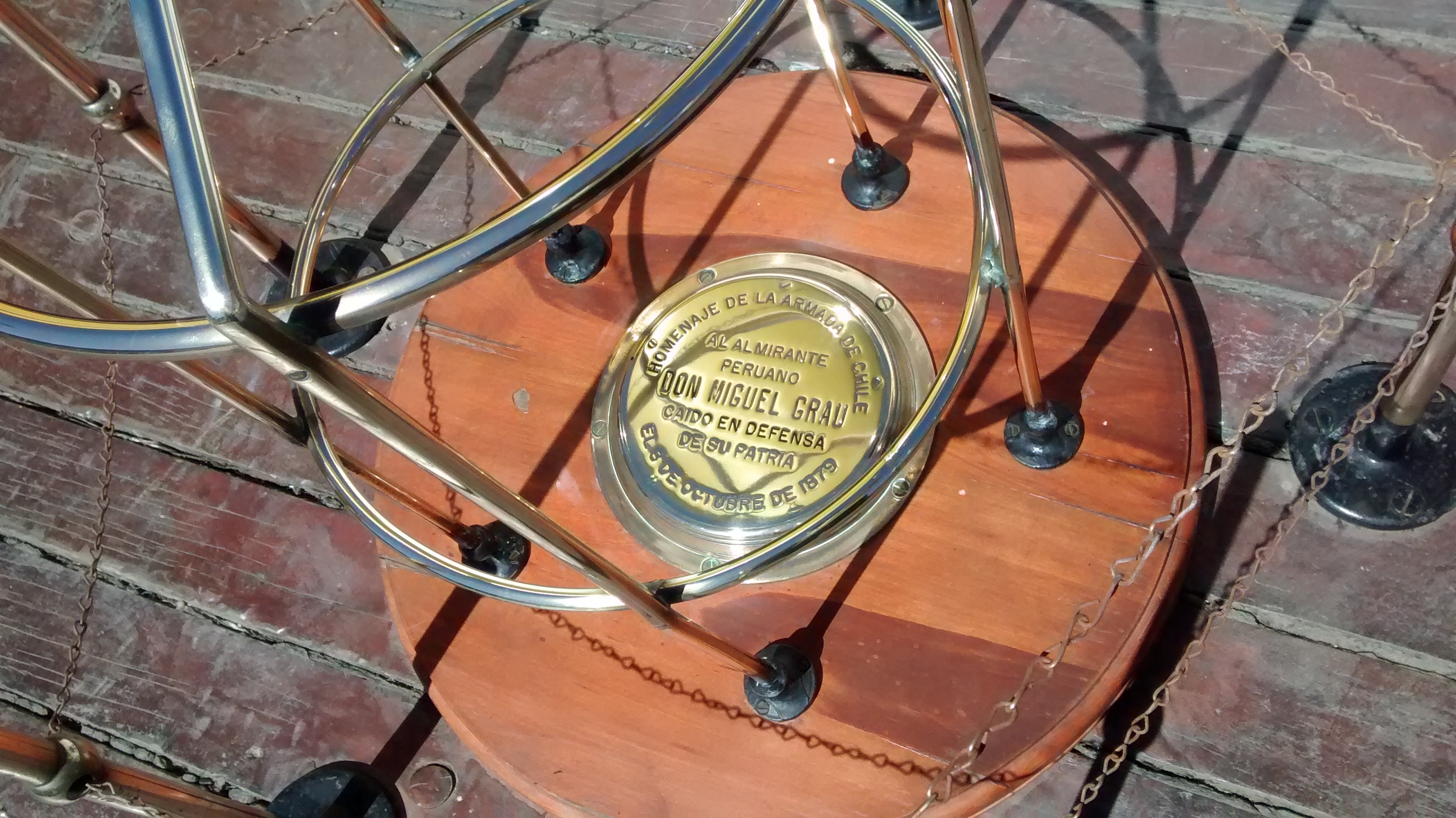
El lugar donde cayó sobre el Huáscar tiene una placa homenaje de la Armada Chilena

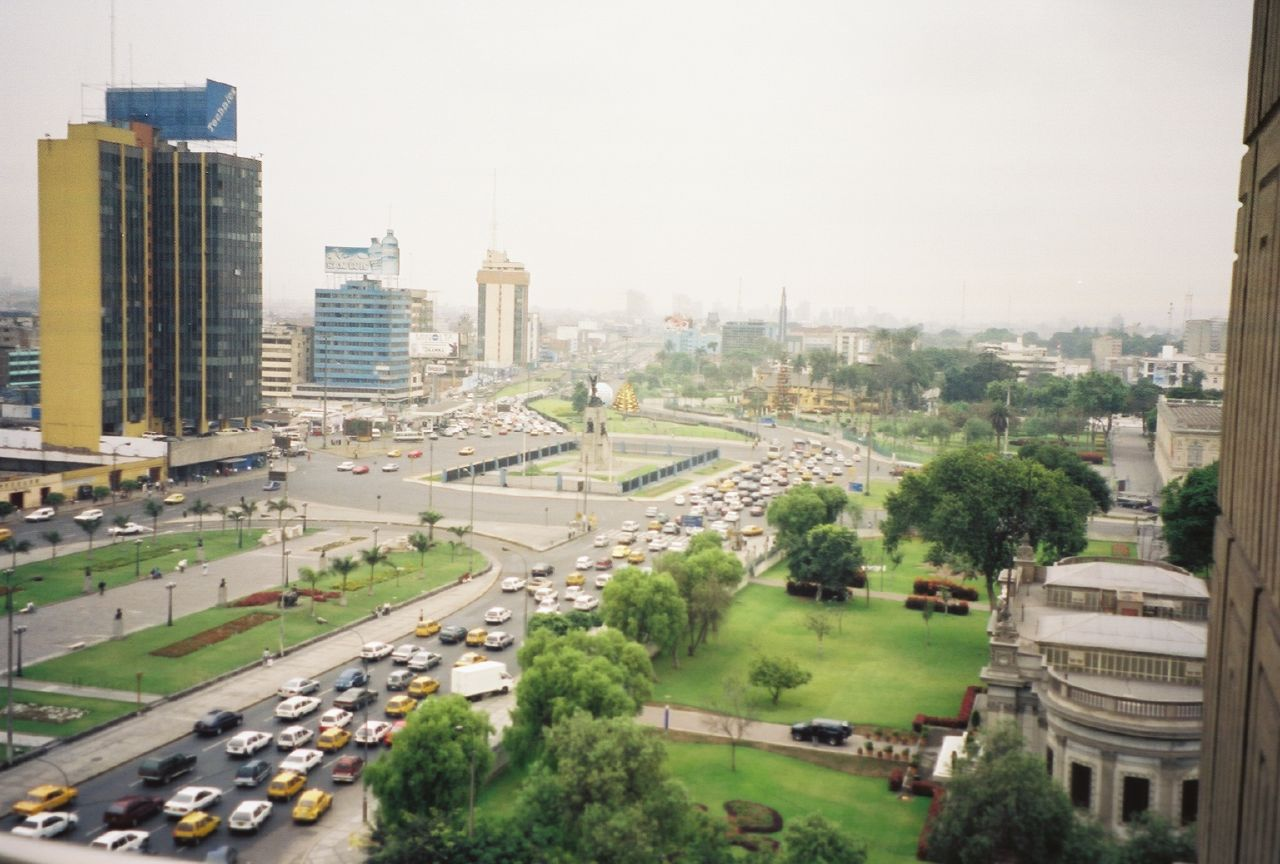
Vista de la Plaza Grau; al fondo la vía expresa del Paseo de la República, Lima.

Autores peruanos, de las más variadas ideologías y condiciones sociales, han recitado el elogio sobrecogido del héroe de Angamos, considerado como el primer héroe nacional del Perú.

Épocas hay en que todo un pueblo se personifica en un solo individuo: Grecia en Alejandro, Roma en César, España en Carlos V, Inglaterra en Cromwell, Francia en Napoleón, América en Bolívar. El Perú de 1879 no era Prado, La Puerta o Piérola: era Grau…

Humano hasta el exceso, practicaba generosidades que en el fragor de la guerra concluían por sublevar nuestra cólera. Hoy mismo, al recordar la saña implacable del chileno vencedor, deploramos la exagerada clemencia de Grau en la noche de Iquique. Para comprenderle y disculparle, se necesita realizar un esfuerzo, acallar las punzadas de la herida entreabierta, ver los acontecimientos desde mayor altura. Entonces se reconoce que no merecen llamarse grandes los tigres que matan por matar o hieren por herir, sino los hombres que hasta en el vértigo de la lucha saben economizar vidas y ahorrar dolores.
Manuel González Prada, “Grau”, 1885.

Miguel Grau Seminario fue un hombre comprometido con su tiempo, con su país y sus valores. Fue honesto y leal con sus principios, defendió el orden constitucional y fue enemigo de las dictaduras. El héroe de Angamos siempre estuvo en la línea de afirmación de las normas morales y las tradiciones de la república. Honrado en el camarote y en la torre de mando, lo es también en el salón y en el hogar.
 Jorge Basadre Grohmann

Como del carbón sale el diamante, así de la negrura de esta guerra sale Grau. La posteridad ha indultado a su generación infausta porque a ella perteneció el comandante del Huáscar (...) Al estudiar lo que hizo, preciso es recordar con qué elementos trabajó y cabe preguntar qué hubiera sido del Perú con Grau en un barco como el Cochrane o el Blanco Encalada..."
 Jorge Basadre Grohmann, “Efigie de Grau”, inserta en Historia de la República del Perú.

Grau fue y será, por ello, el símbolo del Perú, el héroe peruano por excelencia, porque tuvo, entre sus virtudes cardinales algunas que eran suyas, como brote milagroso del genio heroico —salud, fortaleza, tenacidad, prudencia, robustez del cuerpo y del alma—, y otras que eran la impronta de nuestro espíritu y nuestro sino y cristalizaron en su mezcla de bravura y nobleza, en su humildad y ternura para el niño o para el enemigo, en su incapacidad para la violencia destructora y la saña vandálica, y, sobre todo, en su peruanísima lección de vencer sin odio y perder con honra.
Raúl Porras Barrenechea

Tú eras la patria sobre el mar,
bajo el cielo
y más allá del horizonte,
y unías la leyenda y el cantar
al ejemplo
como un nuevo Quijote.
Reflejo azul de la bondad divina,
por ti, la roja guerra tuvo;
hundías barcos y salvabas vidas;
aún al enemigo distes amor,
y entre la sangre y la metralla
puro pasaste, el alma erguida
por la mano de Dios.
…
¡Tenías que caer!
Como en un mito griego,
se hizo de sangre todo el horizonte,
y se alzaron como unos semidioses
los que contigo al holocausto fueron.
¡Tenías que caer!
¡Se hizo de sangre todo el horizonte,
pero el mar, como nunca, fue el color de laurel!.
José Gálvez Barrenechea, “Oda a Grau”.

Hay una tumba sin cruces en Punta de Angamos. Un recuerdo de luz que un puñado de marinos erigió por siempre para gloria de su patria. Más allá del valor y de límites tangibles escribistes Almirante, una oda de nobleza que hace honor a la guerra y sombra a sus trofeos. Tu pueblo, agradecido pronuncia con respeto el nombre de aquel buque de inmenso memorar: Huáscar.
Contralmirante Fernando Casaretto Alvarado, Los peruanos de Angamos (Obra teatral, 1976).

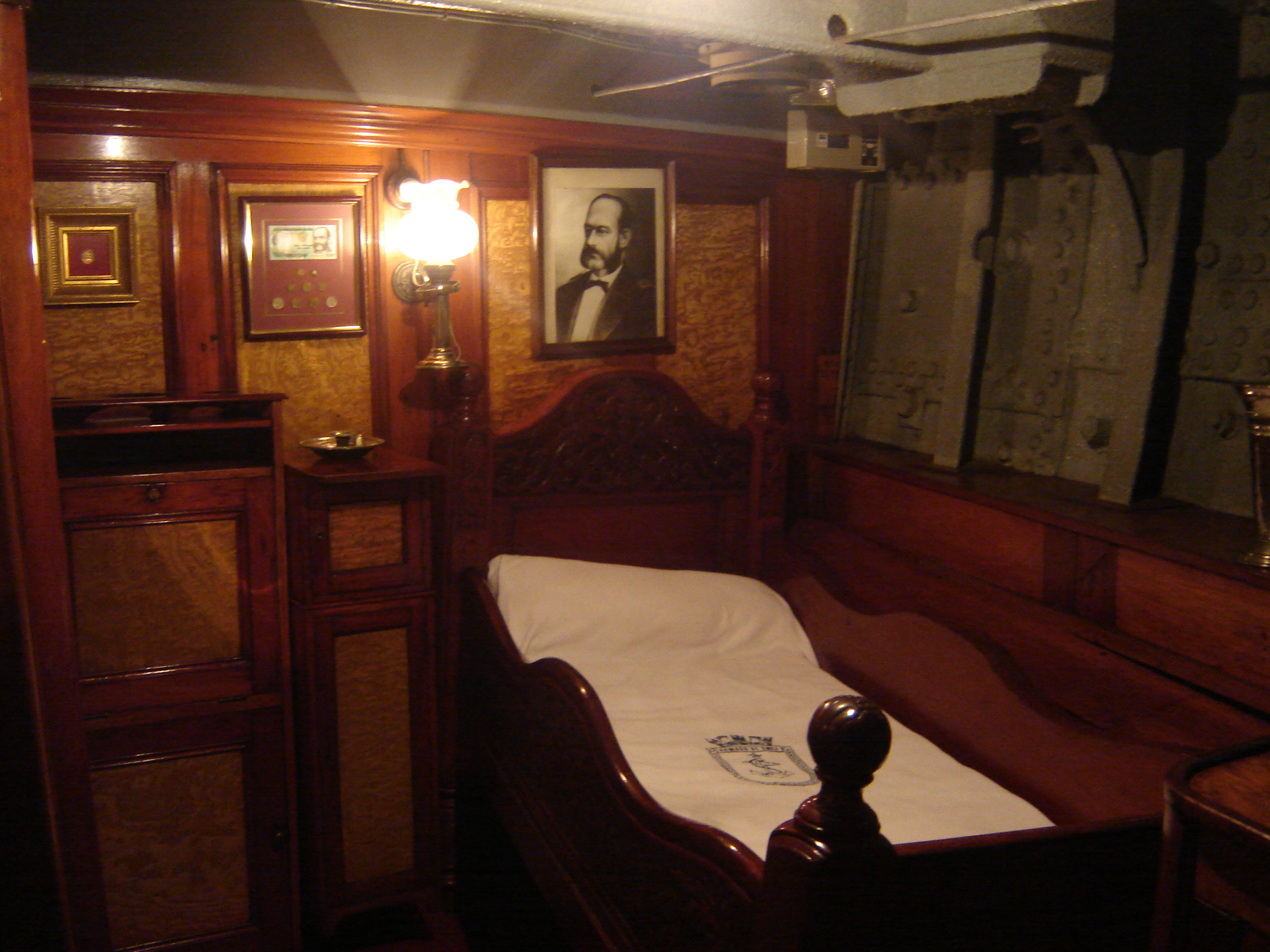
Imagen de Grau en su camarote personal, en el museo Monitor Huáscar, Talcahuano, Chile.

Miguel Grau es recordado no solo en el Perú, sino también en Chile y en Bolivia. Su nombre está presente en calles de Santiago de Chile como reconocimiento a su hidalguía. Por esta razón, se le conoce como El caballero de los mares, título acuñado por todos los implicados, por sus alturados valores, su coraje y pese a la guerra, la humanidad, temple y gallardía que mostraba ante sus enemigos en alta mar.
En Talcahuano, Chile, se conserva el Monitor Huáscar y en él, la figura de Grau está presente en un sitial de honor en su camarote y sala de oficiales.

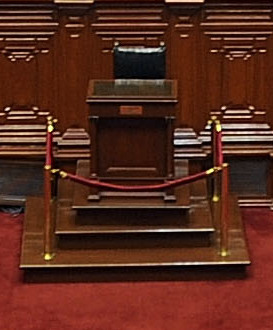
Curul vitalicia de Miguel Grau en el hemiciclo del Congreso peruano

En el piso bajo del hemiciclo del Congreso del Perú, ubicado en la parte central de la mesa directiva y frente a todo el hemiciclo se encuentra una réplica del escaño que ocupara en el siglo XIX Miguel Grau en su calidad de diputado nacional. Grau, siendo parlamentario, solicitó licencia para servir al Perú en la Guerra con Chile y como falleció en esta durante el Combate de Angamos, jamás se reintegró al parlamento. Como una señal de respeto y un homenaje, el nombre de Miguel Grau es el primero que se llama al momento de pasar lista a los congresistas.

### Ascenso a la alta clase de Almirante
Al momento de estallar la guerra con Chile, Grau ostentaba la clase de capitán de navío. Por su destacado accionar en la campaña marítima fue ascendido a contralmirante, por ley del Congreso de la República del 26 de agosto de 1879, pero él nunca quiso hacer uso de la insignia de dicho grado, pues deseaba permanecer como comandante del Huáscar. Así se mantuvo hasta su gloriosa muerte en el combate de Angamos.
De manera póstuma, el Congreso de la República del Perú expidió la Ley N.º 10869, que fue promulgada el 26 de octubre de 1946 por el presidente Constitucional de la República José Luis Bustamante y Rivero, por la cual, por voluntad nacional, se ascendió al contralmirante Grau a la alta clase de Almirante.

### Monumento a Miguel Grau en Piura

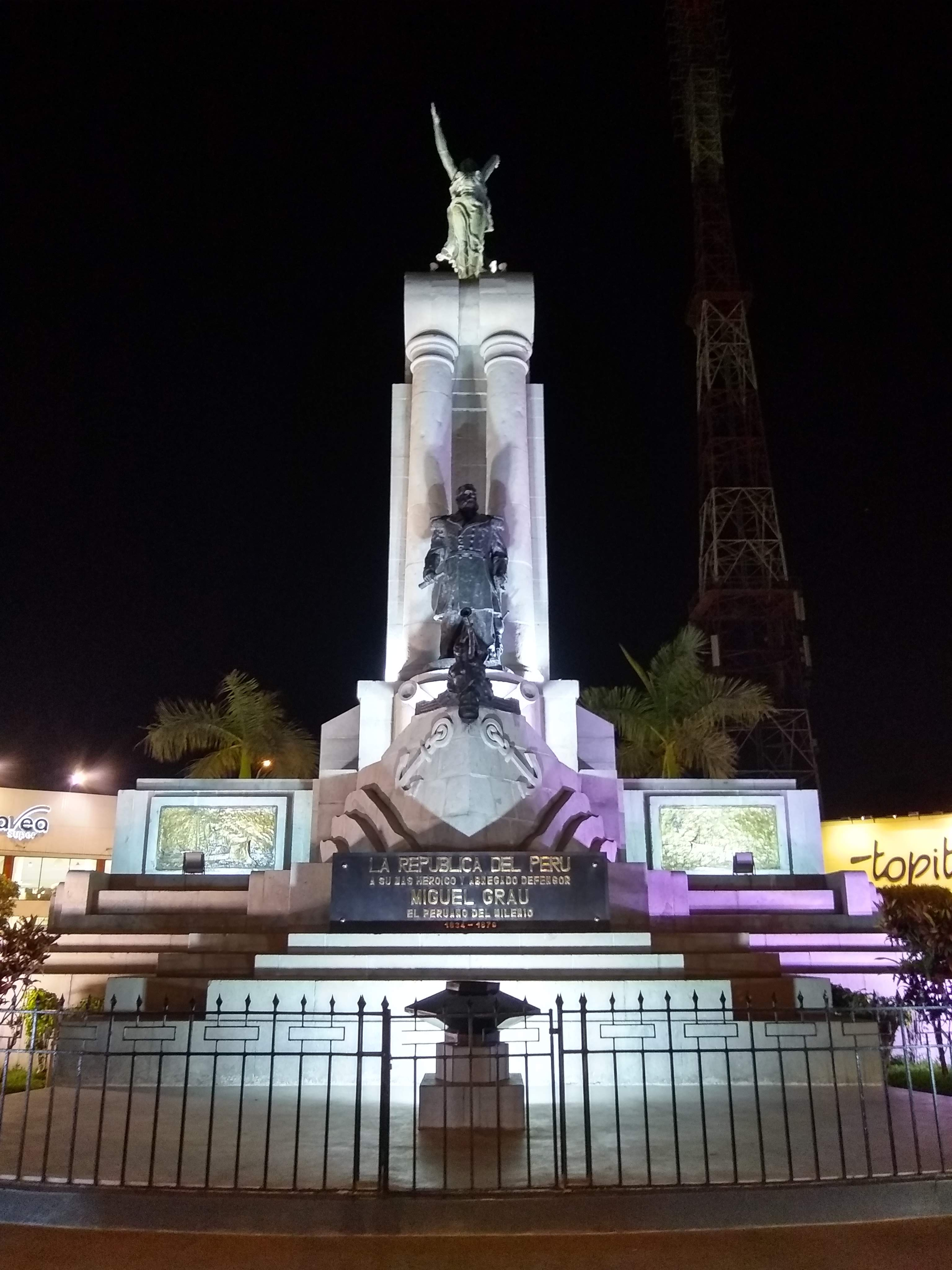
Monumento en homenaje a Miguel Grau en Piura.

Ubicado en el Óvalo Grau, en Piura, es un monumento de estilo moderno hecho en homenaje al máximo héroe de la marina peruana, Miguel Grau Seminario. A los lados del héroe se observan dos columnas símbolo de la fuerza, valor y energía que sostuvo en alto la patria. Delante de ella se aprecian dos cañones y dos figuras alegóricas que representan la serenidad y la acción. En la parte posterior, un dios desnudo que levanta en su mano derecha una cruz, representando la fe, y en la mano izquierda una espada representando el genio de la marina peruana. En 2019 fue remodelado, colocando una serie de placas al alrededor del monumento principal con información de la biografía de Grau.

### Monumento al Almirante Grau en el Callao

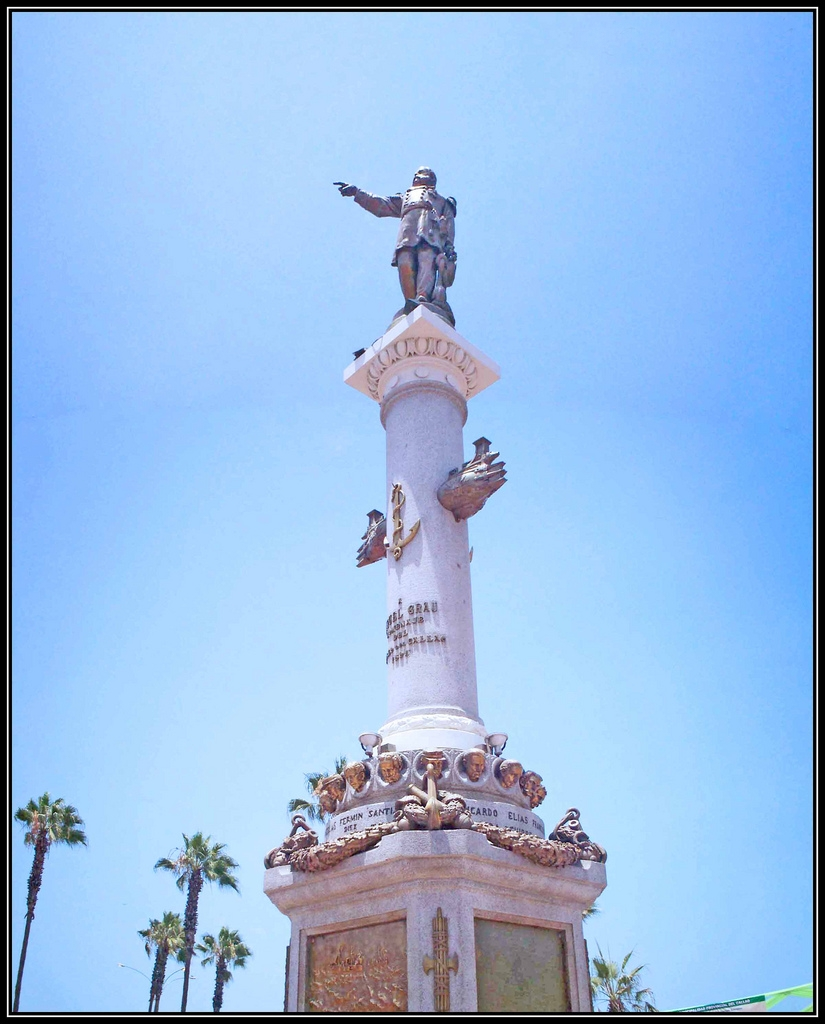
Estatua de bronce en el Callao en homenaje al Caballero de los Mares.

El 21 de noviembre de 1897, el presidente Nicolás de Piérola inauguró en el Callao la columna que el escultor italiano Fabio Lanzarini modeló en Génova. La base y el capitel son de mármol y el conjunto es coronado por la estatua de Grau, de pie y con el brazo extendido señalando hacia el sur. En su discurso, Piérola expresó lo siguiente:

El trozo de granito y bronce que circundamos en este instante y que el benemérito pueblo chalaco ha levantado en este pórtico del hogar nacional, conmemora una gloria verdaderamente peruana; pero como en las grandes cosas, brillante y amplia, vivificadora y fecunda, duradera, con la duración sin medida de los tiempos.
Nicolás de Piérola, 1897.

En enero de 1940, el presidente Manuel Prado Ugarteche encargó al escultor peruano Luis F. Agurto, la ejecución de un monumento en honor a Grau, destinado a elevarse en la plaza principal de Piura. Dicho monumento se inauguró el 8 de octubre de 1943.

### Monumento a Miguel Grau en Lima

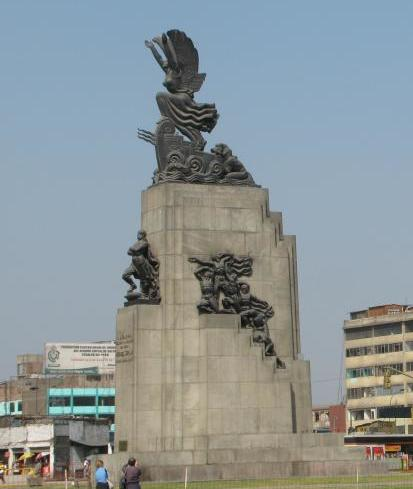
Monumento a Miguel Grau en la plaza homónima en Lima.

Prado también encargó otra obra escultórica del héroe al artista español Victorio Macho, para ser elevada en el centro de Lima. Dicho monumento lo inauguró el presidente José Luis Bustamante y Rivero, el día 28 de octubre de 1946, en la plaza que desde entonces lleva su nombre, ubicado entre el Paseo de la República, la Avenida Grau y el Paseo Colón. Es un conjunto de granito y bronce, en cuyo frontis se puede leer la leyenda: «A la gloria del Almirante del Perú Miguel Grau». El presidente Bustamante leyó en tal ocasión un discurso, que culminaba así:

Almirante:

La dimensión de vuestra hazaña se ha agrandado con el tiempo. En la lejana perspectiva es Angamos un símbolo de gigantes contornos y de presentes enseñanzas. Disponíais de medios limitados y frágiles; mas vuestro aliento supo darles eficacia y grandeza. Vuestra nave minúscula ha crecido, Almirante; y hay un sutil poder de fuego que envidian los cañones en el silencio austero de las cubiertas desmanteladas. No fue infructuoso vuestro sacrificio ni un vano gesto de inmolación de quienes con vos cayeron en la brega. Vuestra sombra augusta preside nuestros mares; y hay un altar para vuestro busto en cada nave de nuestra flota; y un rincón de emoción en cada pecho de nuestros marinos. La Armada del Perú cifra su orgullo en vuestra memoria y la Nación, espiritualmente congregado al pie de este monumento, os dice con acento de estremecida gratitud:

¡Gloria a vos, Almirante!.
José Luis Bustamante y Rivero, 1946.

### Estatua hiperrealista de Grau del Museo Naval del Callao
En homenaje al centenario de su nacimiento y en el marco de las celebraciones por el bicentenario del Perú, el Museo Naval del Callao, administrado por la Marina de Guerra del Perú, presentó el 27 de julio de 2021 una estatua hiperrealista de Miguel Grau. Creada por el artista Walt Wizard, este monumento fue realizado con ayuda de inteligencia artificial para tener mejores detalles del rostro del personaje, utilizando un material casi idéntico a la piel humana e investigaciones que desde el 2018 se dedicaron a contrastar fotografías y objetos utilizados por el «Caballero de los mares». La figura de Miguel Grau, junto con otras nueve estatuas más, son parte del proyecto «Mi Perú Hiperrealista», una iniciativa privada que cuenta con el Sello Bicentenario.

### Otros monumentos

En Perú
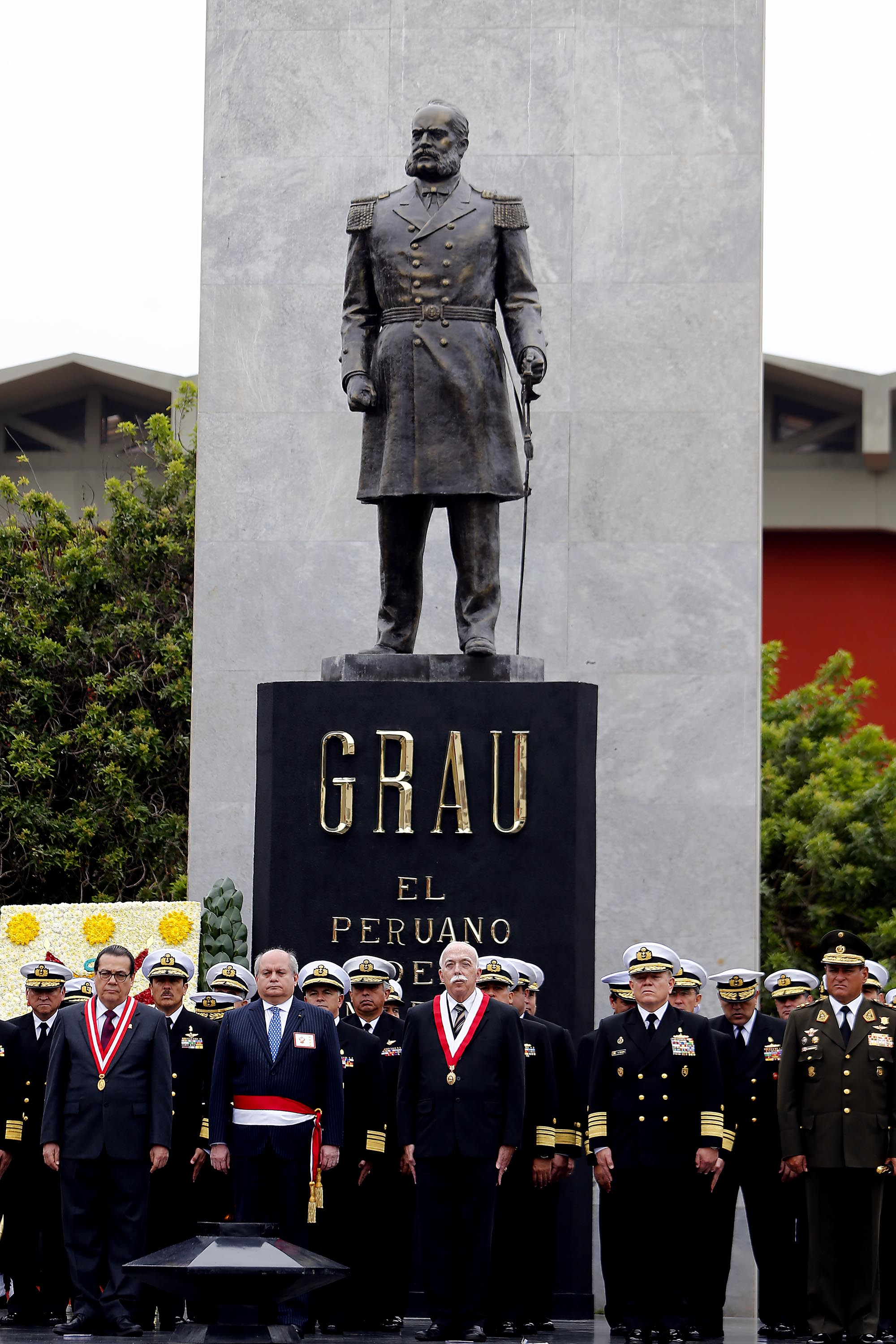
Monumento en la Escuela Naval del Perú.
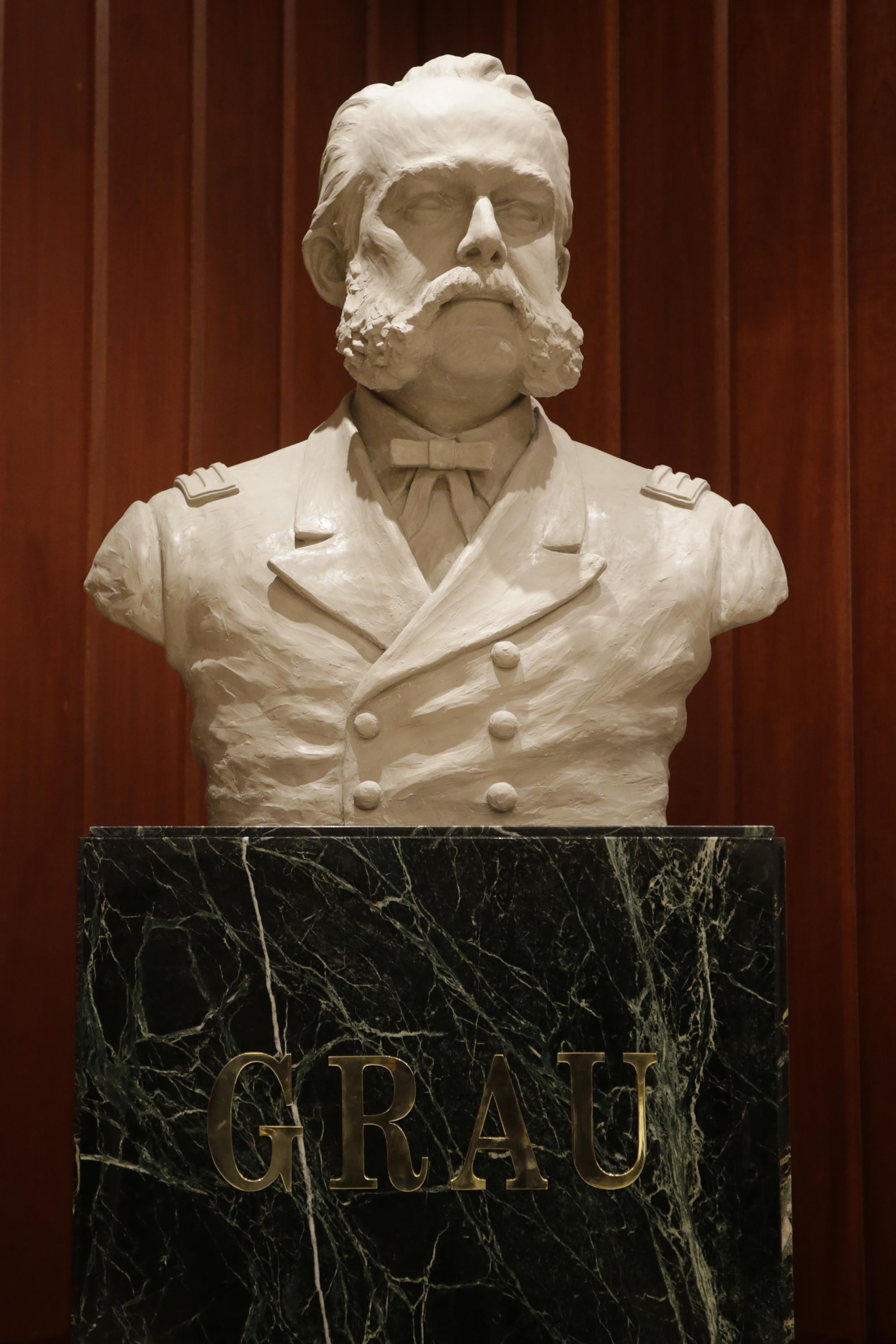
Busto en la Comandancia General de la Marina en La Perla, Callao.
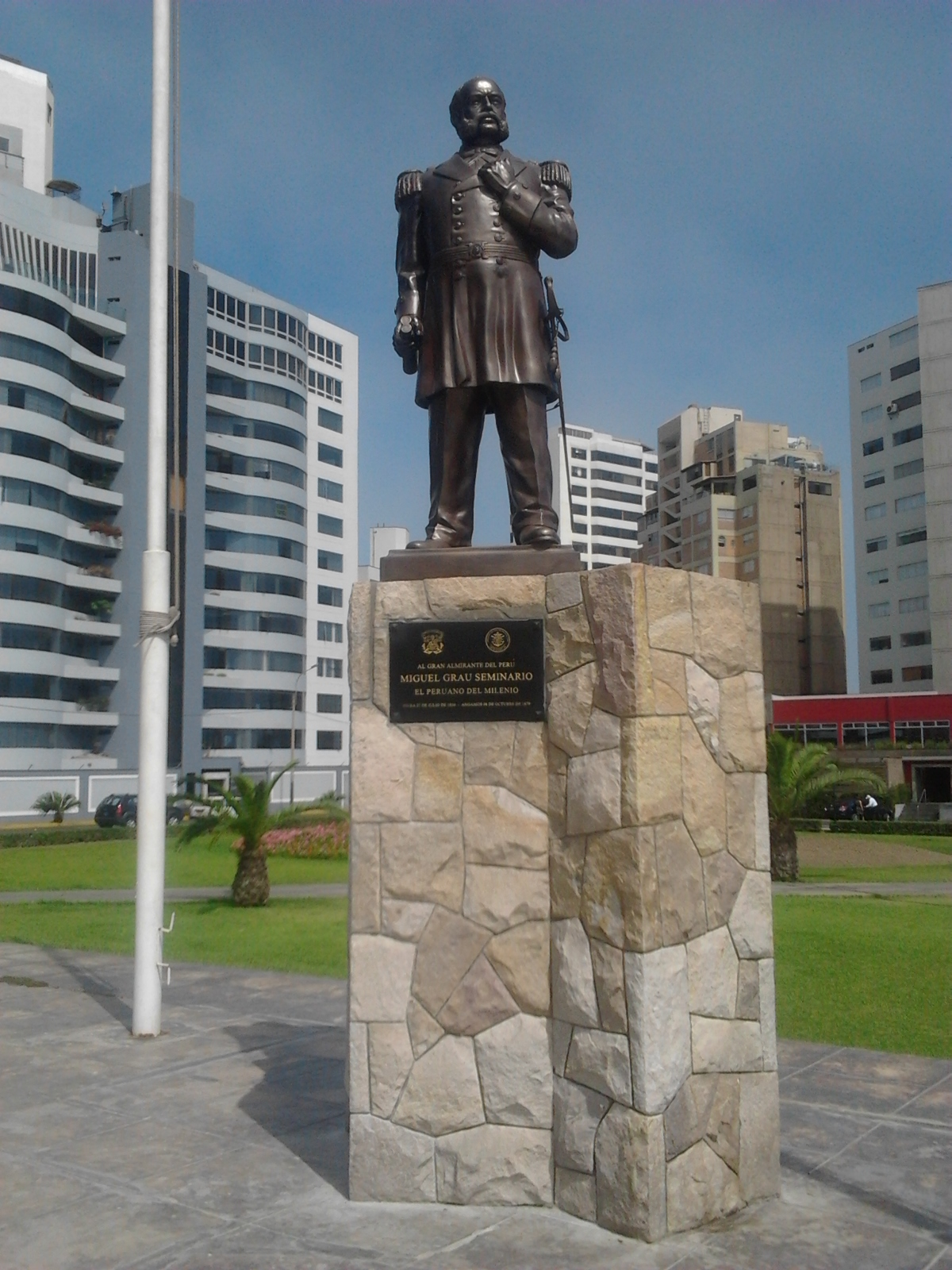
Monumento en el parque Miguel Grau en Miraflores, Lima.
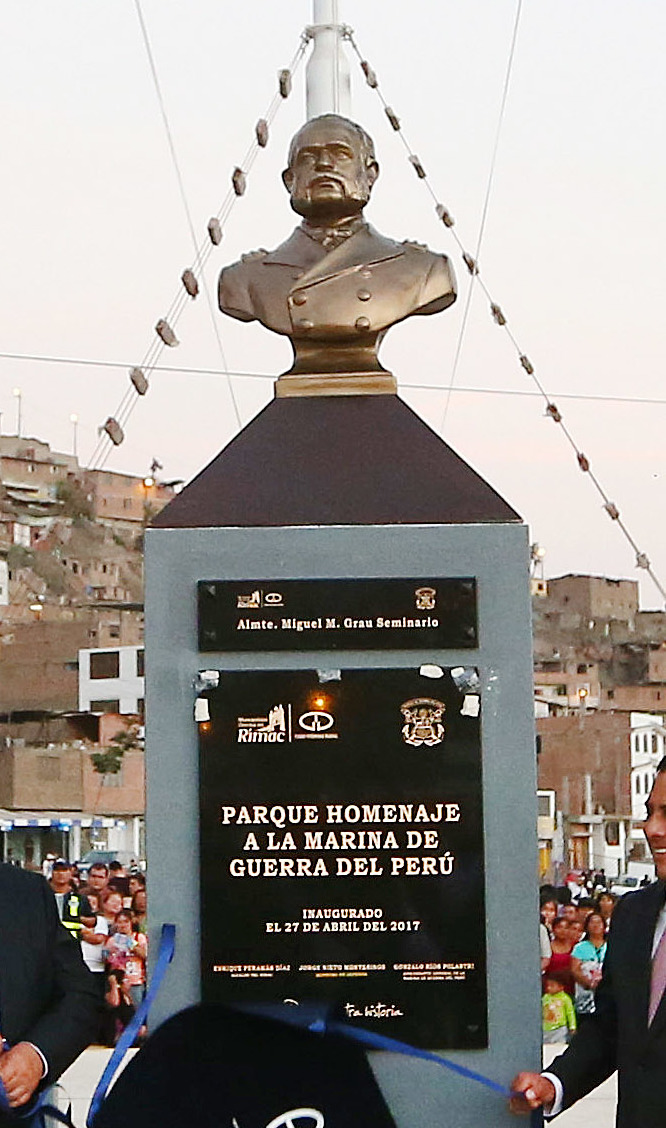
Monumento en El Rímac, Lima.
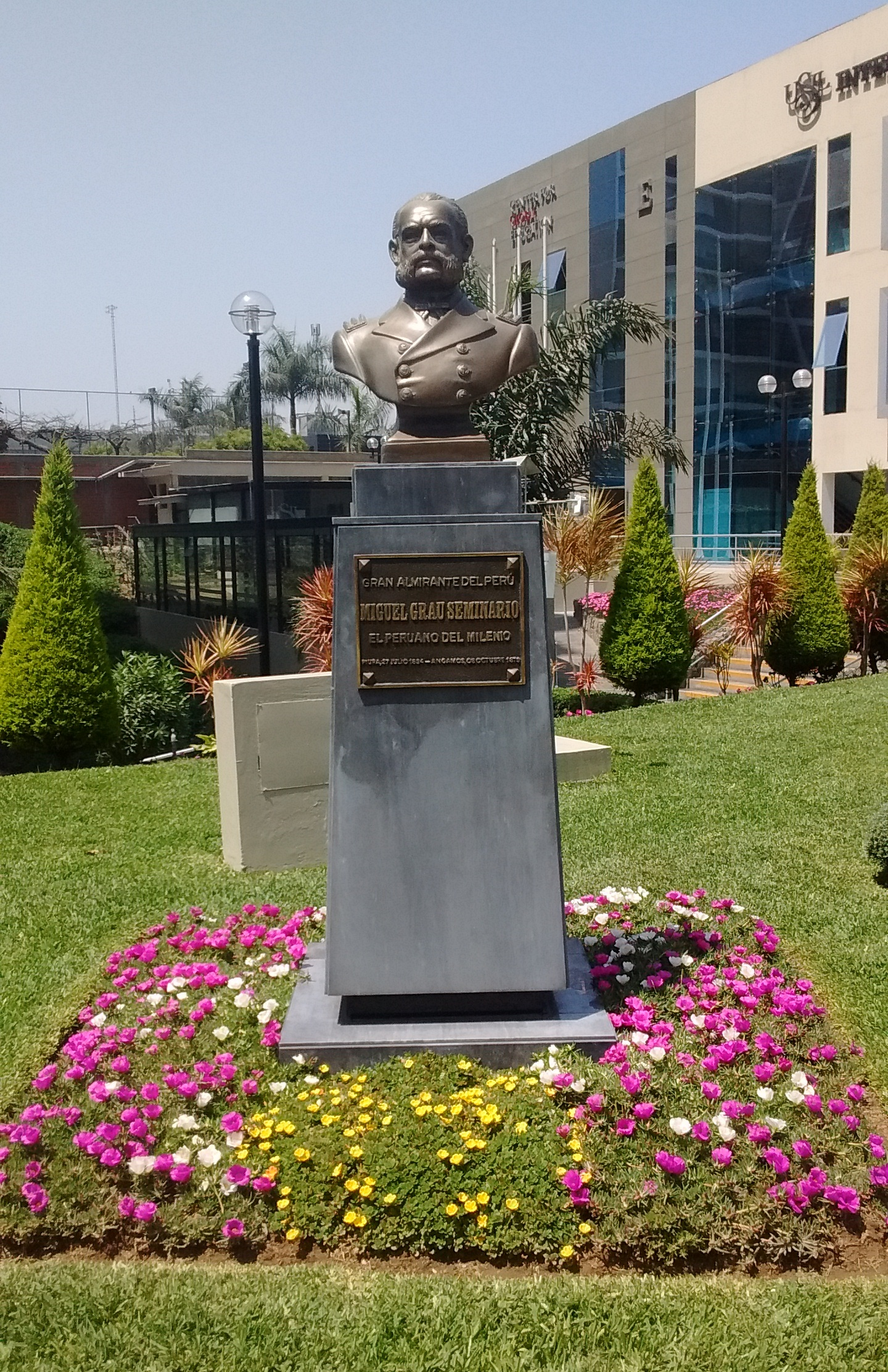
Busto en la Universidad San Ignacio de Loyola.
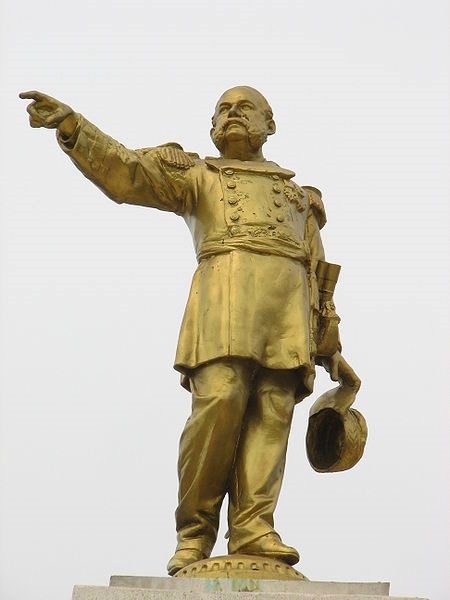
Estatua en Pucallpa.
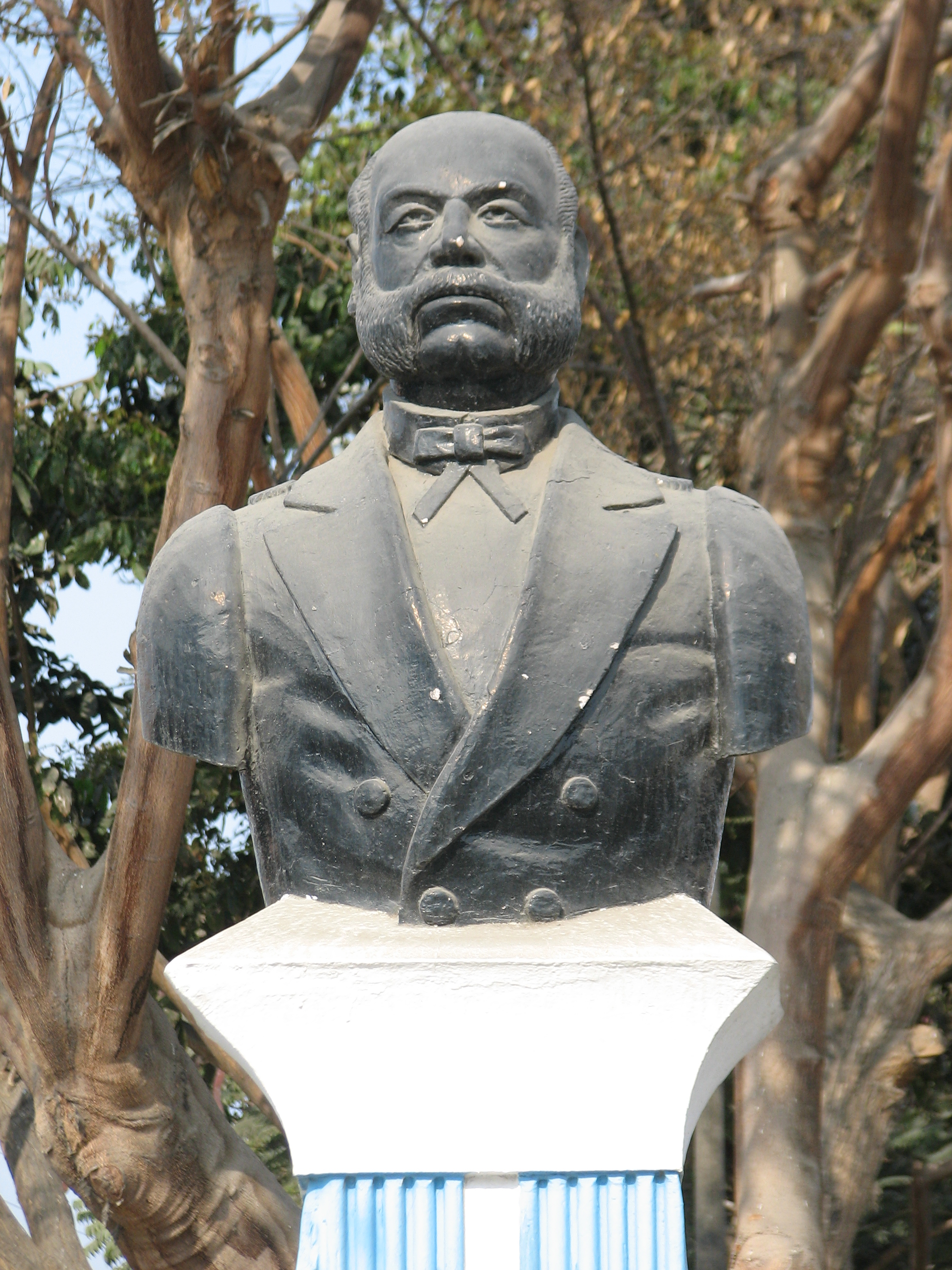
Busto en la Plaza Grau de Casma.
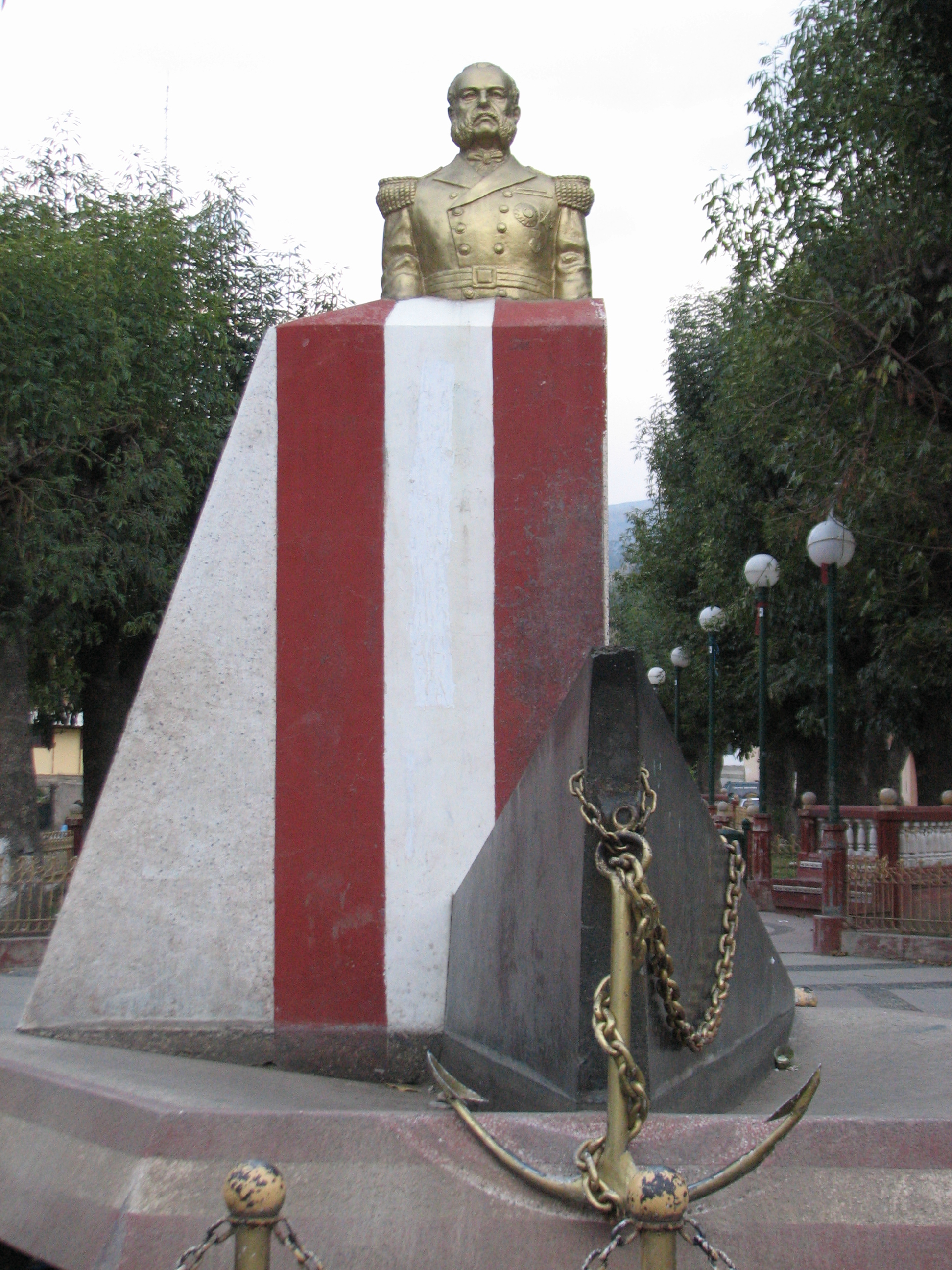
Monumento en la Alameda Grau de Huaraz.
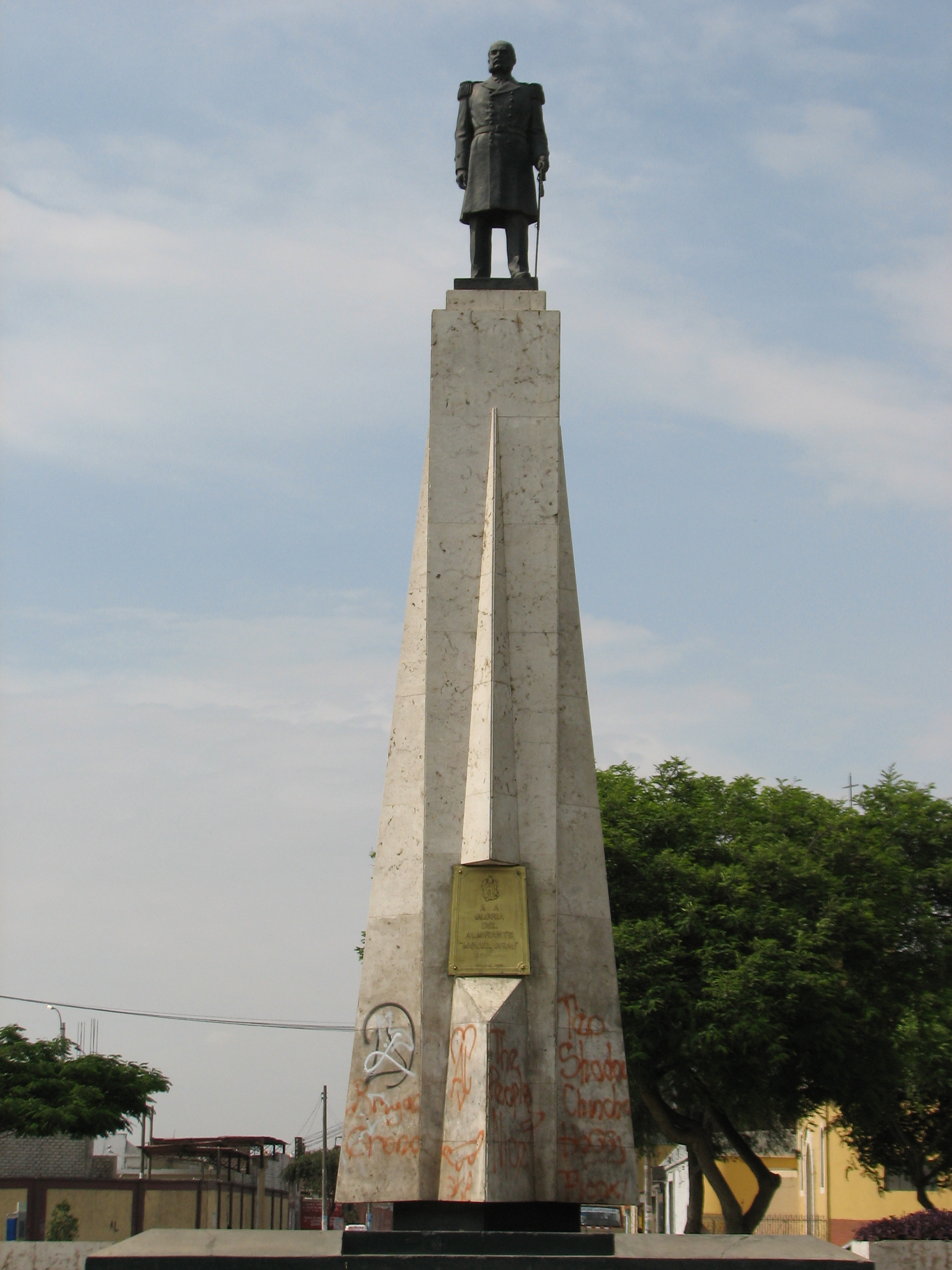
Estatua en Trujillo.
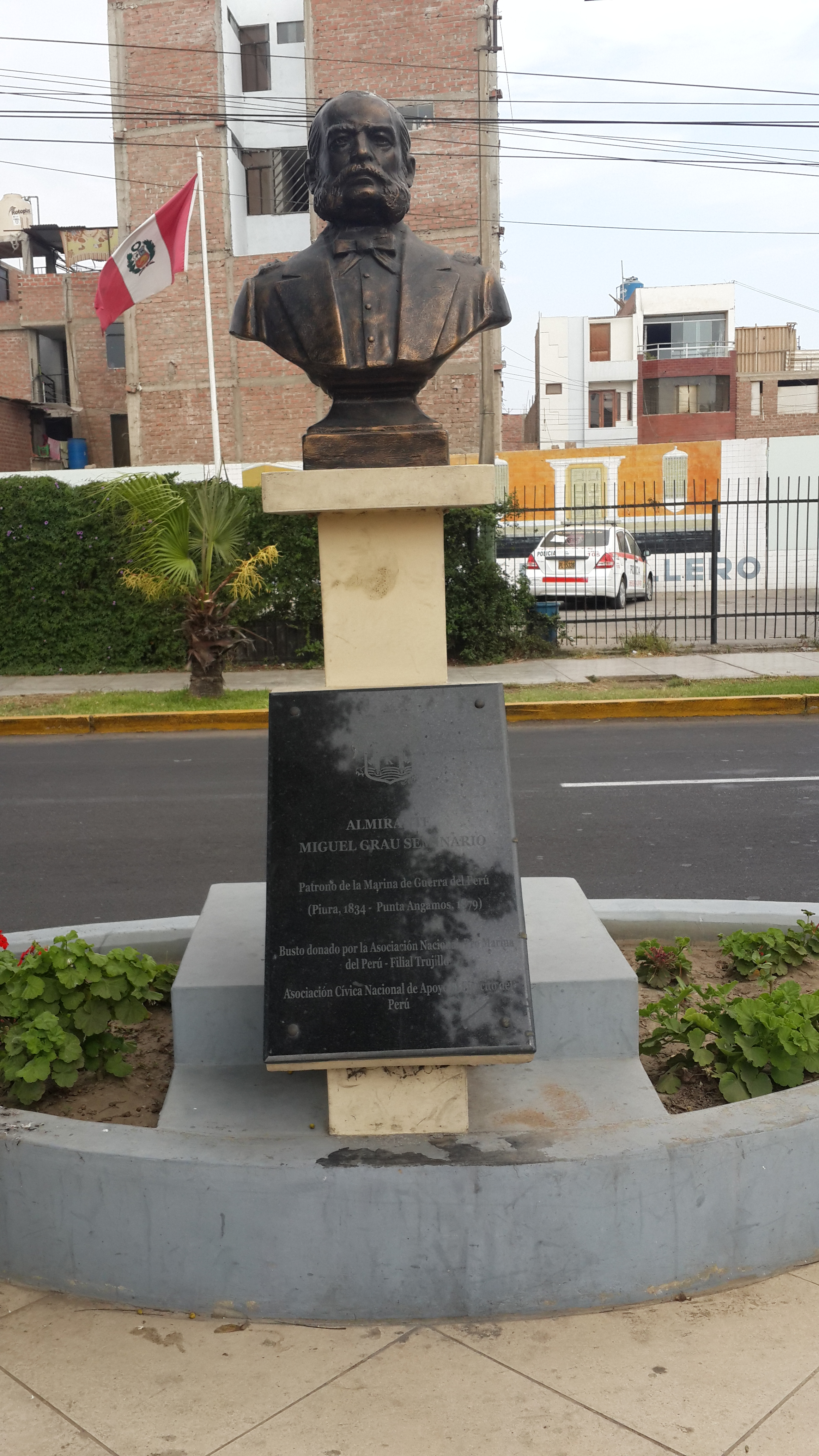
Busto en Trujillo.
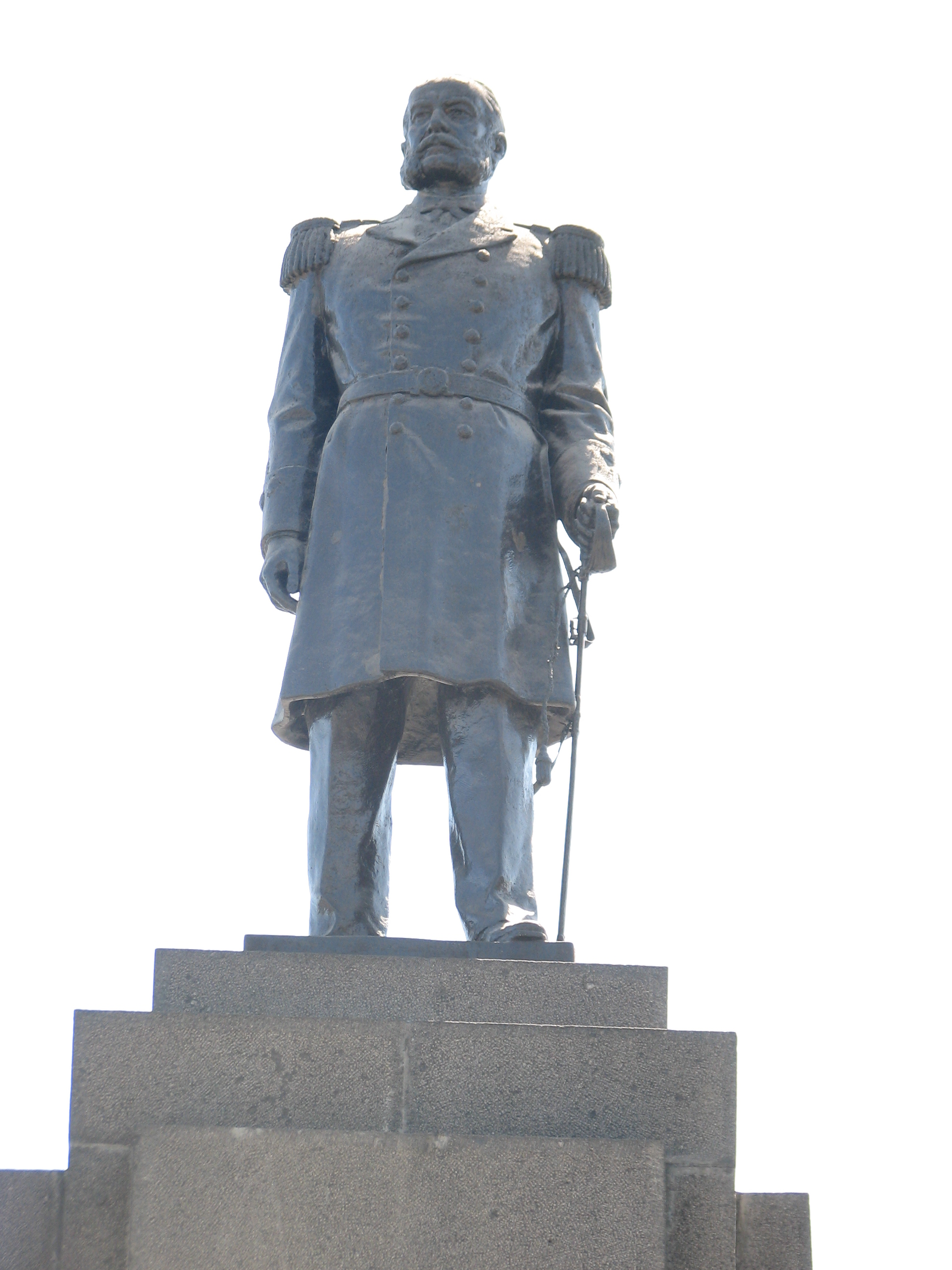
Estatua en Arequipa.
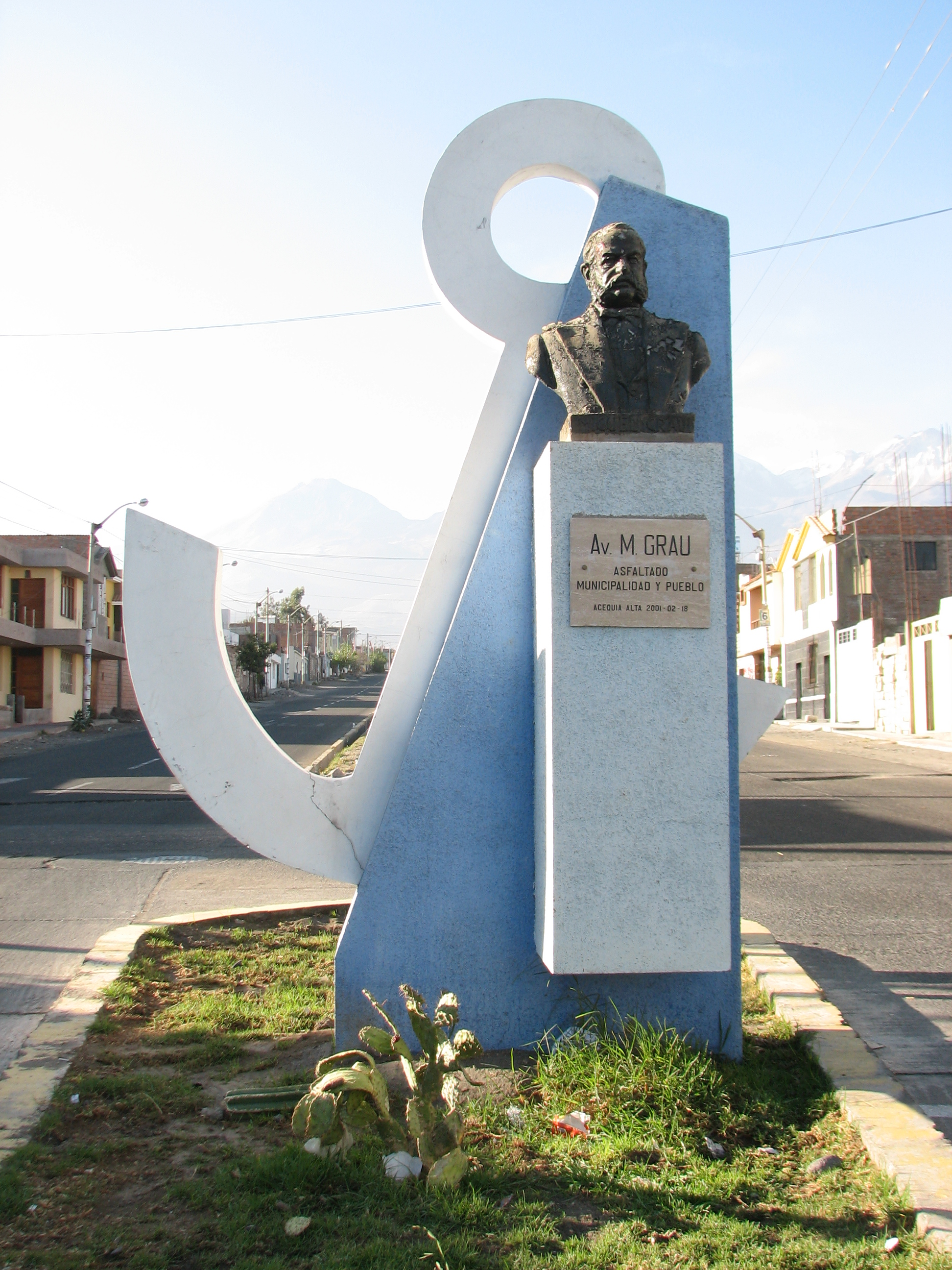
Busto en Arequipa.
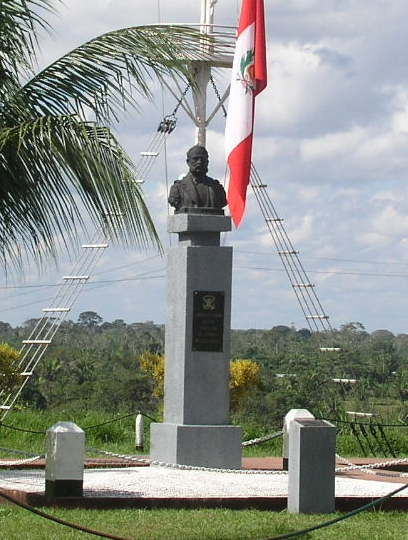
Busto en Puerto Maldonado.
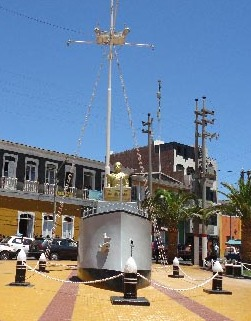
Monumento en Ilo.

Fuera de Perú
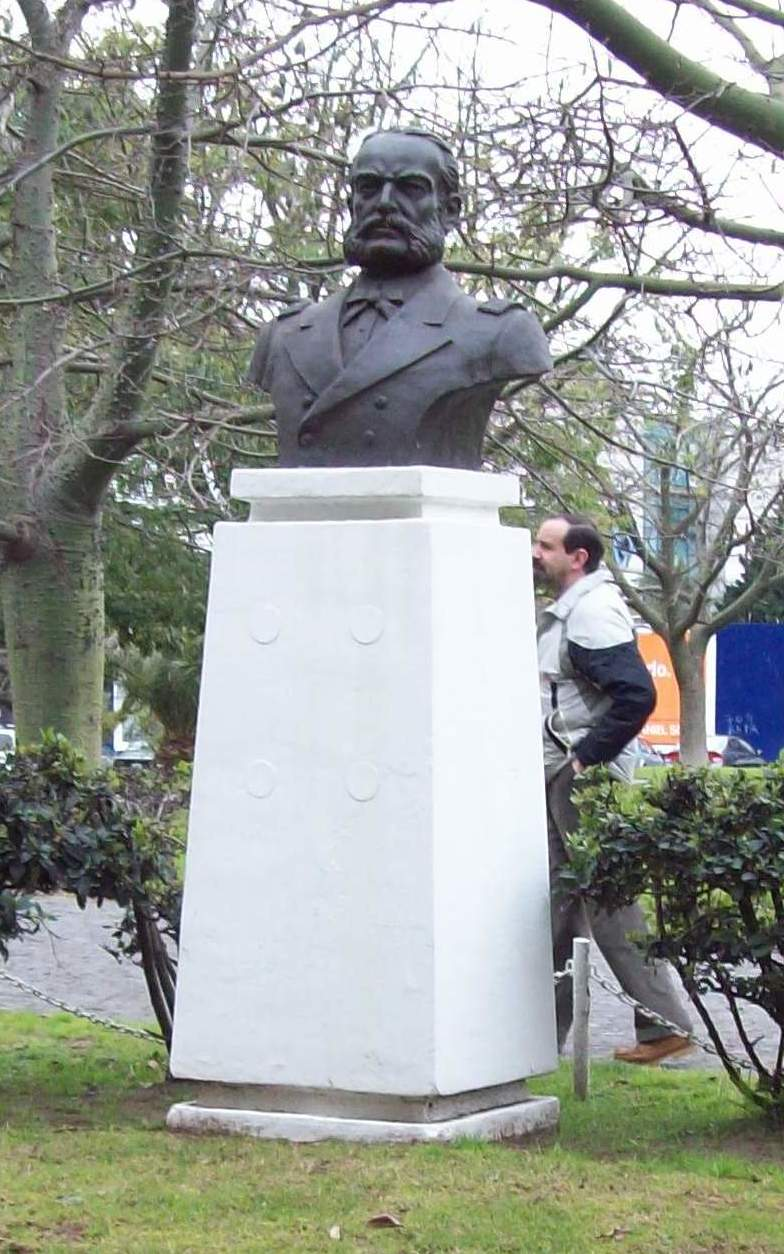
Busto en la Plaza Perú en ciudad de Buenos Aires, Argentina.
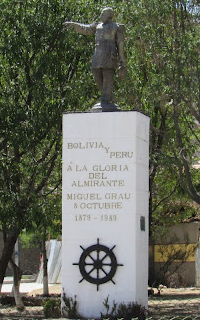
Monumento Miguel Grau Plaza La Paz, Bolivia.
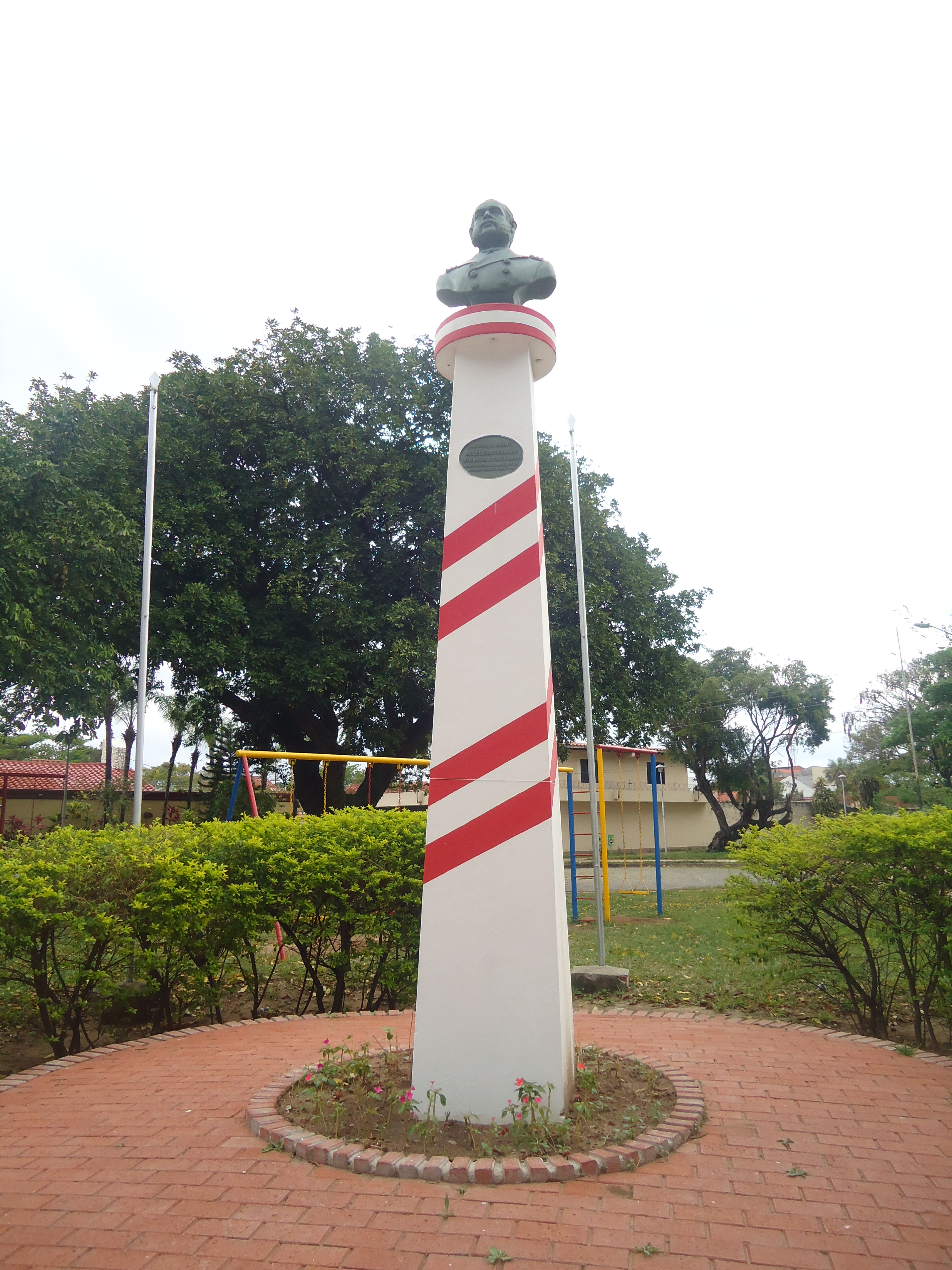
Monumento en la Plaza Perú de Santa Cruz de la Sierra, Bolivia.
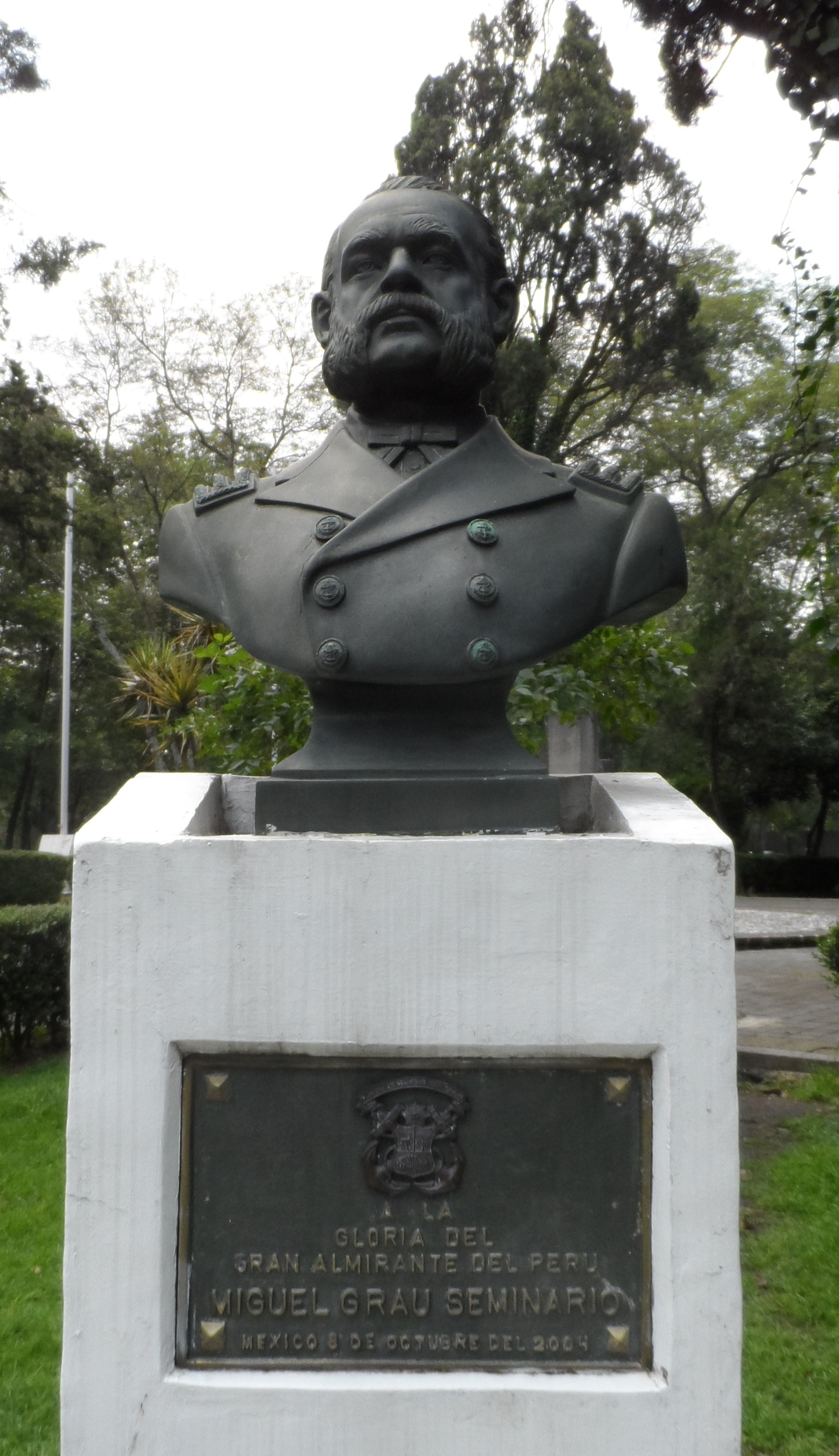
Busto en el Paseo de la Reforma, México.
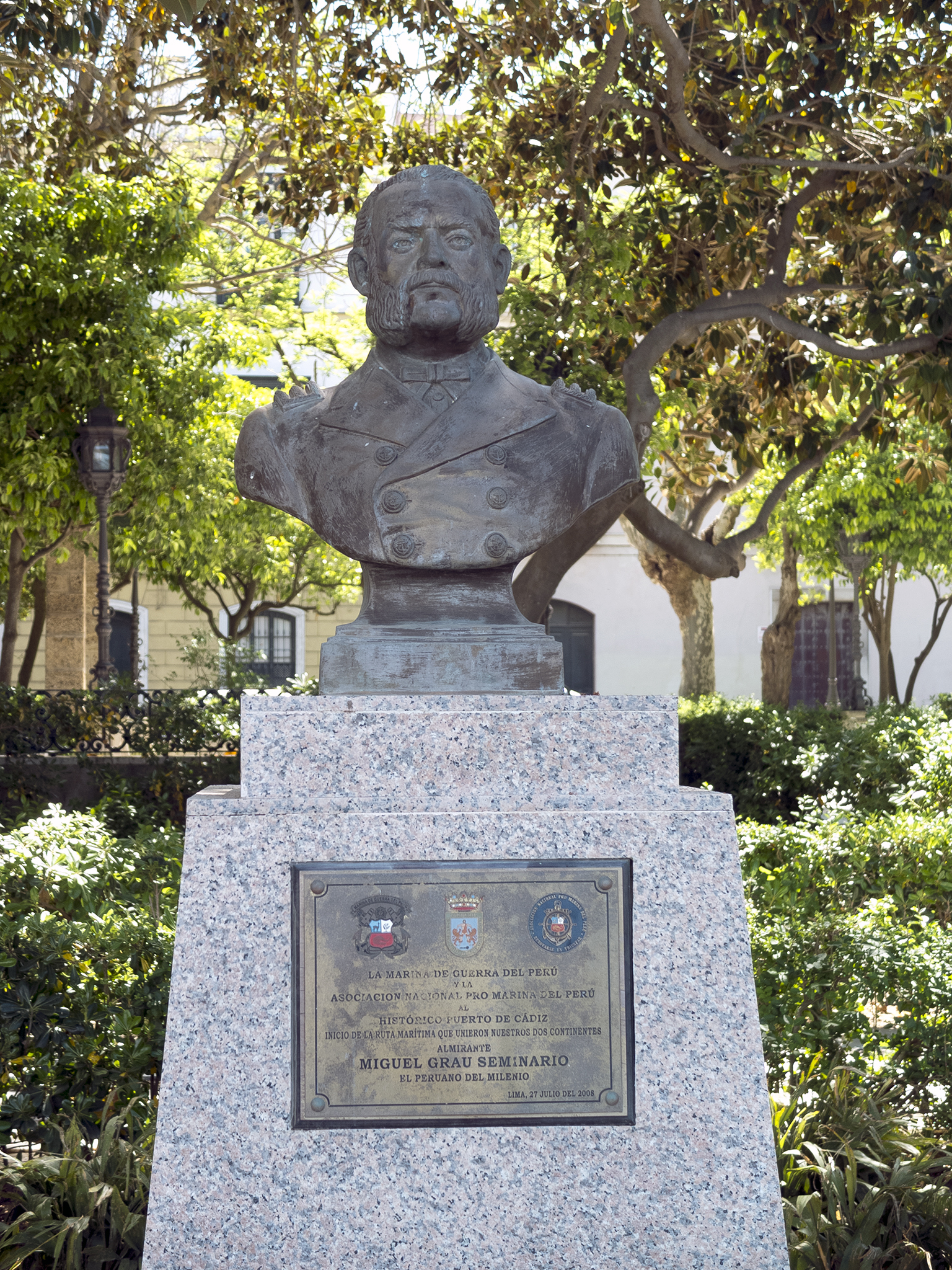
Busto en la Alameda de Cádiz, España.
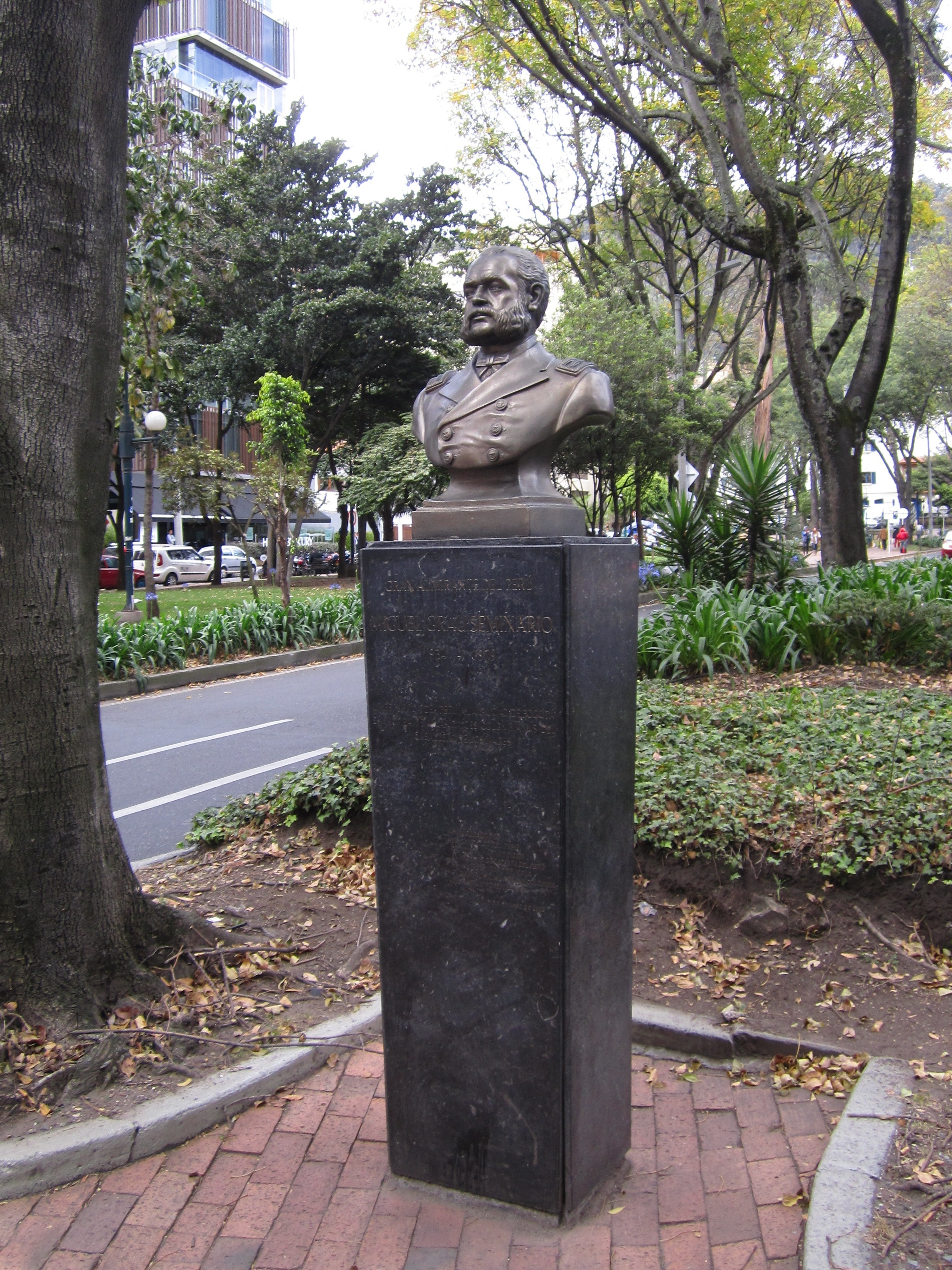
Busto en Bogotá, Colombia.
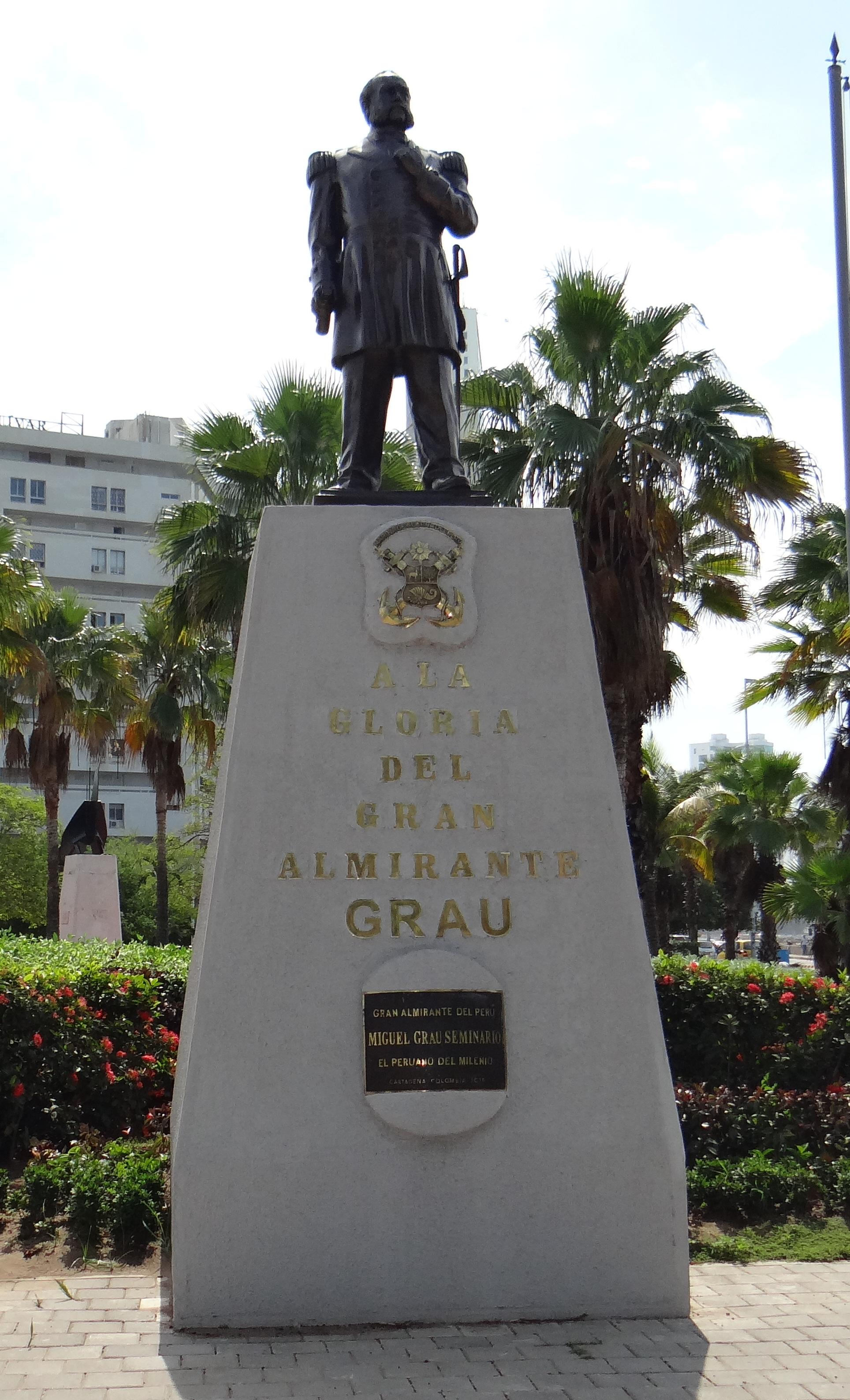
Estatua en Cartagena, Colombia.
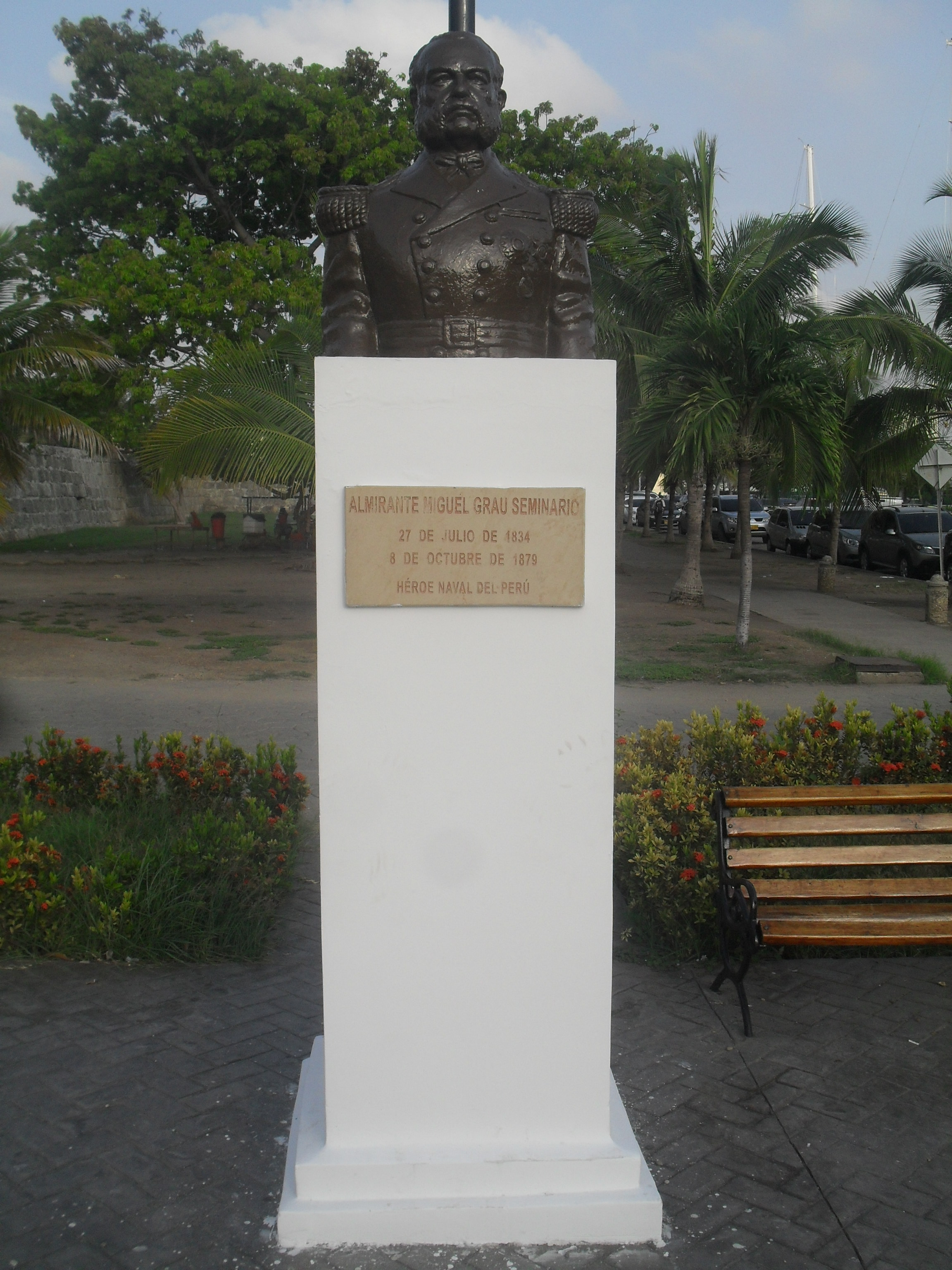
Busto en Cartagena, Colombia.
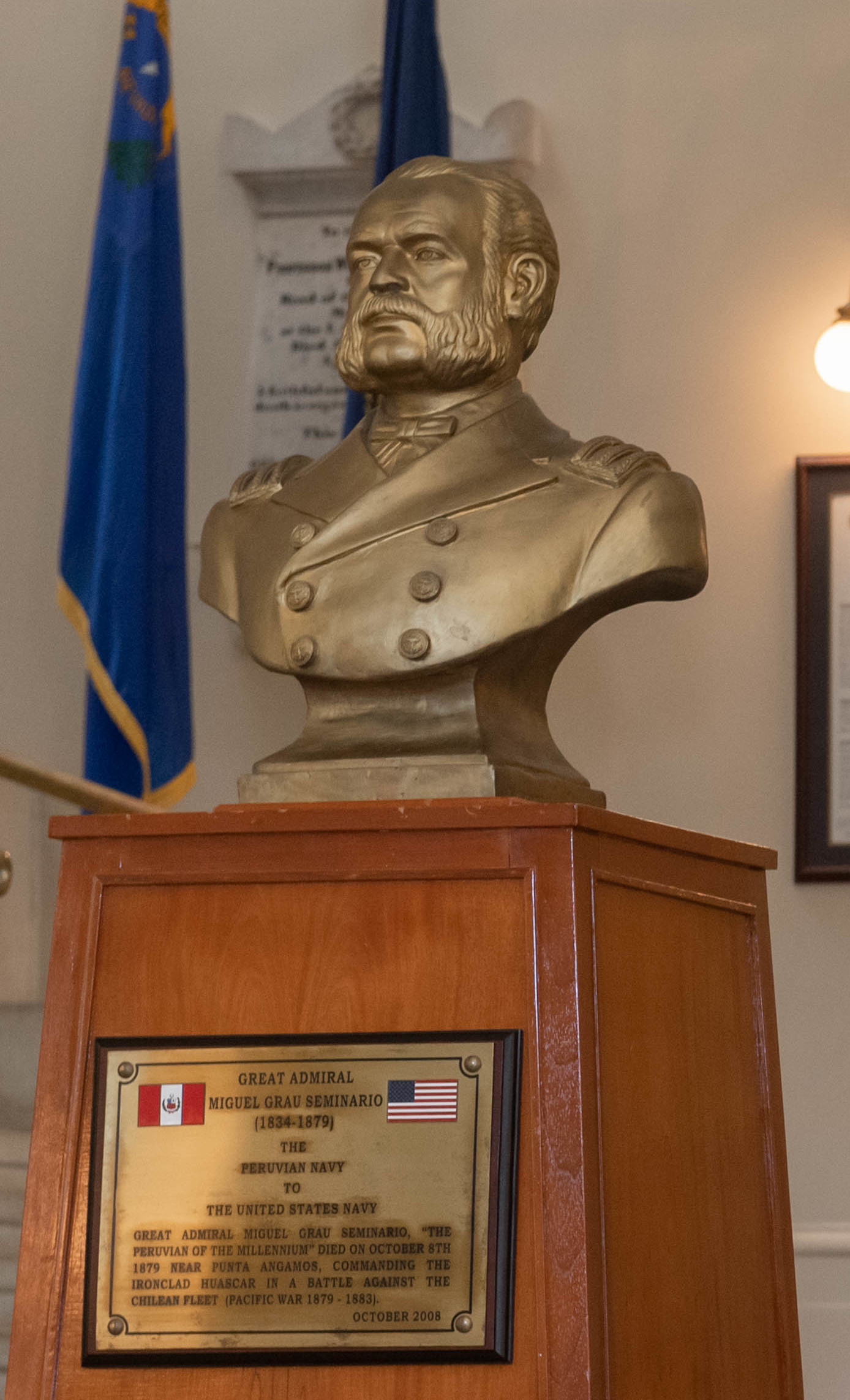
Busto en Annapolis, Estados Unidos.
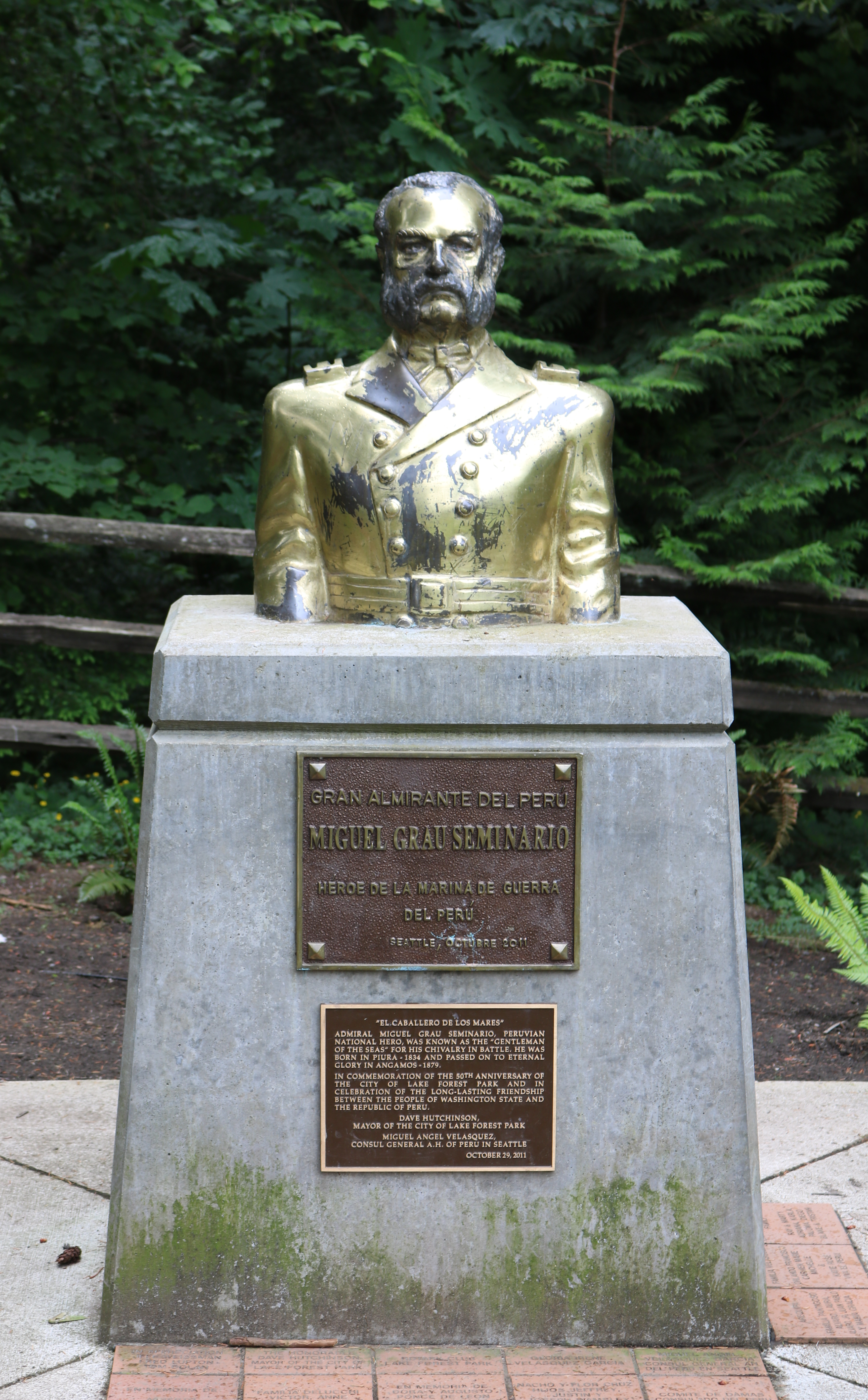
Busto en Lake Forest Park.
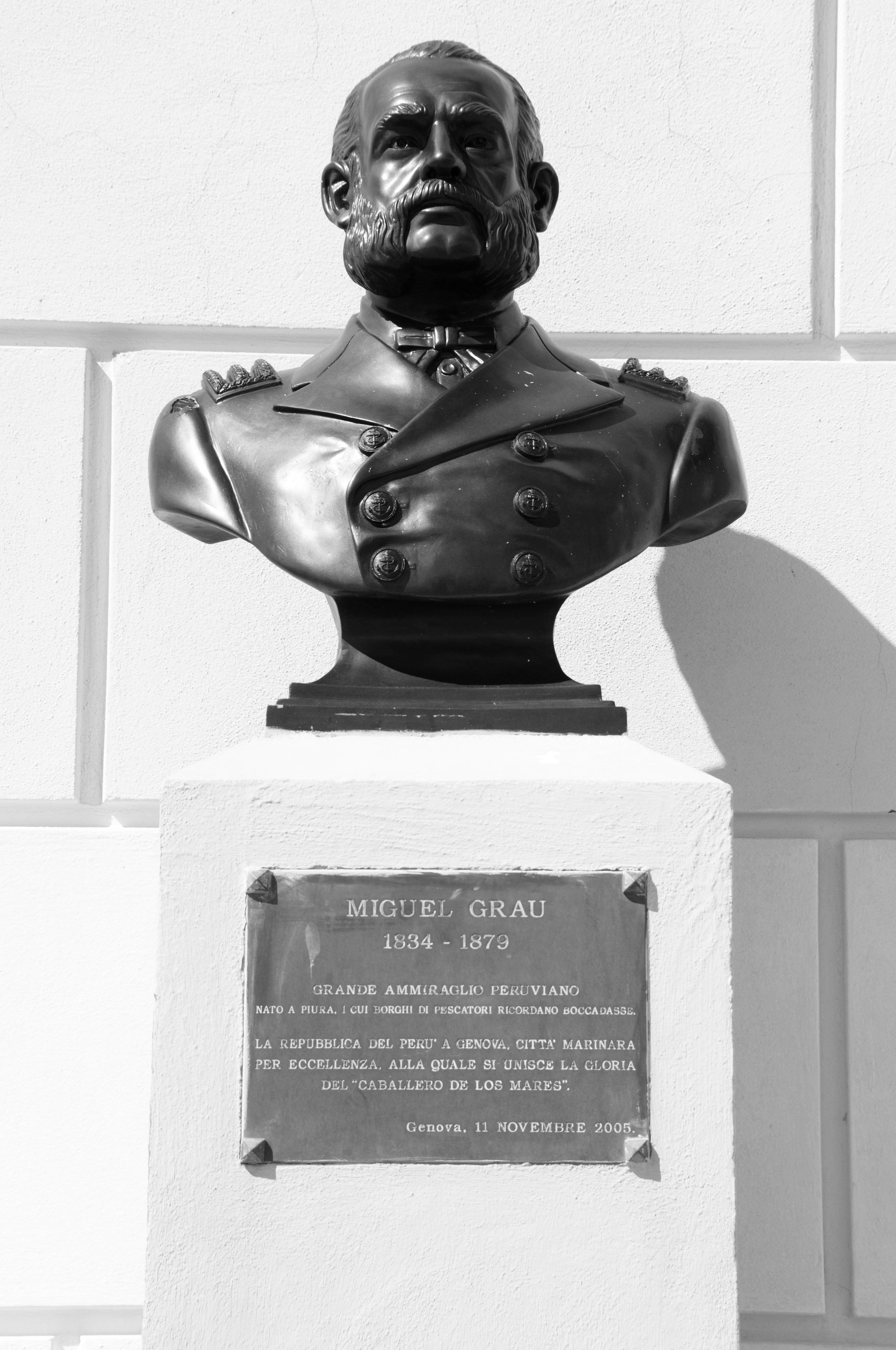
Busto en Génova, Italia.
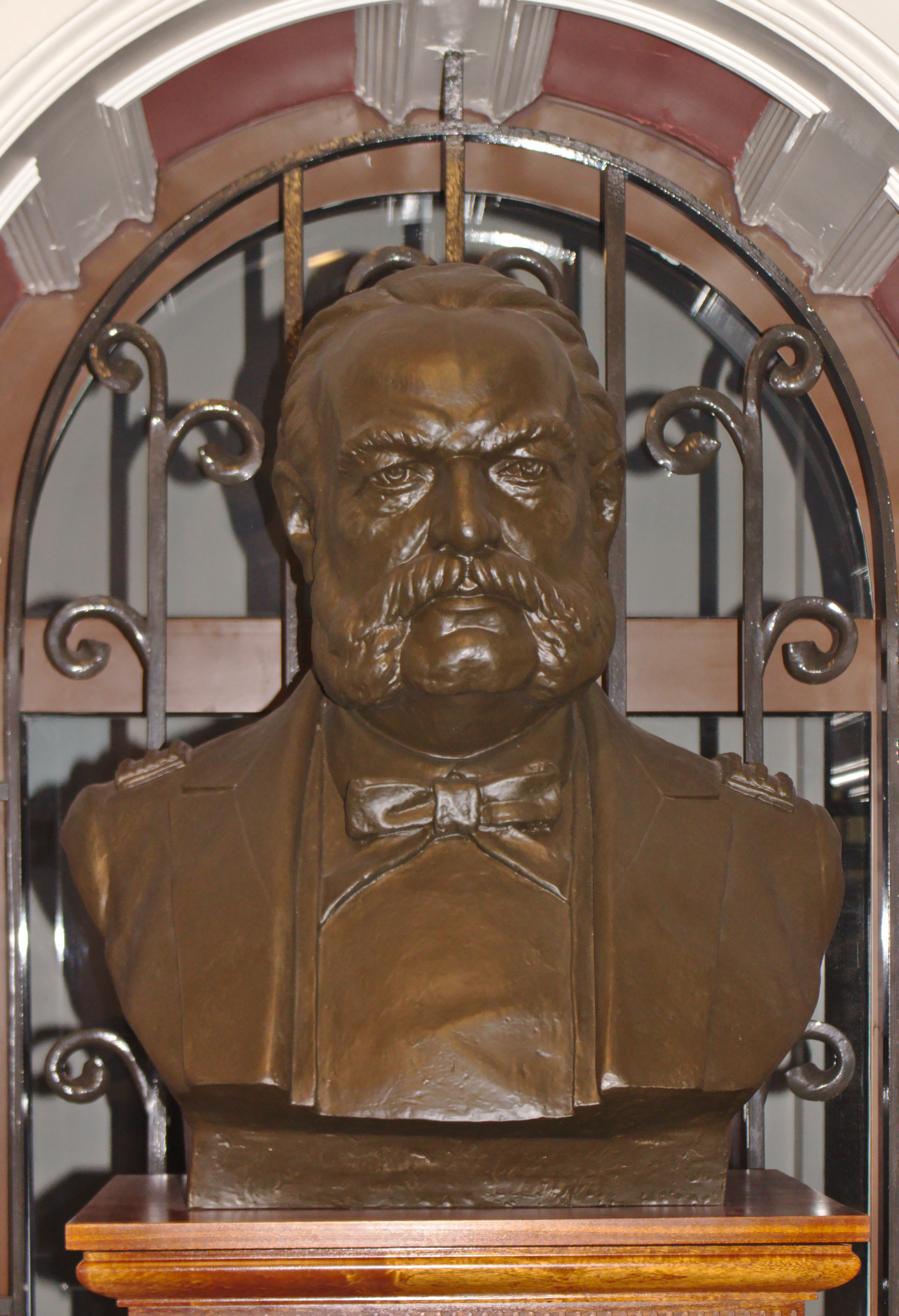
Busto en el Ayuntamiento de Birkenhead, Inglaterra.
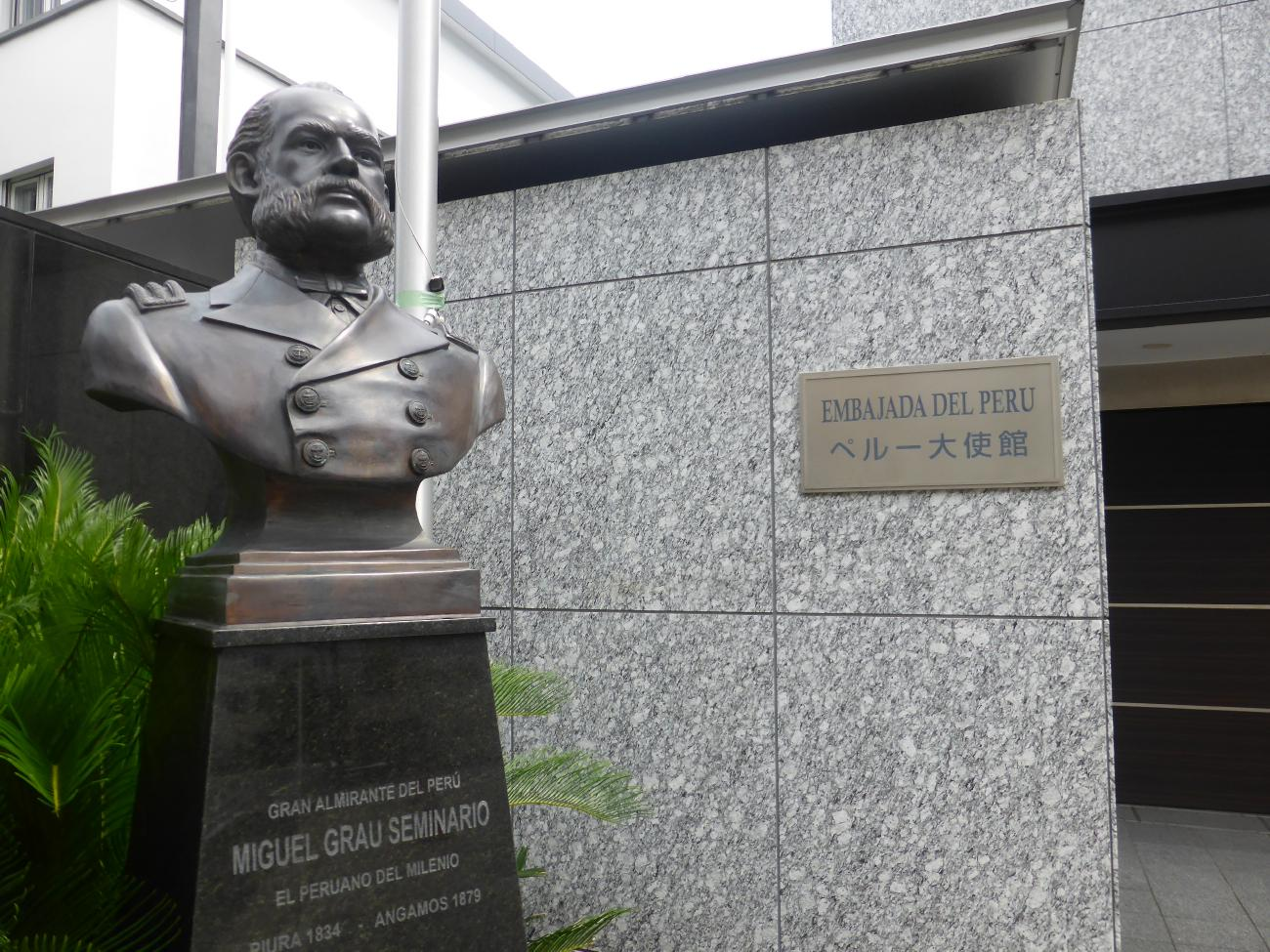
Busto frente a la Sede de la Embajada del Perú en Tokio, Japón.

### Orden Gran Almirante Grau

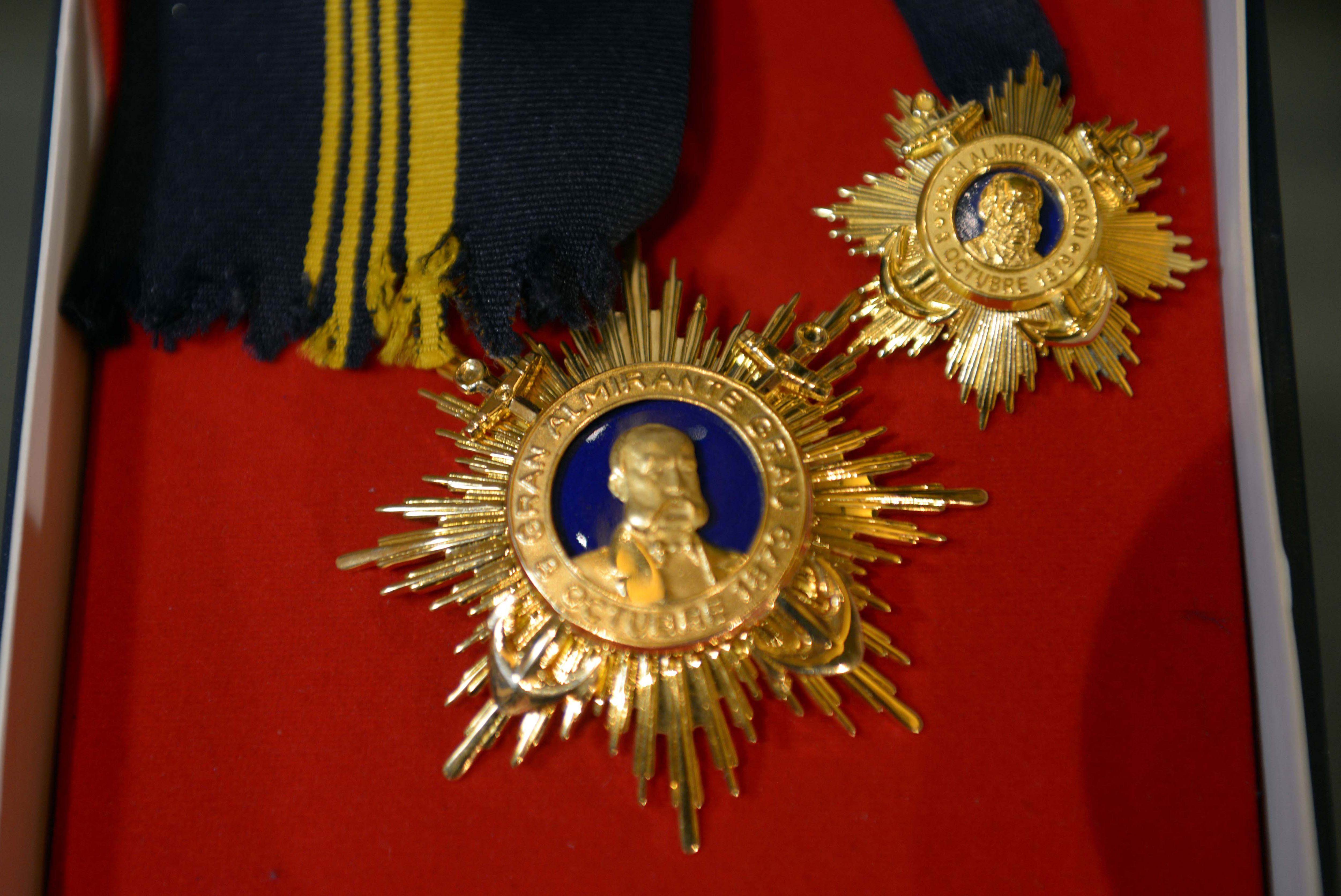
Orden Gran Almirante Miguel Grau

La Orden Gran Almirante Grau, fue creada el 13 de agosto de 1969 por Decreto Supremo, durante el gobierno revolucionario del general Juan Velasco Alvarado, como condecoración de la Marina de Guerra del Perú. La orden es concedida mediante Resolución Suprema por el presidente de la República en los grados de "Gran Cruz Especial" y "Gran Cruz" y por el Ministerio de Defensa, como Canciller de la Orden, en los demás grados. El 29 de marzo del 2010, la Casa de Gobierno emitió un comunicado por el que se modificaba la concesión de los grados de la orden.

### En la ficción
Miguel Grau ha aparecido como personaje principal o secundario en diversas producciones que tratan la Guerra del Pacífico:
| Año  | País  | Título                                    | Tipo                | Actor            |
| ---- | ----- | ----------------------------------------- | ------------------- | ---------------- |
| 1979 | Perú  | Nuestros Héroes de la Guerra del Pacífico | serie de televisión | Luis Carrasco    |
| 2009 | Chile | Héroes                                    | serie de televisión | León Murillo     |
| 2010 | Chile | La Esmeralda, 1879                        | película            | Roberto Prieto   |
| 2011 | Perú  | Las malas intenciones                     | película            |                  |
| 2014 | Perú  | Grau, caballero de los mares              | miniserie           | Carlos Alcántara |

### Minuto de silencio en tranmisiones del Estado
Por ley 23938, se estableció un minuto de silencio el 8 de octubre de cada año.